# Primul Război Mondial
Primul Război Mondial (28 iulie 1914 – 11 noiembrie 1918) a fost unul dintre cele mai mortale conflicte globale din istorie. El a opus două coaliții, prima fiind Antanta, având ca nucleu Franța, Regatul Unit, Rusia, Italia, Japonia și imperiile lor coloniale respective, cu Statele Unite aderând ca putere asociată în 1917. Aceasta s-a confruntat cu Puterile Centrale, o alianță centrată pe Germania, Austro-Ungaria și Imperiul Otoman. Luptele au avut loc în toată Europa, Orientul Mijlociu, Africa, Pacific și în părți din Asia. Aproximativ 9 milioane de soldați au fost uciși în luptă, plus alte 23 de milioane de răniți, în timp ce 5 milioane de civili au murit ca urmare a acțiunii militare, a foametei și a bolilor. Alte milioane au murit ca urmare a genocidelor, în timp ce pandemia de gripă spaniolă din 1918 a fost exacerbată de mișcarea combatanților în timpul războiului.
Primul deceniu al secolului al XX-lea a fost o perioadă de tensiuni diplomatice crescânde între marile puteri europene. Acestea au atins un punct de rupere pe 28 iunie 1914, când un sârb bosniac⁠(d) pe nume Gavrilo Princip l-a asasinat pe arhiducele Franz Ferdinand, moștenitorul tronului Austro-Ungariei. Austro-Ungaria a considerat Serbia responsabilă și, în ciuda eforturilor diplomatice de a rezolva conflictul, a declarat război pe 28 iulie. Rusia a venit în apărarea Serbiei, iar până la 4 august, alianțe defensive suprapuse au atras în conflict Franța, Regatul Unit și Germania.
Strategia germană în 1914 a fost să învingă mai întâi Franța, apoi să își mute trupele spre est și să facă același lucru cu Rusia. Acest plan a eșuat și, până la sfârșitul anului 1914, Frontul de Vest consta dintr-o linie continuă de tranșee care se întindea de la Canalul Mânecii până în Elveția. Frontul de Est era mai fluid, dar niciuna dintre părți nu a putut obține un avantaj decisiv, în ciuda unei serii de ofensive costisitoare. Încercările de a ocoli impasul au făcut ca luptele să se extindă în Orientul Mijlociu, Alpi, Balcani și coloniile de peste mări, aducând Bulgaria, România, Grecia⁠(d) și altele în război.
Statele Unite au intrat în război⁠(d) de partea Antantei în aprilie 1917, în timp ce bolșevicii preluau puterea în Revoluția din octombrie din Rusia și au făcut pace separată cu Puterile Centrale la începutul anului 1918. Degrevată de Frontul de Est, Germania a lansat o ofensivă⁠(d) în vest în martie 1918, sperând să obțină o victorie decisivă acolo înainte ca trupele americane să sosească în număr semnificativ. Eșecul a lăsat armata imperială germană epuizată și demoralizată. Când aliații au preluat inițiativa și au lansat propria lor ofensivă în august 1918, germanii nu au putut face altceva decât să o încetinească.
Între 29 septembrie și 3 noiembrie 1918, Bulgaria, Imperiul Otoman și Austro-Ungaria au acceptat armistiții cu Aliații, lăsând Germania izolată. Confruntată cu revoluția în interior și cu armata în pragul revoltei, Kaiserul Wilhelm al II-lea a abdicat pe 9 noiembrie. Armistițiul din 11 noiembrie 1918 a pus capăt luptelor, iar Conferința de Pace de la Paris a impus diverse reglementări puterilor înfrânte, cel mai cunoscut fiind Tratatul de la Versailles. Dizolvarea Imperiilor Rus, German, Austro-Ungar și Otoman a dus la crearea de noi state independente, printre care Polonia, Cehoslovacia și Iugoslavia. Din motive aflate încă în discuție, eșecul de a gestiona instabilitatea care a rezultat din această perturbare în perioada interbelică a contribuit la declanșarea celui de al Doilea Război Mondial în septembrie 1939.

## Denumiri
Termenul de război mondial a fost avansat pentru prima dată în septembrie 1914 de către biologul și filozoful german Ernst Haeckel. El afirma că „nu există nicio îndoială că desfășurarea și caracterul temutului «război european» ... va deveni primul război mondial în sensul deplin al cuvântului”, în The Indianapolis Star⁠(d) pe 20 septembrie 1914.
Termenul Primul Război Mondial fusese folosit de lt-col. Charles à Court Repington⁠(d), ca titlu pentru memoriile sale (publicate în 1920); el a consemnat discuția pe care o purtase cu un anume maior Johnstone la Universitatea Harvard în jurnalul său din 10 septembrie 1918. Înainte de al Doilea Război Mondial, evenimentele din 1914–1918 erau cunoscute în general ca Marele Război sau pur și simplu Războiul Mondial. În august 1914, revista The Independent⁠(d) a scris „Acesta este Marele Război. Numele vine de la sine”. În octombrie 1914, revista canadiană Maclean's⁠(d) a scris în mod similar: „Unele războaie au o denumire care vine natural. Acesta este Marele Război.” Europenii contemporani l-au denumit „războiul care va pune capăt oricărui război” și a fost descris și drept „războiul care va pune capăt tuturor războaielor”, datorită percepției pe care o aveau ei asupra amplorii, devastării și pierderii de vieți omenești fără egal până atunci.

## Context

### Alianțe politice și militare
O mare parte a secolului al XIX-lea, marile puteri europene au menținut un fragil echilibru de putere între ele, cunoscut sub numele de Concertul European. După 1848, acesta a fost contestat de o varietate de factori, inclusiv retragerea Regatului Unit în așa-numita splendidă izolare, declinul Imperiului Otoman și ascensiunea Prusiei sub Otto von Bismarck. Războiul austro-prusac din 1866 a stabilit hegemonia prusacilor în Germania, în timp ce victoria din războiul franco-prusac din 1870–1871 i-a permis lui Bismarck să consolideze statele germane într-un Imperiu German sub conducerea Prusiei. Răzbunarea pentru înfrângerea din 1871 (revanșismul) și recuperarea provinciilor Alsacia-Lorena au devenit principalele obiecte ale politicii franceze pentru următorii patruzeci de ani.
Pentru a izola Franța și a evita un război pe două fronturi, Bismarck a negociat Liga celor Trei Împărați (în germană Dreikaiserbund) între Austro-Ungaria, Rusia și Germania. După victoria Rusiei în războiul ruso-turc din 1877–1878, Liga a fost dizolvată din cauza preocupărilor austriecilor față de influența Rusiei în Balcani, o zonă pe care o considerau de interes strategic vital. Germania și Austro-Ungaria au format apoi Dubla Alianță din 1879, care a devenit Tripla Alianță când Italia s-a alăturat în 1882. Pentru Bismarck, scopul acestor acorduri a fost de a izola Franța, asigurându-se că cele trei imperii rezolvă orice dispute între ele; când acest obiectiv a fost amenințat în 1880 de încercările britanicilor și francezilor de a negocia direct cu Rusia, el a reformat Liga în 1881, care a fost reînnoită în 1883 și 1885. După expirarea acordului în 1887, el a fost înlocuit cu Tratatul de Reasigurare, un acord secret între Germania și Rusia prin care cele două se angajau să rămână neutre dacă oricare ar fi fost atacat de Franța sau de Austro-Ungaria.
Bismarck considera pacea cu Rusia drept fundamentul politicii externe germane, dar după ce a devenit Kaiser în 1890, Wilhelm al II-lea l-a forțat să se pensioneze, iar Leo von Caprivi, noul cancelar, l-a convins să nu reînnoiască Tratatul de Reasigurare. Aceasta i-a oferit Franței o oportunitate de a contracara Tripla Alianță, prin semnarea Alianței Franco-Ruse în 1894, urmată de Antanta Cordială din 1904 cu Regatul Unit, iar Tripla Înțelegere a fost finalizată prin Convenția Anglo-Rusă din 1907. Deși acestea nu erau alianțe formale, prin soluționarea disputelor coloniale de lungă durată din Africa și Asia, intrarea britanicilor în orice conflict viitor care implica Franța sau Rusia a devenit o posibilitate. Sprijinul britanic și rus pentru Franța împotriva Germaniei în timpul crizei de la Agadir din 1911 a întărit relația lor și a sporit înstrăinarea anglo-germană, adâncind diviziunile care aveau să răbufnească în 1914.

### Cursa înarmărilor
Puterea industrială germană a crescut semnificativ după 1871, impulsionată de crearea unui Reich unificat, plățile de compensații franceze și anexarea Alsaciei și Lorenei. Cu sprijinul lui Wilhelm al II-lea, amiralul Alfred von Tirpitz a căutat să folosească această creștere a puterii economice pentru a construi o Kaiserliche Marine, Marina Imperială Germană, care să poată concura cu Marina Regală Britanică pentru supremația navală mondială. Gândirea sa era influențată de strategul naval american Alfred Thayer Mahan, care susținea că posesia unei marine a mărilor largi⁠(d) era vitală pentru proiecția unei puteri globale; Tirpitz a comandat traducerea cărților acestuia în germană, în timp ce Wilhelm le-a făcut lectură obligatorie pentru consilierii săi și personalul militar superior.
Cu toate acestea, a fost și o decizie emoțională, influențată de admirația simultană a lui Wilhelm pentru Marina Regală și de dorința de a o întrece. Bismarck a calculat că Regatul Unit nu va interveni în Europa atâta timp cât supremația sa maritimă va rămâne sigură, dar demiterea sa în 1890 a dus la o schimbare a politicii și la o cursă a înarmărilor navale anglo-germane. În ciuda sumelor vaste cheltuite de Tirpitz, lansarea lui HMS Dreadnought în 1906 le-a oferit britanicilor un avantaj tehnologic față de rivalul lor german, avantaj pe care nu l-au pierdut niciodată. În cele din urmă, cursa a deturnat resurse uriașe spre obiectivul a crea o flotă germană suficient de mare pentru a rivaliza cu cea britanică, dar nu să o învingă; în 1911, cancelarul Theobald von Bethmann Hollweg a recunoscut înfrângerea, ceea ce a condus la Rüstungswende sau „punctul de cotitură al armamentului”, când prioritatea de investiții a fost schimbată de la marină către forțele terestre.
Această decizie nu a fost determinată de o reducere a tensiunilor politice, ci de îngrijorarea germanilor cu privire la revenirea Rusiei după înfrângerea din Războiul Ruso-Japonez și după Revoluția Rusă din 1905. Reformele economice cu finanțare franceză au condus la o extindere semnificativă după 1908 a căilor ferate și a infrastructurii, în special în regiunile sale de graniță din vest. Deoarece Germania și Austro-Ungaria se bazau pe o mobilizare mai rapidă pentru a compensa inferioritatea lor numerică în comparație cu Rusia, amenințarea reprezentată de reducerea acestui decalaj a fost mai importantă decât concurența cu Marina Regală Britanică. După ce Germania și-a extins armata permanentă cu 170.000 de soldați în 1913, Franța a extins serviciul militar obligatoriu de la doi la trei ani; măsuri similare au fost luate de puterile balcanice și de Italia, ceea ce a dus la creșterea cheltuielilor de către otomani și Austro-Ungaria. Cifrele absolute sunt greu de calculat din cauza diferențelor de clasificare a cheltuielilor, deoarece adesea omit proiectele de infrastructură civilă, cum ar fi căile ferate, care aveau și o utilitate militară. Cu toate acestea, din 1908 până în 1913, cheltuielile militare ale celor șase mari puteri europene au crescut cu peste 50% în termeni reali.

### Conflicte în Balcani
Anii premergători lui 1914 au fost marcați de o serie de crize în Balcani, unde alte noi puteri căutau să beneficieze de declinul Imperiului Otoman. Deși Rusia Pan-slavistă și Ortodoxistă se considera protectoarea Serbiei și a altor state slave, ea prefera ca strâmtorile Bosfor-Dardanele, vitale din punct de vedere strategic, să fie controlate de un guvern otoman slab, mai degrabă decât de o putere slavă ambițioasă precum Bulgaria. Deoarece Rusia avea propriile sale ambiții în nord-estul Anatoliei și clienții lor aveau revendicări suprapuse în Balcani, echilibrarea acestora era o sursă de diviziune pentru factorii de decizie ruși și contribuia la instabilitatea regională.
Politicienii austrieci considerau Balcanii ca fiind esențiali pentru perpetuarea Imperiului lor, și vedeau în expansiunea sârbească o amenințare directă. Criza bosniacă din 1908-1909 a izbucnit când Austria a anexat fostul teritoriu otoman al Bosniei și Herțegovinei, pe care îl ocupase din 1878. Programată să coincidă cu Declarația de independență a Bulgariei⁠(d) față de Imperiul Otoman, această acțiune unilaterală a fost denunțată de puterile europene, dar acceptată în cele din urmă deoarece nu exista un consens cu privire la cum să fie anulată. Unii istorici văd aceasta ca o escaladare semnificativă, care a pus capăt oricărei șanse ca Austria să coopereze cu Rusia în Balcani, dăunând în același timp relațiilor cu Serbia și Italia, ambele având propriile lor ambiții expansioniste în regiune.
Tensiunile au crescut după ce Războiul Italo-Turc din 1911–1912 a demonstrat slăbiciunea otomanilor și a dus la formarea Ligii Balcanice, o alianță între Serbia, Bulgaria, Muntenegru și Grecia. Liga a ocupat rapid cea mai mare parte a teritoriului otoman din Balcani în Primul Război Balcanic din 1912–1913, spre surprinderea observatorilor din afară. Capturarea de către sârbi a porturilor de la Marea Adriatică a dus la mobilizarea parțială a Austriei la 21 noiembrie 1912, inclusiv cu unități de-a lungul graniței cu Rusia din Galiția. Într-o întâlnire ce a avut loc a doua zi, guvernul rus a decis să nu se mobilizeze ca răspuns, nedorind să precipite un război pentru care țara lor nu era încă pregătită.
Marile Puteri au încercat să-și reafirme controlul prin Tratatul de la Londra din 1913, care a creat o Albanie independentă, lărgând în același timp teritoriile Bulgariei, Serbiei, Muntenegrului și Greciei. Cu toate acestea, disputele dintre învingători au declanșat al Doilea Război Balcanic, care a durat doar 33 de zile, când Bulgaria a atacat Serbia și Grecia pe 16 iunie 1913; a fost învinsă, pierzând cea mai mare parte a Macedoniei în favoarea Serbiei și Greciei, și Dobrogea de Sud în favoarea României. Rezultatul a fost că chiar și țările care au beneficiat de războaiele balcanice, precum Serbia și Grecia, s-au simțit înșelate și private de „câștigurile lor de drept”, în timp ce pentru Austria a demonstrat indiferența aparentă cu care alte puteri își priveau preocupările, inclusiv Germania. Acest amestec complex de resentimente, naționalism și nesiguranță este una din explicațiile pentru faptul că Balcanii dinainte de 1914 au devenit cunoscuți ca „butoiul cu pulbere al Europei⁠(d)”.

## Preludiu

### Asasinatul de la Sarajevo
La 28 iunie 1914, arhiducele Franz Ferdinand al Austriei, moștenitorul prezumtiv al împăratului Franz Joseph, a vizitat Sarajevo, capitala provinciei recent anexate Bosnia și Herțegovina. Șase asasini din mișcarea cunoscută sub numele de Tânăra Bosnie⁠(d), sau Mlada Bosna, au ocupat poziții de-a lungul traseului parcurs de coloana arhiducelui, cu intenția de a-l asasina. Aprovizionați cu arme de extremiștii din cadrul organizației sârbești de informații Mâna Neagră, ei sperau că moartea lui va elibera Bosnia de stăpânirea austriacă, deși nu se căzuse la un acord asupra a ce anume ce o va înlocui.
Nedeljko Čabrinović a aruncat o grenadă spre mașina arhiducelui și i-a rănit pe doi dintre însoțitorii săi, care au fost transportați la spital în timp ce convoiul și-a continuat deplasarea. Nici ceilalți asasini nu au avut mai mult succes, dar o oră mai târziu, când Ferdinand se întorcea de la vizitarea ofițerilor răniți, mașina lui a virat greșit pe o stradă unde stătea Gavrilo Princip. El a făcut un pas înainte și a tras două focuri de pistol, rănindu-i mortal pe Ferdinand și pe soția sa Sophie, care au murit ambii la scurt timp după aceea. Deși împăratul Franz Joseph a fost șocat de incident, diferendele politice și personale făceau ca cei doi să nu fie apropiați; se presupune că primul său comentariu la adresa faptelor ar fi fost „o putere superioară a restabilit ordinea pe care eu, din păcate, nu am putut-o păstra”.
Potrivit istoricului Zbyněk Zeman⁠(d), reacția lui a fost mai pe larg reflectată la Viena, unde „evenimentul aproape că nu a reușit să producă vreo impresie. Pe 28 și 29 iunie, lumea asculta muzică și bea vin, de parcă nu s-ar fi întâmplat nimic.” Impactul uciderii moștenitorului tronului avea însă să fie semnificativ și a fost descris de istoricul Christopher Clark⁠(d) ca „un efect 9/11, un eveniment terorist încărcat cu semnificație istorică, care a transformat atmosfera politică de la Viena”.

### Escaladarea violențelor în Bosnia și Herțegovina
Autoritățile austro-ungare au încurajat răscoalele anti-sârbe ulterioare de la Sarajevo, în care croații bosniaci⁠(d) și bosniacii au ucis doi sârbi bosniaci⁠(d) și au deteriorat numeroase clădiri deținute de sârbi. Acțiuni violente împotriva etnicilor sârbi au fost organizate și în afara orașului Sarajevo, în alte orașe din Bosnia și Herțegovina, Croația și Slovenia, teritorii austro-ungare. Autoritățile austro-ungare din Bosnia și Herțegovina au întemnițat și extrădat aproximativ 5.500 de sârbi importanți, dintre care 700 până la 2.200 au murit în închisoare. Alți 460 de sârbi au fost condamnați la moarte. A fost înființată o miliție specială predominant bosniacă, cunoscută sub numele de Schutzkorps, care a condus persecuțiile împotriva sârbilor.

### Criza din Iulie
Asasinarea a declanșat Criza din Iulie, o lună de manevre diplomatice între Austro-Ungaria, Germania, Rusia, Franța și Regatul Unit. Crezând că serviciile sârbești de informații au contribuit la organizarea uciderii lui Franz Ferdinand, oficialii austrieci au vrut să profite de această oportunitate pentru a pune capăt ingerințelor Serbiei în Bosnia și au considerat că războiul este cel mai bun mod de a realiza acest lucru. Ministerul de Externe nu avea însă nicio dovadă solidă a implicării Serbiei și singurul dosar folosit pentru a-și argumenta poziția era plin de erori. Pe 23 iulie, Austria a transmis Serbiei un ultimatum, în care enumera zece solicitări intenționat inacceptabile pentru a-și fabrica o scuză pentru începerea ostilităților.
Serbia a ordonat mobilizarea generală pe 25 iulie, dar a acceptat toate condițiile, cu excepția celor care împuterniceau reprezentanții austrieci să suprime „elementele subversive” din interiorul Serbiei și să ia parte la ancheta și procesul sârbilor asociați asasinatului. Pretinzând că acest lucru echivala cu o respingere, Austria a rupt relațiile diplomatice și a ordonat mobilizarea parțială a doua zi; pe 28 iulie, au declarat război Serbiei și au început să bombardeze Belgradul. După ce a inițiat pregătirile de război pe 25 iulie, Rusia a ordonat acum mobilizarea generală în sprijinul Serbiei pe 30.
Nerăbdător să asigure sprijinul din partea opoziției politice SPD prin prezentarea Rusiei drept agresoare, Bethmann Hollweg a amânat începerea pregătirilor de război până la 31 iulie. În acea după-amiază, guvernului rus i s-a înmânat o notă prin care i se cerea „să înceteze toate măsurile de război împotriva Germaniei și Austro-Ungariei” în termen de 12 ore. O nouă cerere de neutralitate din partea Germaniei a fost refuzată de francezi care au ordonat mobilizarea generală, dar au amânat declararea războiului. Statul Major german se aștepta demult să se confrunte cu un război pe două fronturi; Planul Schlieffen prevedea folosirea a 80% din armată pentru a învinge Franța în vest, apoi trecerea la Rusia. Deoarece acest lucru le impunea să se miște rapid, au fost emise ordine de mobilizare chiar în acea după-amiază.
La o ședință din 29 iulie, cabinetul britanic a adoptat la limită o hotărâre conform căreia obligațiile sale față de Belgia în temeiul tratatului de la Londra din 1839 nu în impunea să se opună unei invazii germane cu forță militară. Aceasta fusese însă determinată în mare măsură de dorința primului ministru Asquith de a menține unitatea; el și miniștrii săi cei mai importanți erau deja angajați să sprijine Franța, Marina Regală fusese mobilizată și opinia publică era ferm în favoarea intervenției. La 31 iulie, Regatul Unit a trimis note Germaniei și Franței, în care li se cerea să respecte neutralitatea Belgiei; Franța s-a angajat să facă acest lucru, Germania nu a răspuns.
Odată cu expirarea ultimatumului german către Rusia în dimineața zilei de 1 august, cele două țări au intrat în război. Mai târziu, în aceeași zi, Wilhelm a fost informat de ambasadorul său la Londra, prințul Lichnowsky⁠(d), că Regatul Unit va rămâne neutru dacă Franța nu va fi atacată și ar putea să nu intervină deloc, având în vedere criza autonomiei⁠(d) în curs de desfășurare în Irlanda.  Jubilând la această știre, el i-a ordonat generalului Moltke, șeful de stat major german, să „trimită întreaga ... armată spre Est”. Aceasta l-a adus pe Moltke în pragul unei crize de nervi, după ce a protestat că „nu se poate face. Desfășurarea a milioane de oameni nu poate fi improvizată.” Lichnowsky și-a dat seama curând că se înșela, deși Wilhelm a insistat să aștepte o telegramă de la vărul său George al V-lea; odată primită, a confirmat că a existat o neînțelegere și i-a spus lui Moltke: „Acum fă ce vrei”.
Conștient de planurile germane de a ataca prin Belgia, comandantul suprem francez Joseph Joffre a cerut guvernului său permisiunea de a trece granița și de a preîntâmpina o astfel de manevră. Pentru a evita o încălcare a neutralității Belgiei, i s-a spus că orice înaintare ar putea veni doar după o invazie germană. Pe 2 august, Germania a ocupat Luxemburgul⁠(d) și a schimbat focuri cu unitățile franceze; pe 3 august, au declarat război Franței și au cerut trecerea liberă prin Belgia, cerere care le-a fost refuzată. Devreme în dimineața de 4 august, germanii au declanșat invazia, iar Albert I al Belgiei a cerut asistență în temeiul tratatului de la Londra. Regatul Unit a trimis Germaniei un ultimatum prin care cerea retragerea din Belgia; când acesta a expirat la miezul nopții fără răspuns, cele două imperii erau în război.

## Progresul războiului

### Deschiderea ostilităților

#### Deruta între Puterile Centrale
Strategia Puterilor Centrale a avut de suferit de pe urma proastei comunicări. Germania promisese că va sprijini invazia Serbiei de către Austro-Ungaria, dar interpretările a ceea ce înseamnă aceasta diferă. Planurile de desfășurare testate anterior fuseseră înlocuite la începutul anului 1914, dar acestea nu fuseseră niciodată testate în exerciții. Liderii austro-ungari credeau că Germania își va acoperi flancul nordic împotriva Rusiei. Germania și-a imaginat că Austro-Ungaria își va îndrepta majoritatea trupelor împotriva Rusiei, în timp ce Germania s-ar fi ocupat de Franța. Această confuzie a forțat armata austro-ungară să-și împartă forțele între frontul rus și cel sârb.

#### Campania din Serbia

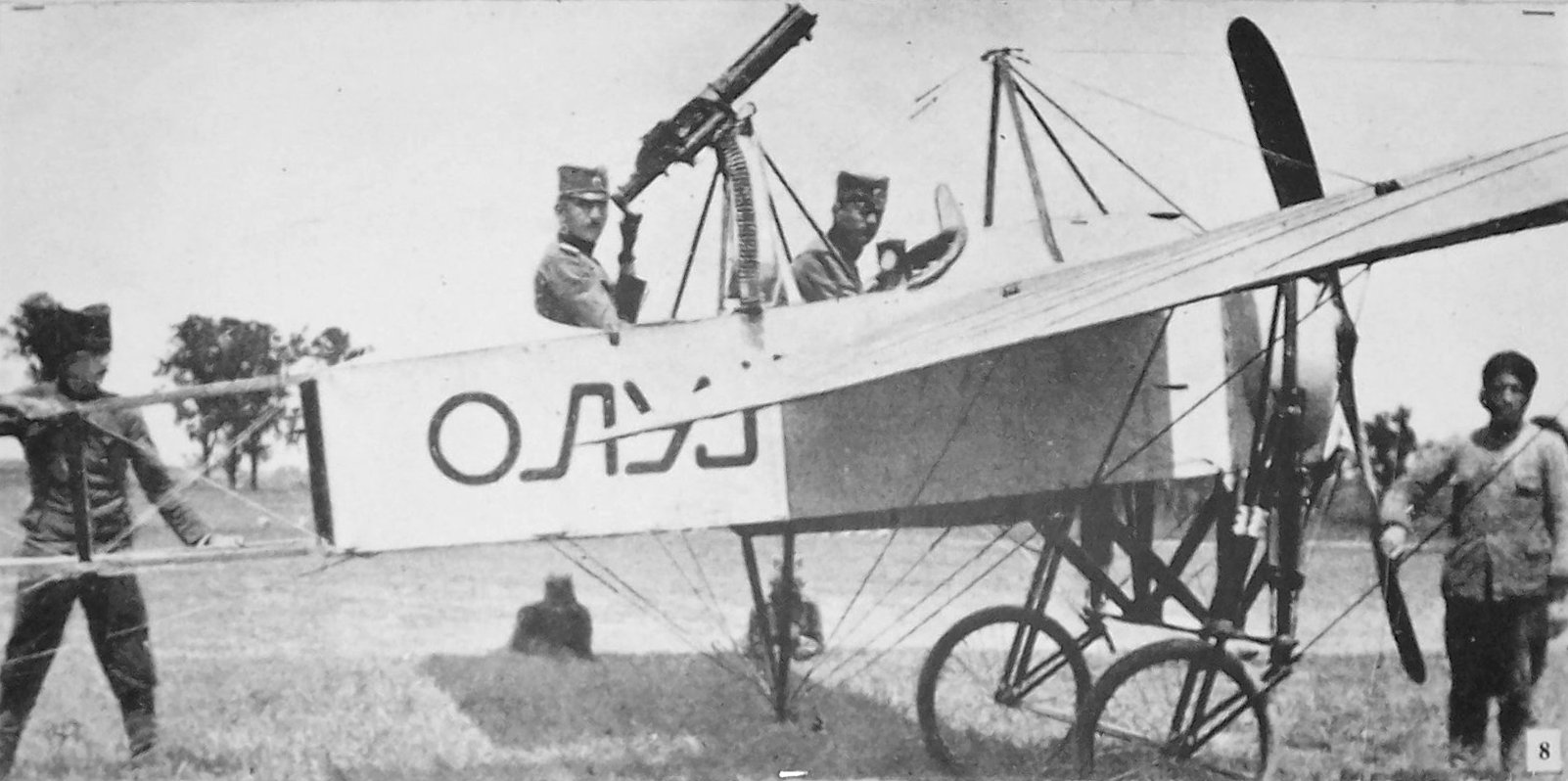
Blériot XI „Oluj” al armatei sârbe, 1915

Începând cu 12 august, austriecii și sârbii s-au ciocnit în bătăliile de la Cer și Kolubara⁠(d); în următoarele două săptămâni, atacurile austriece au fost respinse cu pierderi grele, ceea ce le-a spulberat speranțele la o victorie rapidă și a marcat primele victorii majore ale aliaților din război. Drept urmare, Austria a trebuit să mențină forțe considerabile pe frontul sârbesc, slăbindu-și eforturile împotriva Rusiei. Înfrângerea de către Serbia a invaziei din 1914 a fost numită una dintre marile răsturnări ale secolului al XX-lea. În primăvara anului 1915, în această campanie s-a utilizat pentru prima oară războiul antiaerian⁠(d) după ce un avion austriac a fost doborât cu tir sol-aer, precum și prima evacuare medicală⁠(d) efectuată de către armata sârbă în toamna anului 1915.

#### Ofensiva germană în Belgia și Franța

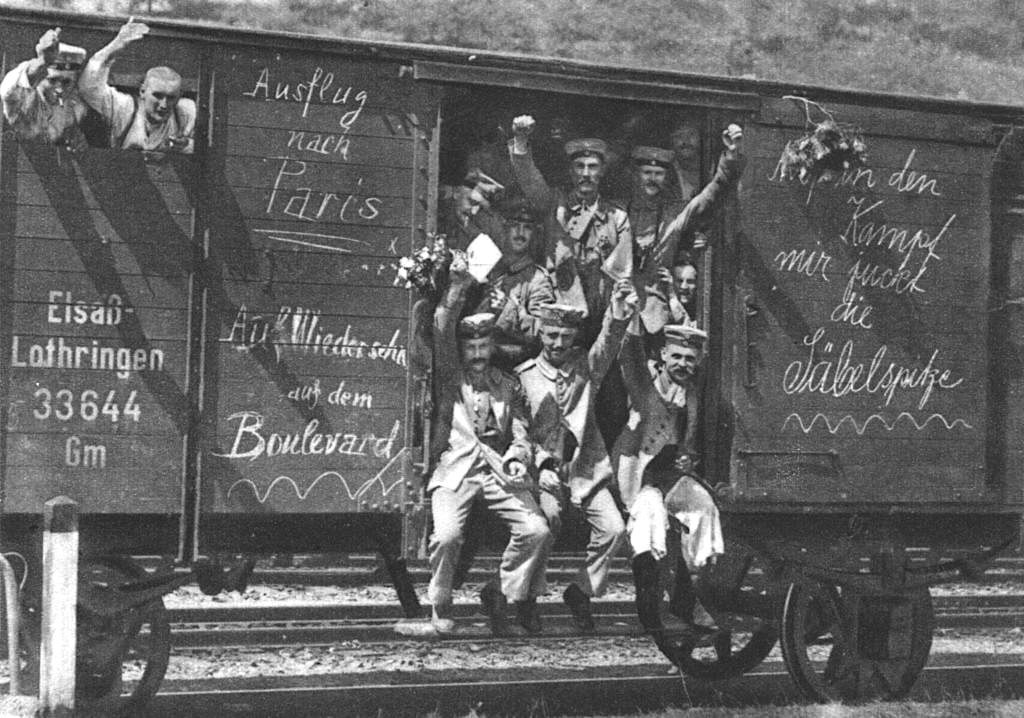
Soldați germani în drum spre front în 1914; în acest stadiu, toate părțile se așteptau ca conflictul să fie unul scurt.

La mobilizarea în 1914, 80% din armata germană⁠(d) era situată pe frontul de vest, restul acționând ca o forță de protecție în est; Intitulat oficial Aufmarsch II West, este mai bine cunoscut sub numele de Planul Schlieffen după creatorul său, Alfred von Schlieffen, șeful Statului Major General german⁠(d) din 1891 până în 1906. În locul unui atac direct peste granița lor comună, aripa dreaptă germană avea să pătrundă prin Țările de Jos și Belgia, apoi să se îndrepte spre sud, încercuind Parisul și prinzând armata franceză la granița cu Elveția. Schlieffen a estimat că toate acestea vor dura șase săptămâni, după care armata germană se va transfera în est și îi va învinge pe ruși.
Planul a fost modificat substanțial de succesorul său, Helmuth von Moltke cel Tânăr. Conform lui Schlieffen, 85% din forțele germane din vest au fost repartizate în aripa dreaptă, restul menținând pozițiile de-a lungul frontierei. Menținându-și aripa stângă în mod deliberat slabă, el spera să-i ademenească pe francezi într-o ofensivă în „provincile pierdute” Alsacia-Lorena, care era de fapt strategia prevăzută de al lor Plan XVII⁠(d). Cu toate acestea, Moltke a devenit îngrijorat de faptul că francezii ar putea presa prea tare pe flancul său stâng și, pe măsură ce armata germană creștea în dimensiune din 1908 până în 1914, el a schimbat alocarea forțelor între cele două aripi de la 85:15 la 70:30. De asemenea, el considera neutralitatea olandezilor ca esențială pentru comerțul german și a anulat incursiunea în Țările de Jos, ceea ce însemna că orice întârzieri în Belgia amenințau întreaga viabilitate a planului.  Istoricul Richard Holmes⁠(d) susține că aceste schimbări au însemnat că aripa dreaptă nu este suficient de puternică pentru a obține un succes decisiv și, astfel, au condus la obiective nerealiste.

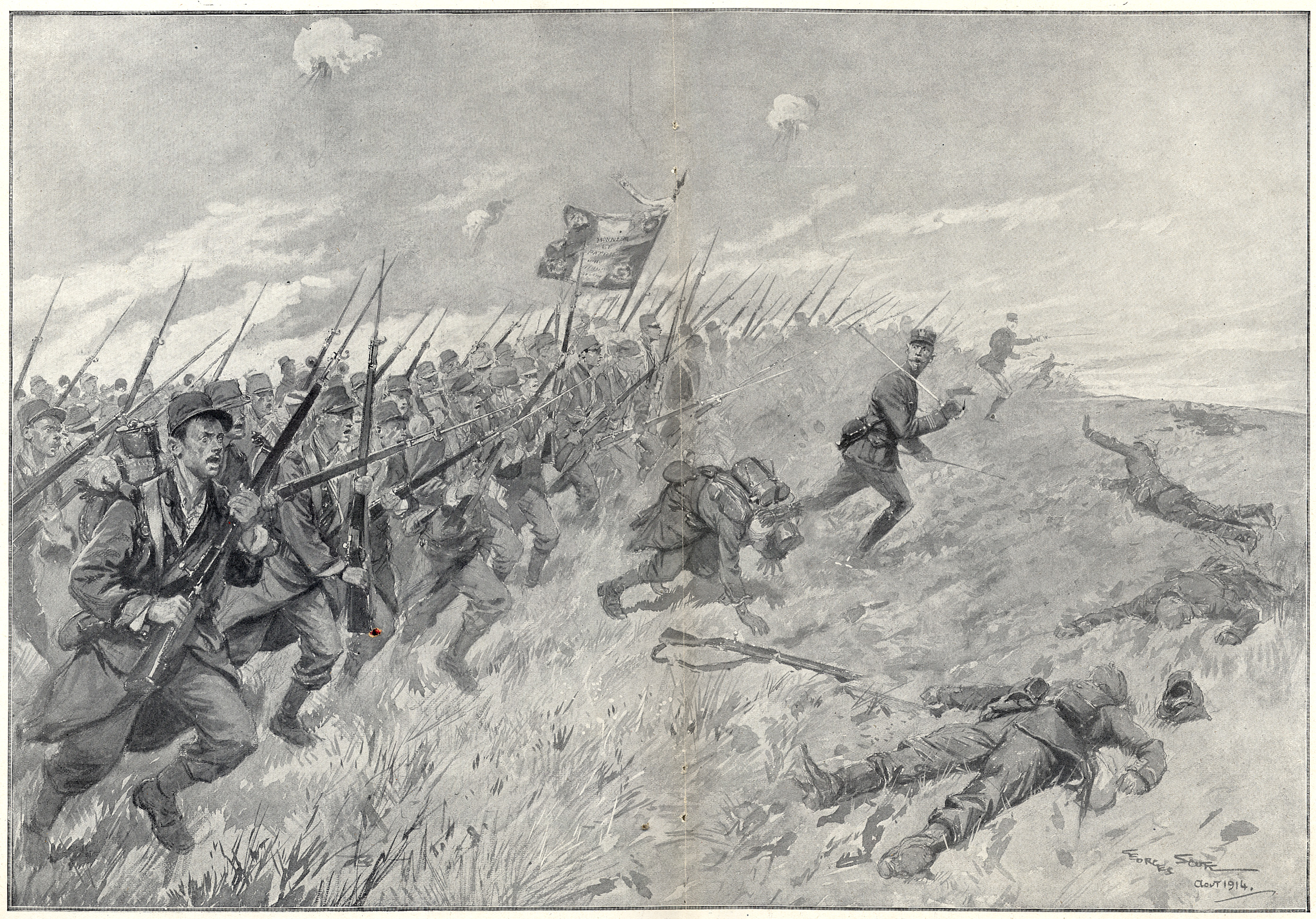
Șarjă la baionetă a francezilor în timpul ; până la sfârșitul lunii august, victimele franceze au depășit 260.000, inclusiv 75.000 morți.

Înaintarea inițială a Germaniei în vest a mers foarte bine și până la sfârșitul lunii august, stânga Aliaților, care includea Forța Expediționară Britanică⁠(d) (BEF), era în plină retragere⁠(d). În același timp, ofensiva franceză din Alsacia-Lorena a fost un eșec dezastruos, victimele depășind 260.000, inclusiv 27.000 uciși pe 22 august în timpul Bătăliei Frontierelor⁠(d). Planificarea germană furniza instrucțiuni strategice generale, permițând în același timp comandanților armatei o libertate considerabilă în a le îndeplini pe front; aceasta a funcționat bine în 1866 și 1870, dar în 1914, von Kluck s-a folosit de această libertate pentru a nu respecta ordinele, deschizând un decalaj între armatele germane în timp ce acestea strângeau cercul în jurul Parisului. Francezii și britanicii au exploatat acest decalaj pentru a opri înaintarea germană la est de Paris în prima bătălie de pe Marna din 5 până la 12 septembrie și a împinge forțele germane înapoi cu aproximativ 50 km.
În 1911, Stavka rusă convenise cu francezii să atace Germania în cincisprezece zile de la mobilizare, cu zece zile înainte ca germanii să fi anticipat, deși aceasta a însemnat că cele două armate ruse care au pătruns în Prusia Orientală pe 17 august au venit fără multe dintre elementele lor de sprijin. Deși Armata a II-a Rusă⁠(d) a fost distrusă efectiv în bătălia de la Tannenberg din 26–30 august, înaintarea acesteia i-a determinat pe germani să-și redirecționeze Armata a VIII-a⁠(d) din Franța către Prusia Orientală, fapt ce a jucat un rol în victoria aliaților pe Marna.
Până la sfârșitul anului 1914, trupele germane dețineau poziții defensive puternice în interiorul Franței, controlau cea mai mare parte a zăcămintelor de cărbune din interiorul Franței și provocaseră cu 230.000 de victime mai multe decât pierduseră. Cu toate acestea, problemele de comunicații și deciziile de comandă îndoielnice au costat Germania șansa unui rezultat decisiv, în timp ce ea nu reușise să atingă obiectivul principal de a evita un război lung, pe două fronturi. După cum a fost evident pentru mai mulți lideri germani, aceasta a echivalat cu o înfrângere strategică; la scurt timp după Marna, prințul moștenitor Wilhelm i-a spus unui reporter american: „Am pierdut războiul. Va continua mult timp, dar este deja pierdut.”

#### Asia și Pacific

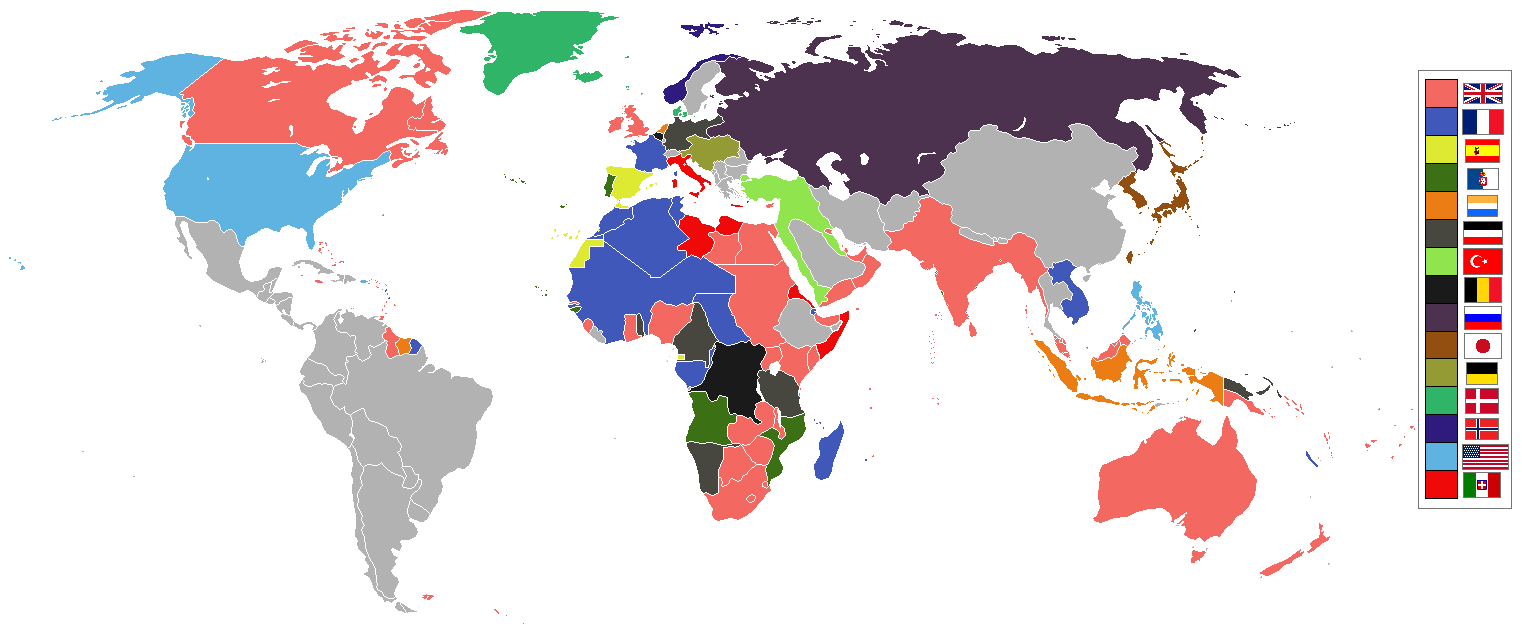
Imperiile și coloniile mondiale în jurul anului 1914

La 30 august 1914, Noua Zeelandă a ocupat Samoa germană⁠(d), astăzi statul independent Samoa. La 11 septembrie, Forța Expediționară Navală și Militară Australiană⁠(d) a debarcat pe insula Noua Britanie, pe atunci parte din Noua Guinee germană. Pe 28 octombrie, crucișătorul german SMS Emden⁠(en)[traduceți] a scufundat crucișătorul rus Jemciug⁠(d) în bătălia de la Penang⁠(d). Japonia a declarat război Germaniei înainte de a ocupa teritoriile din Pacific care mai târziu au devenit Mandatul Mărilor Sudului⁠(d), precum și porturile Tratatului⁠(d) deținute de germani în peninsula chineză Shandong la Tsingtao⁠(d). După ce Viena a refuzat să-și retragă crucișătorul SMS Kaiserin Elisabeth⁠(en)[traduceți] din Tsingtao, Japonia a declarat război și Austro-Ungariei, iar nava a fost scufundată la Tsingtao în noiembrie 1914. În câteva luni, forțele aliate au capturat toate teritoriile germane din Pacific, lăsând doar nave comerciale izolate și câțiva zone de rezistență în Noua Guinee.

#### Campaniile africane
Unele dintre primele ciocniri ale războiului au implicat forțele coloniale britanice, franceze și germane din Africa. În perioada 6–7 august, trupele franceze și britanice au invadat protectoratul german din Togoland⁠(d) și Kamerun. La 10 august, forțele germane din Africa de Sud-Vest⁠(d) au atacat Africa de Sud; luptele sporadice și acerbe au continuat pentru tot restul războiului. Forțele coloniale germane din Africa de Est germană, conduse de colonelul Paul von Lettow-Vorbeck, au luptat într-o campanie de război de gherilă pe toată durata Primului Război Mondial și au capitulat abia la două săptămâni după ce armistițiul a intrat în vigoare în Europa.

#### Sprijinul indian pentru Aliați

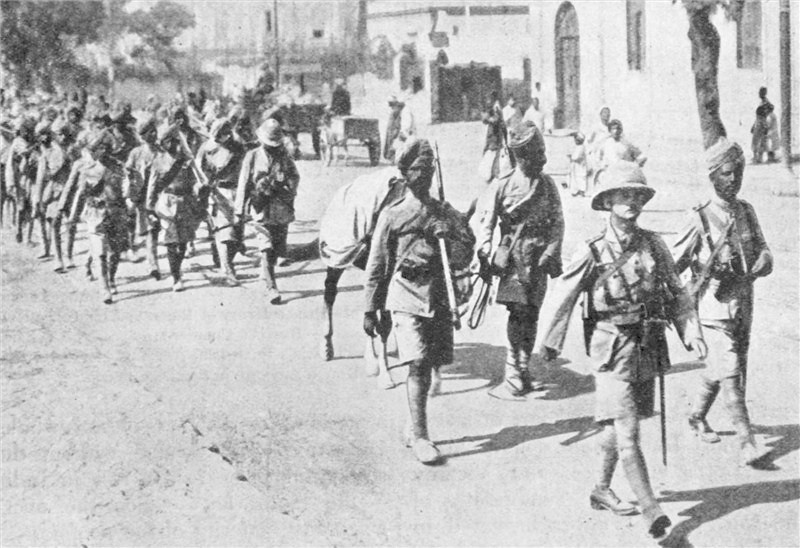
Divizii de infanterie ale în Franța; aceste trupe au fost retrase în decembrie 1915 și au servit în campania din Mesopotamia.

Înainte de război, Germania a încercat să folosească naționalismul și panislamismul indian în avantajul său, o politică continuată după 1914 prin instigarea revoltelor în India, în timp ce expediția Niedermayer-Hentig⁠(d) a îndemnat Afganistanul să se alăture războiului de partea Puterilor Centrale. Cu toate acestea, spre deosebire de temerile britanicilor față o revoltă în India, izbucnirea războiului a adus o reducere a activității naționaliste, în mare parte pentru că liderii Congresului Național Indian și ai altor grupuri credeau că sprijinul pentru efortul de război britanic va grăbi autonomia Indiei⁠(d), o promisiune făcută explicit în 1917 de Edwin Montagu⁠(d), pe atunci secretar de stat pentru India⁠(d) . 
În 1914, Armata Indiană Britanică⁠(d) era mai numeroasă decât armata britanică însăși, iar între 1914 și 1918 se estimează că 1,3 milioane de soldați și muncitori indieni au servit în Europa, Africa și Orientul Mijlociu, în timp ce guvernul Indiei și aliații săi princiari⁠(d) au furnizat cantități mari de alimente, bani și muniție. În total, 140.000 soldații au servit pe Frontul de Vest și aproape 700.000 în Orientul Mijlociu, cu 47.746 morți și 65.126 răniți. Suferința generată de război, precum și faptul că guvernul britanic nu s-a ținut de cuvântul dat că va acorda autonomie Indiei după încheierea ostilităților, au generat deziluzie și au alimentat campania pentru independența deplină⁠(d) care avea să fie condusă de Mahatma Gandhi și alții.

### Frontul de Vest între 1914 și 1916

#### Începutul războiului de tranșee

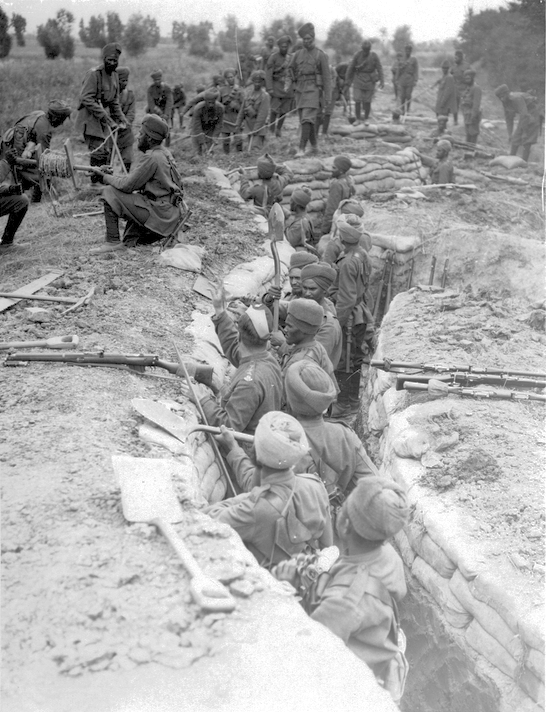
săpând tranșee în Laventie, Franța (1915).

Tacticile militare de dinainte de război care puneau accent pe războiul deschis și pe pușcașul individual s-au dovedit depășite atunci când au fost încercate în condițiile predominante din 1914. Progresele tehnologice au permis crearea unor sisteme defensive puternice, în mare măsură impenetrabile prin înaintări în masă ale infanteriei, precum sârma ghimpată, mitralierele și, mai ales, artileria mult mai puternică, care domina câmpul de luptă și făcea extrem de dificilă traversarea terenului deschis. Ambele tabere au avut mari dificultăți în a dezvolta tactici pentru penetrarea pozițiilor inamice cantonate în tranșee fără a suferi pierderi grele. În timp, însă, tehnologia a început să producă noi arme ofensive, cum ar fi războiul cu gaze⁠(d) și tancul⁠(d).
După prima bătălie de pe Marna din septembrie 1914, forțele aliate și cele germane au încercat fără succes să se flancheze reciproc, o serie de manevre cunoscute mai târziu sub numele de „Cursa către mare⁠(d)”. Până la sfârșitul anului 1914, cele două tabere se confruntau de-a lungul unei linii neîntrerupte de tranșee de la Canalul Mânecii până la granițele Elveției. Deoarece germanii aveau de regulă capacitatea de a-și alege pozițiile, ei au ocupat în general terenul înalt, iar tranșeele lor tindeau să fie mai bine construite; cele construite de francezi și englezi au fost considerate inițial „temporare”, necesare doar până când o ofensivă va spulbera defensiva germană. Ambele părți au încercat să iasă din impas folosind progrese științifice și tehnologice. La 22 aprilie 1915, în a doua bătălie de la Ypres⁠(d), germanii (încălcând Convenția de la Haga) au folosit pentru prima dată clor gazos pe frontul de vest. Câteva tipuri de gaz au devenit curând utilizate pe scară largă de ambele părți și, deși nu s-a dovedit niciodată a fi o armă decisivă, câștigătoare de bătălie, a devenit una dintre cele mai de temut și mai clar amintite orori ale războiului.

#### Continuarea războiului de tranșee
Niciuna dintre părți nu s-a dovedit capabilă să dea o lovitură decisivă în următorii doi ani. Pe parcursul anilor 1915–1917, Imperiul Britanic și Franța au suferit mai multe pierderi decât Germania, din cauza pozițiilor strategice și tactice alese de părți. Strategic, în timp ce germanii au organizat o singură ofensivă majoră, aliații au făcut mai multe încercări de a străpunge liniile germane.

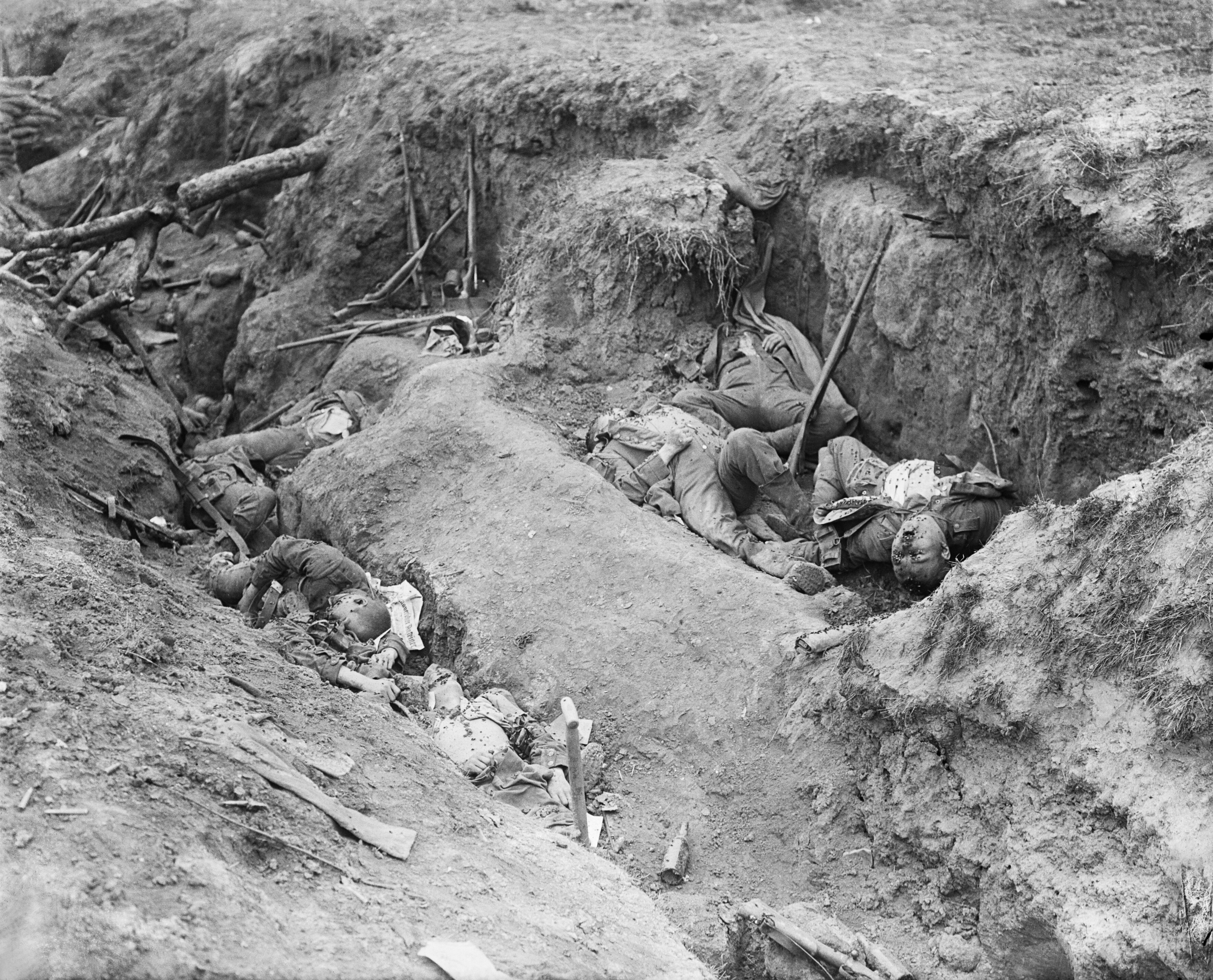
Victime germane, Somme 1916

În februarie 1916, germanii au atacat pozițiile defensive franceze în bătălia de la Verdun, care a durat până în decembrie 1916. Germanii au obținut la început câteva mici victorii, înainte ca contraatacurile franceze să readucă lucrurile aproape de punctul de plecare. Pierderile au fost mai mari pentru francezi, dar și germanii au pierdut mulți oameni, cu 700.000 până la 975.000 de victime totale în cele două tabere. Verdun a devenit un simbol al hotărârii francezilor și al sacrificiului de sine.
Bătălia de pe Somme a fost o ofensivă anglo-franceză desfășurată din iulie până în noiembrie 1916. Ziua inaugurală⁠(d), 1 iulie 1916, a fost cea mai sângeroasă zi din istoria armatei britanice, care a suferit 57.470 de victime, inclusiv 19.240 de morți. În ansamblu, ofensiva de pe Somme a dus la aproximativ 420.000 de victime britanice, împreună cu 200.000 de francezi și 500.000 de germani. Focurile de armă nu au fost singurul factor care a luat vieți; bolile care au apărut în tranșee au fost un ucigaș major de ambele părți. Condițiile de viață făceau astfel încât să apară nenumărate boli și infecții, cum ar fi piciorul de tranșee, nevroza traumatică⁠(d), orbirea/arsurile produse de iperită, păduchii, febra tranșeei⁠(d), păduchii de corp și gripa spaniolă.

### Războiul naval

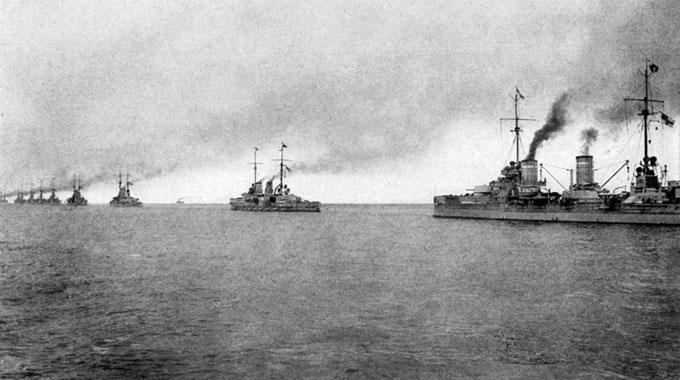
Cuirasate din ', 1917

La începutul războiului, crucișătoarele germane erau împrăștiate pe tot globul, unele dintre ele fiind folosite ulterior pentru a ataca navele comerciale aliate. Marina Regală Britanică le-a vânat în mod sistematic, deși nu fără a fi acuzată de incapacitatea de a proteja navele aliate. De exemplu, crucișătorul ușor SMS Emden⁠(en)[traduceți], care făcea parte din Escadrila Germană a Asiei de Est⁠(d), staționată la Qingdao, a capturat sau scufundat 15 nave comerciale, precum și un crucișător rusesc și un distrugător francez. Cea mai mare parte a escadrilei se întorcea în Germania când a scufundat două crucișătoare blindate britanice în bătălia de la Coronel⁠(d) din noiembrie 1914, înainte de a fi practic distrusă în bătălia Insulelor Falkland⁠(d) din decembrie. SMS Dresden⁠(d) a scăpat cu câțiva auxiliari, dar după bătălia de la Más a Tierra⁠(d), și aceștia fuseseră fie distruși, fie internați.
La scurt timp după izbucnirea ostilităților, Regatul Unit a instituit o blocadă navală a Germaniei⁠(d). Strategia s-a dovedit eficientă, întrucât a întrerupt linii vitale de aprovizionare militară și civilă, deși această blocada încălca dreptul internațional acceptat, codificat în mai multe acorduri internaționale din precedentele două secole. Regatul Unit a minat apele internaționale pentru a împiedica orice navă să pătrundă pe secțiuni întregi de ocean, punând în pericol inclusiv navele neutre. Deoarece răspunsul la această tactică a britanicilor a fost unul limitat, Germania se aștepta ca la fel să fie cazul și cu războiul submarin fără restricții.
Bătălia Iutlandei (în Skagerrakschlacht, sau „bătălia Skagerrakului”) din mai/iunie 1916 s-a transformat în cea mai mare bătălie navală a războiului. A fost singura ciocnire pe scară largă de nave de luptă în timpul războiului și una dintre cele mai mari din istorie. Flota Mărilor Largi⁠(d) a Kaiserliche Marine, comandată de viceamiralul Reinhard Scheer⁠(d), a luptat cu Marea Flotă⁠(d) a Marinei Regale, condusă de amiralul Sir John Jellicoe. Lupta a fost echilibrată, deoarece germanii au fost surprinși de manevrele mai marii flote britanice, dar au reușit să scape și au provocat mai multe avarii flotei britanice decât au suferit. Strategic, însă, britanicii și-au reafirmat controlul asupra mării, iar cea mai mare parte a flotei germane de suprafață a rămas blocată în porturi pe toată durata războiului.

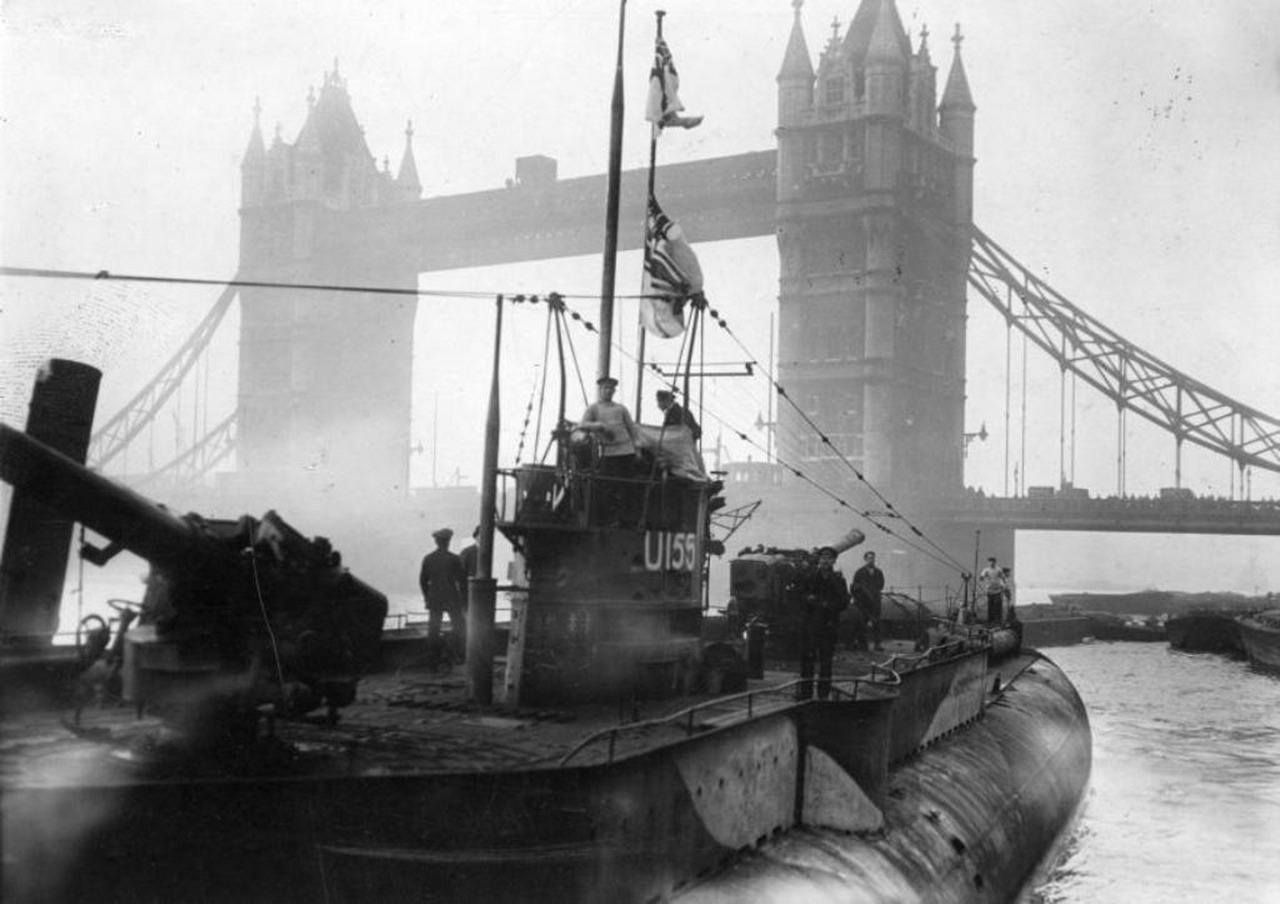
U-155 expus lângă Podul Turnului din Londra, după armistițiul din 1918

Submarinele germane au încercat să taie liniile de alimentare dintre America de Nord și Regatul Unit. Natura războiului submarin a însemnat că atacurile veneau adesea fără avertisment, dând echipajelor navelor comerciale puține speranțe de supraviețuire. Statele Unite au protestat viguros, iar Germania și-a schimbat regulile de luptă. După scufundarea navei de pasageri RMS Lusitania în 1915, Germania a promis că nu va mai viza navele de pasageri, în timp ce Regatul Unit și-a înarmat navele comerciale, scoțându-le de sub protecția „regulilor crucișătoarelor⁠(d)”, care impuneau avertizare și deplasarea echipajelor către „un loc sigur” (standard pe care simpla coborâre a lor pe bărci de salvare nu îl îndeplinea). În cele din urmă, la începutul anului 1917, Germania a adoptat o politică de război submarin nerestricționat⁠(d), resemnându-se cu ideea că americanii vor intra în cele din urmă în război. Germania a încercat să sugrume căile maritime⁠(d) ale Aliaților înainte ca Statele Unite să poată transporta o armată mare peste ocean, dar, după succesele inițiale, în cele din urmă, nu a reușit își îndeplinească obiectivul.
Amenințarea submarinelor s-a redus în 1917, când navele comerciale au început să călătorească în convoaie⁠(d), escortate de distrugătoare. Această tactică a îngreunat submarinelor germane găsirea de ținte, ceea ce a redus semnificativ pierderile; după ce s-au introdus hidrofonul⁠(d) și bombele de adâncime⁠(d), distrugătoarele însoțitoare puteau să atace un submarin scufundat și să aibă destul speranțe de succes. Convoaiele au încetinit fluxul de provizii, deoarece navele trebuiau să aștepte pe măsură ce se formau convoaiele. Soluția pentru întârzieri a fost un program amplu de construire a noilor nave de marfă. Navele de trupe erau prea rapide pentru submarine și nu traversau Atlanticul de Nord în convoaie. Submarinele scufundaseră peste 5.000 de nave aliate, și doar 199 de submarine se pierduseră.
În Primul Război Mondial a avut loc și prima utilizare a portavioanelor în luptă, cu HMS Furious⁠(en)[traduceți] lansând Sopwith Camels într-un raid reușit împotriva hangarelor Zeppelin de la Tondern⁠(d) în iulie 1918, precum și dirijabile⁠(d) pentru patrula antisubmarin.

### Teatrele sudice

#### Războiul din Balcani

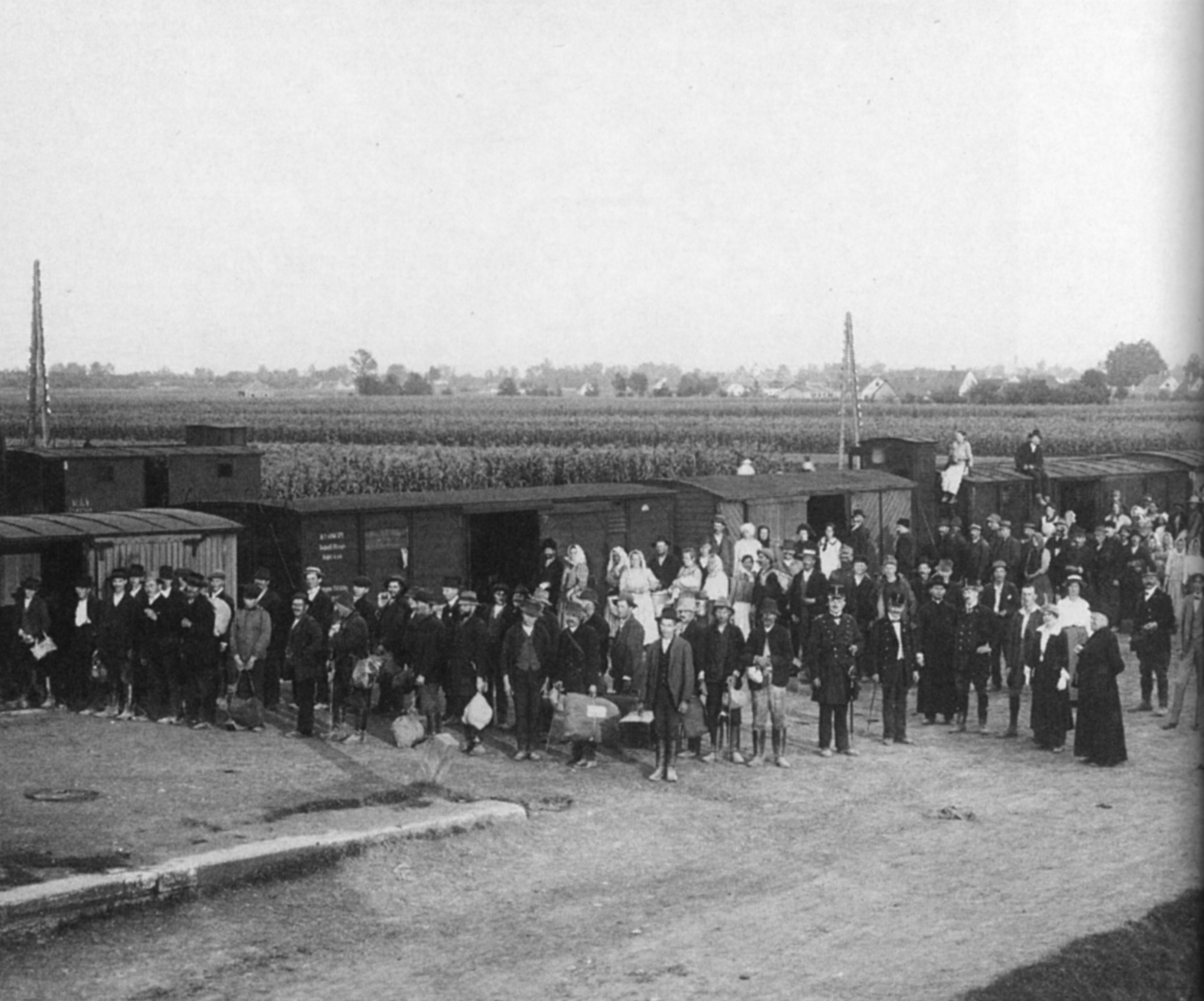
Transport de refugiați din Serbia în Leibnitz, Stiria, 1914

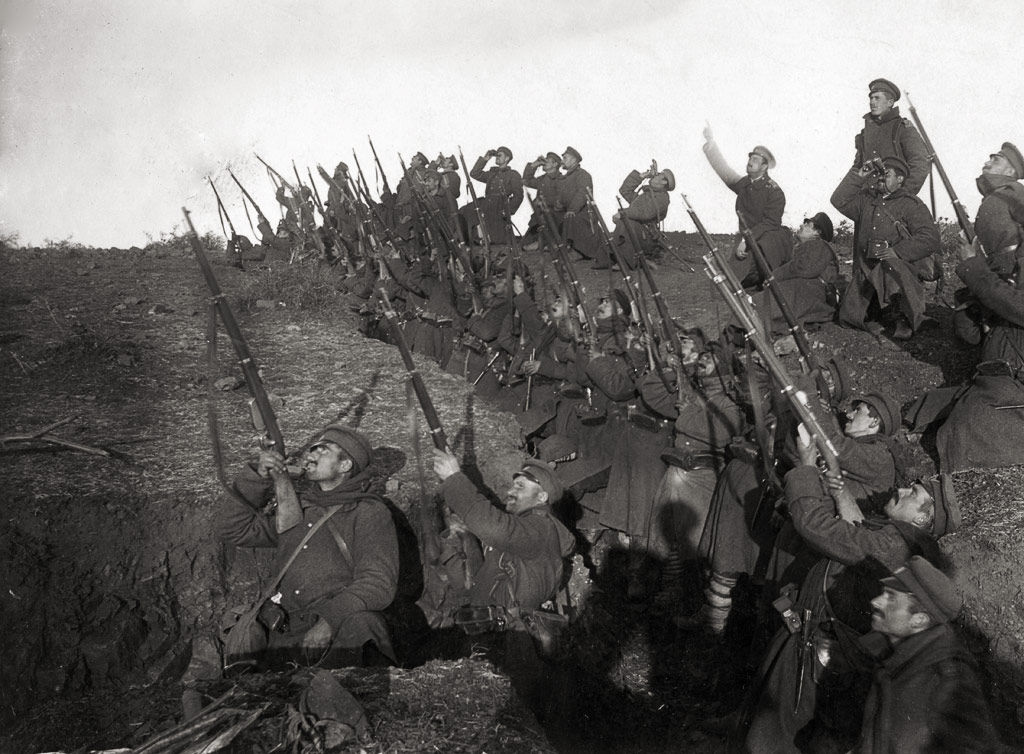
Soldați bulgari într-o tranșee, se pregătesc să tragă spre un avion care sosește

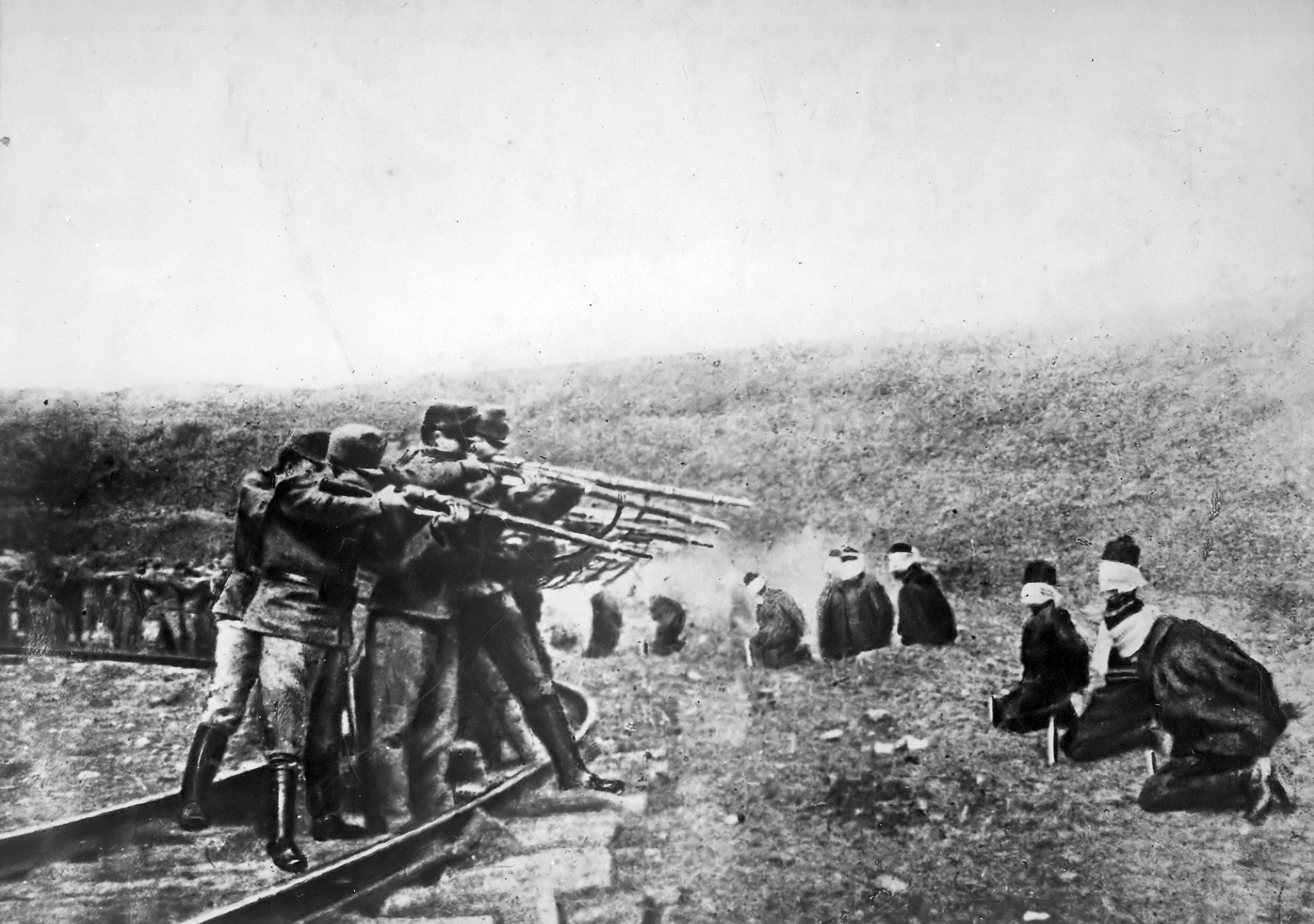
Trupele austro-ungare execută sârbii capturați, 1917. Serbia a pierdut aproximativ 850.000 de oameni în timpul războiului, un sfert din populația ei dinainte de război.

Confruntată cu Rusia în est, Austro-Ungaria putea folosi doar o treime din armata sa pentru a ataca Serbia. După ce au suferit pierderi grele, austriecii au ocupat pentru scurt timp capitala sârbă, Belgrad. Un contraatac sârbesc în bătălia de la Kolubara a reușit să-i alunge din țară până la sfârșitul anului 1914. În primele zece luni ale anului 1915, Austro-Ungaria și-a folosit majoritatea rezervelor militare pentru a lupta împotriva Italiei. Totuși, diplomații germani și austro-ungari au dat o lovitură, convingând Bulgaria să se alăture atacului asupra Serbiei. Provinciile austro-ungare Slovenia, Croația și Bosnia au furnizat trupe Austro-Ungariei în lupta cu Serbia, Rusia și Italia. Muntenegrul s-a aliat cu Serbia.
Bulgaria a declarat război Serbiei la 14 octombrie 1915 și s-a alăturat atacului armatei austro-ungare sub armata lui Mackensen de 250.000 de oameni, care era deja pe drum. Serbia a fost cucerită în puțin mai mult de o lună, deoarece Puterile Centrale, inclusiv Bulgaria, au trimis în total 600.000 de soldați. Luptând pe două fronturi și confruntându-se cu o înfrângere sigură, armata sârbă s-a retras în nordul Albaniei. Sârbii au suferit înfrângere în bătălia din Kosovo⁠(d). Muntenegrul a acoperit retragerea sârbească spre coasta Adriaticii în bătălia de la Mojkovac⁠(d) din 6–7 ianuarie 1916, dar în cele din urmă austriecii au cucerit și Muntenegrul. Soldații sârbi supraviețuitori au fost evacuați cu vapoarele în Grecia. După cucerire, Serbia a fost împărțită între Austro-Ungaria și Bulgaria.
La sfârșitul anului 1915, o forță franco-britanică a debarcat la Salonic, în Grecia, pentru a oferi asistență și pentru a face presiuni asupra guvernului acestei țări să declare război Puterilor Centrale. Cu toate acestea, regele pro-german Constantin I a demis guvernul pro-Antanta al lui Eleftherios Venizelos înainte ca forța expediționară aliată să sosească. Fricțiunile dintre regele Greciei și Aliați a continuat să se acumuleze în Schisma Națională, care a divizat efectiv Grecia între regiuni încă loiale regelui și noul guvern provizoriu al lui Venizelos de la Salonic. După negocieri intense și o confruntare armată la Atena între forțele aliate și cele regaliste (un incident cunoscut sub numele de Noemvriana⁠(d)), regele Greciei a abdicat și al doilea fiu al său, Alexandru, i-a luat locul; Grecia s-a alăturat oficial războiului de partea aliaților în iunie 1917.
Frontul macedonean a fost inițial în mare parte static. Forțele franceze și sârbe au recâștigat zone limitate din Macedonia prin recucerirea Bitolei pe 19 noiembrie 1916 în urma costisitoarei ofensive de la Monastir, care a adus stabilizarea frontului.
Trupele sârbe și franceze au reușit în cele din urmă o rupere a frontului în septembrie 1918 în ofensiva Vardarului, după ce majoritatea trupelor germane și austro-ungare se retrăseseră. Bulgarii au fost înfrânți în bătălia de la Dobro Pole, iar până la 25 septembrie trupele britanice și franceze trecuseră granița în Bulgaria, în timp ce armata bulgară se prăbușise. Bulgaria a capitulat patru zile mai târziu, la 29 septembrie 1918. Înaltul comandament german a răspuns trimițând trupe pentru a menține linia frontului, dar aceste forțe erau mult prea slabe pentru a-l restabiliza.
Dispariția frontului macedonean a însemnat că drumul spre Budapesta și Viena erau acum deschis forțelor aliate. Hindenburg și Ludendorff au concluzionat că echilibrul strategic și operațional s-a schimbat acum hotărâtor împotriva Puterilor Centrale și, la o zi după căderea frontului bulgar, au insistat asupra unui acord de pace imediat.

#### Imperiul Otoman

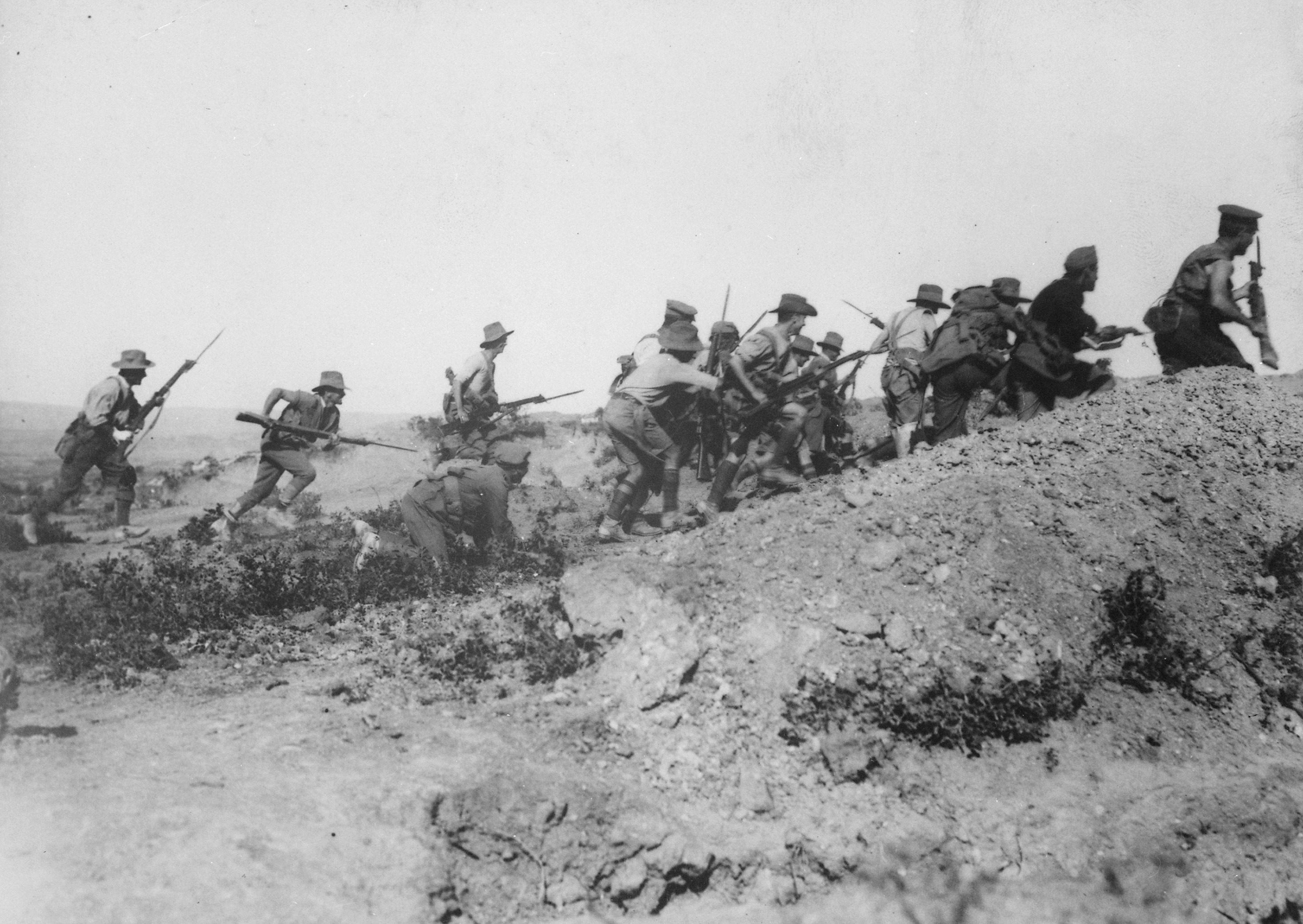
Trupele australiene lansând un asalt lângă o tranșee turcească în timpul campaniei de la Gallipoli

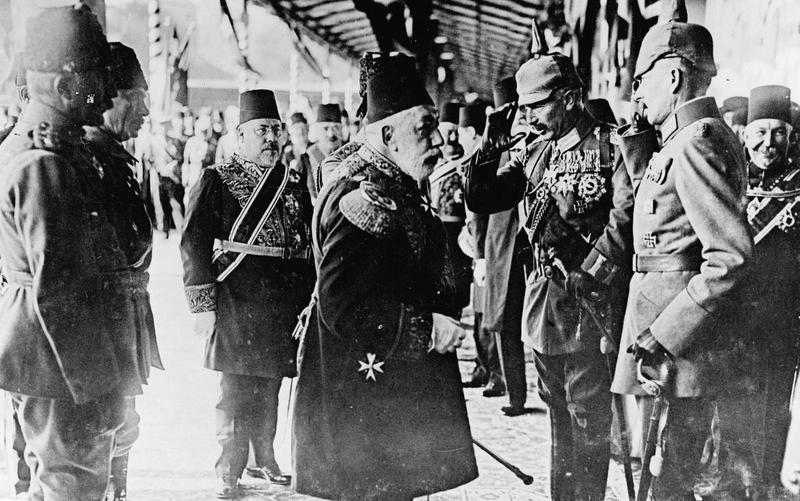
Mehmed al V-lea primindu-l pe Wilhelm al II-lea la sosirea la Constantinopol

Otomanii amenințau teritoriile caucaziene ale Rusiei și comunicațiile Regatului Unit cu India prin Canalul Suez. Pe măsură ce conflictul progresa, Imperiul Otoman a profitat de preocuparea puterilor europene pentru război și a declanșat o purificare etnică pe scară largă a populațiilor creștine indigene armeană, grecească și asiriană, cunoscute sub numele de genocidul armean, genocidul grecilor și genocidul asirienilor.
Britanicii și francezii au deschis fronturi peste mări cu campaniile de la Gallipoli (1915) și din Mesopotamia (1914). La Gallipoli, Imperiul Otoman a reușit să respingă corpurile de armată britanice, franceze și pe cele australiane și neozeelandeze⁠(d) (ANZAC). În Mesopotamia, după înfrângerea apărătorilor britanici în asediul Kutului⁠(d) de către otomani (1915–16), forțele imperiale britanice s-au reorganizat și au capturat Bagdadul în martie 1917. Britanicii au fost ajutați în Mesopotamia de luptători locali arabi și asirieni, în timp ce otomanii au angajat triburile locale kurde și turcomane⁠(d).

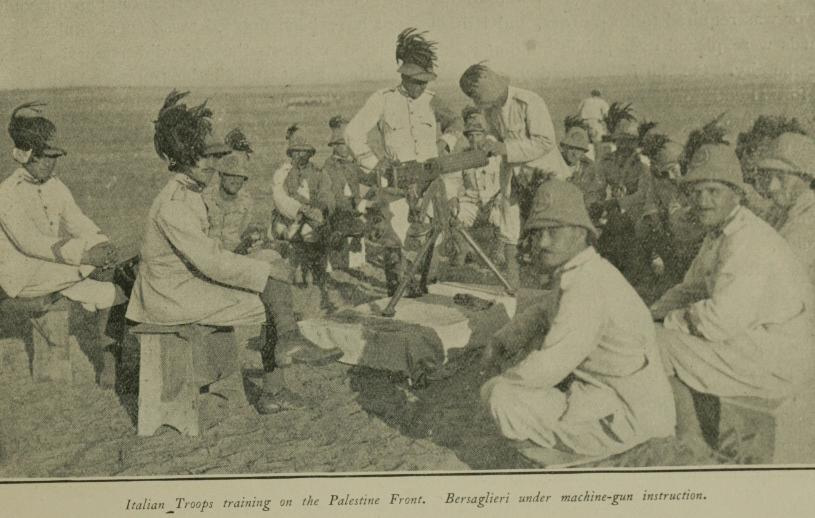
italieni cu un instructor de mitralieră în

Mai la vest, Canalul Suez a fost apărat de atacurile otomane în 1915 și 1916; în august, o forță germană și otomană a fost învinsă în bătălia de la Romani⁠(d) de către Divizia Călare ANZAC⁠(d) și Divizia 52 de infanterie (câmpie)⁠(d). În urma acestei victorii, o forță expediționară egipteană⁠(d) a înaintat dincolo de Peninsula Sinai, împingând forțele otomane înapoi în bătălia de la Magdhaba⁠(d) din decembrie și în bătălia de la Rafa⁠(d) la granița dintre Sinaiul egiptean și Palestina otomană în ianuarie 1917.
Armatele ruse au avut în general succes în campania din Caucaz. Enver Pașa, comandantul suprem al forțelor armate otomane, era ambițios și visa să recucerească Asia Centrală și zonele care fuseseră pierdute anterior în favoarea Rusiei. Era, însă, un comandant slab. El a lansat o ofensivă împotriva rușilor din Caucaz în decembrie 1914 cu 100.000 de militari, insistând asupra unui atac frontal împotriva pozițiilor muntoase ale Rusiei pe timp de iarnă. A pierdut 86% din forța sa în bătălia de la Sarikamiș⁠(d). 

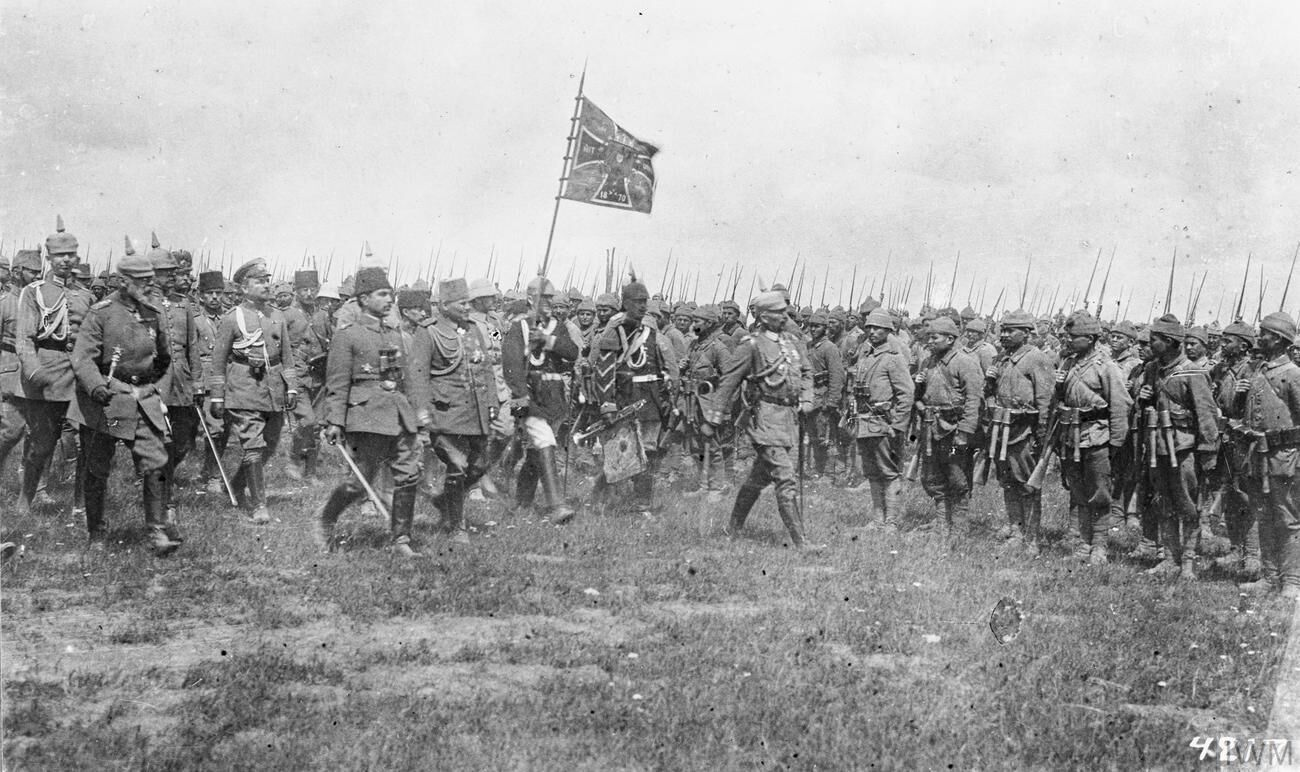
Kaiserul Wilhelm al II-lea inspectând trupele turce ale Corpului 15 în Galiția de Est, Austro-Ungaria (astăzi în Polonia). Prințul Leopold de Bavaria, Comandantul Suprem al Armatei Germane de pe Frontul de Est, este al doilea din stânga.

Cu sprijin german, Imperiul Otoman a invadat Persia (Iranul de astăzi) în decembrie 1914 într-o tentativă de a întrerupe accesul britanicilor și rușilor la  zăcămintele de petrol de lângă Baku la Marea Caspică. Persia, oficial neutră, fusese de multă vreme în sferele de influență rusești și britanice. Otomanii și germanii fuseseră ajutați de forțe kurde și azere, împreună cu un număr mare de mari triburi iraniene, cum ar fi qashqaii, tangestanezii, lurii, and hamsehii, în timp ce rușii și britanicii au avut de partea lor forțe armenești și asiriene. Campania din Persia avea să țină până în 1918 și să se încheiei cu un eșec al otomanilor și aliaților lor. Retragerea Rusiei din război în 1917 a dus însă la întreruperea liniilor de aprovizionare ale forțelor armenești și asiriene, care până atunci provocaseră numeroase înfrângeri forțelor otomane și aliaților lor. Depășiți numeric și material, și izolați, ei au fost obligați să se retragă și să își croiască drum spre liniile britanice din nordul Mesopotamiei.

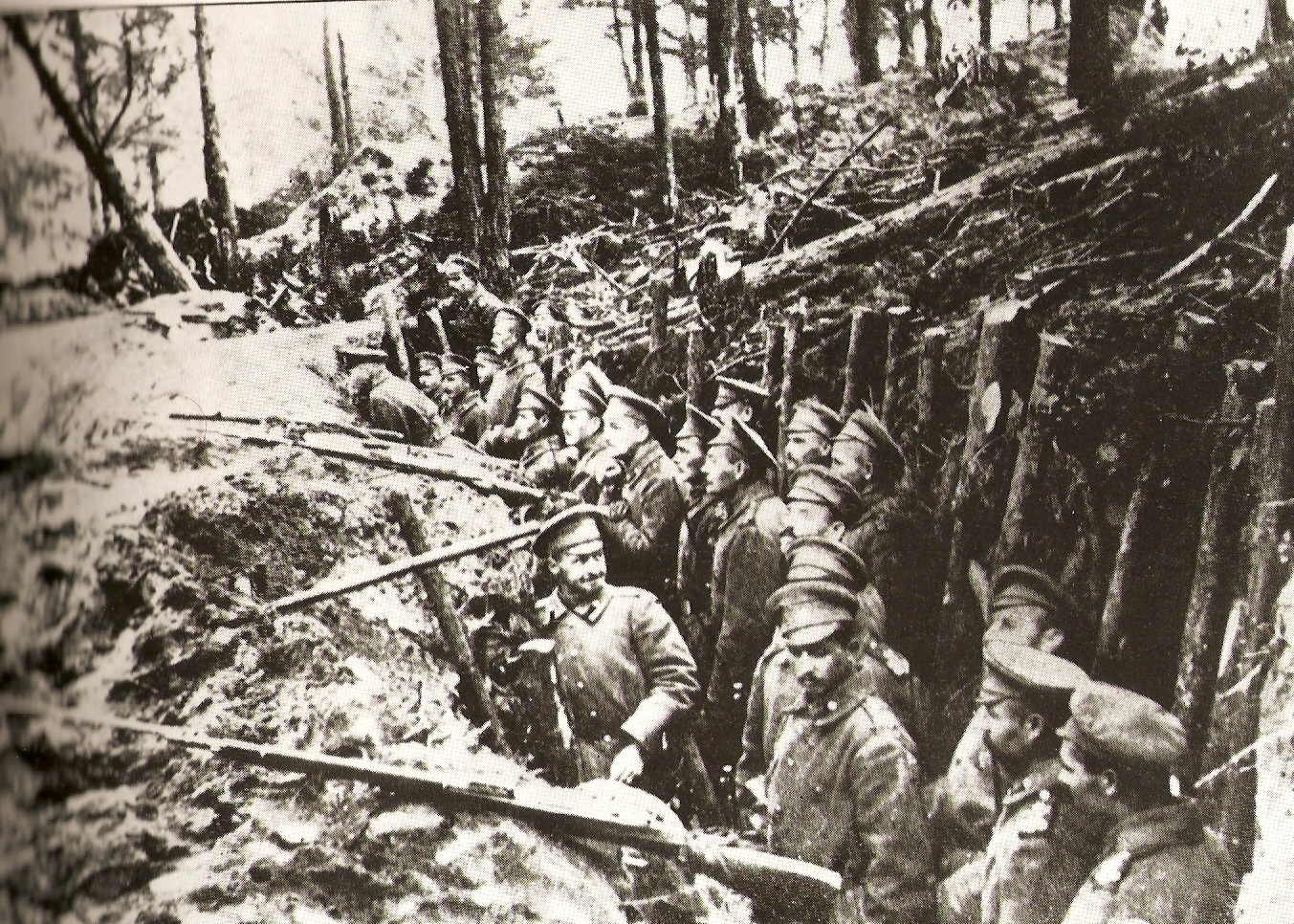
Tranșee rusești în pădure la, 1914–1915

Generalul Iudenici, comandantul rus din 1915 până în 1916, i-a alungat pe turci din cea mai mare parte a Caucazului de Sud cu un șir de victorii. În timpul campaniei din 1916, rușii i-au învins pe turci în ofensiva de la Erzurum⁠(d), ocupând și Trabzonul⁠(d). În 1917, marele duce rus Nicolae a preluat comanda frontului din Caucaz. Nicolae punea la cale construcția unei căi ferate din Georgia rusească spre teritoriile cucerite, astfel încât să poată fi aduse noi provizii pentru reluarea ofensivei în 1917. Cu toate acestea, în martie 1917 (februarie în calendarul rus pre-revoluționar), țarul a abdicat în cursul Revoluției din Februarie, iar armata rusă a Caucazului⁠(d) a început să se destrame.
Revolta arabă, instigată de biroul arab al Ministerului de Externe⁠(d) britanic, a izbucnit în iunie 1916 cu bătălia de la Mecca⁠(d), condusă de shariful Hussein⁠(d) din Mecca, și s-a încheiat cu capitularea otomanilor din Damasc. Fakhri Pașa⁠(d), comandantul otoman al Medinei, a rezistat mai bine de doi ani și jumătate în timpul asediului Medinei⁠(d), înainte de a se preda în ianuarie 1919.
Tribul Senussi⁠(d), ce trăia de-a lungul graniței dintre Libia italiană și Egiptul britanic⁠(d), incitat și înarmat de turci, a purtat un război de gherilă pe scară restrânsă împotriva trupelor aliate. Britanicii au fost nevoiți să trimită 12.000 de soldați pentru a se opune acestora în campania Senussi⁠(d). Rebeliunea lor a fost în cele din urmă înăbușită la mijlocul anului 1916.
Pierderile totale ale aliaților pe fronturile otomane au fost de 650.000 de oameni. Totalul victimelor otomane a fost de 725.000, cu 325.000 de morți și 400.000 răniți.

#### Frontul italian

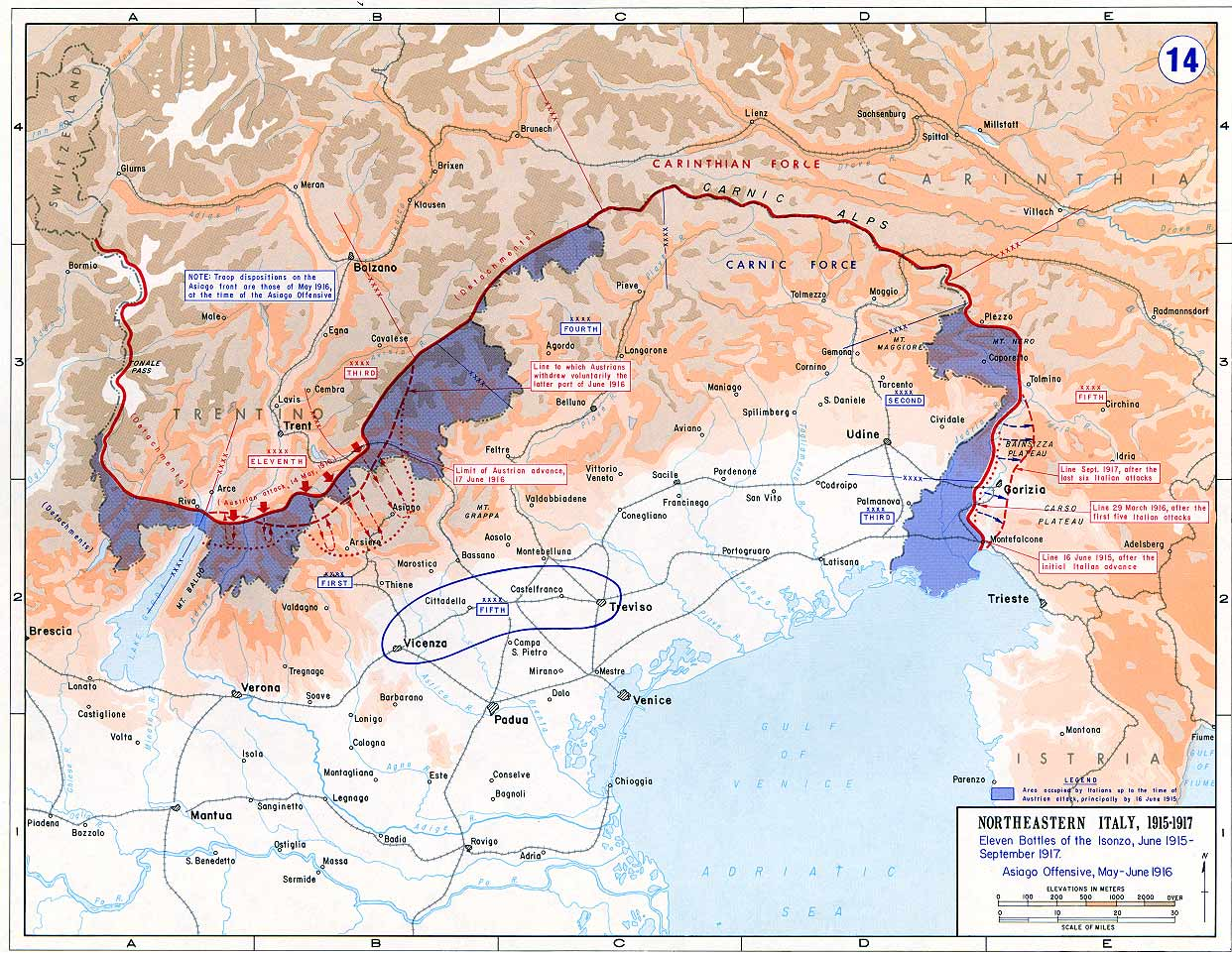
Ofensivele de pe Isonzo 1915–1917

Deși Italia se alăturase Triplei Alianțe în 1882, un tratat cu inamicul său tradițional austriac a fost atât de controversat încât guvernele ulterioare au negat existența acestuia, iar termenii au fost făcuți publici abia în 1915. Naționaliștii italieni revendicau teritoriile austro-ungare Trentino, Litoralul Austriac, Rijeka și Dalmația, care erau considerate vitale pentru securizarea granițelor stabilite în 1866⁠(d). În 1902, Roma a convenit în secret cu Franța să rămână neutră dacă aceasta din urmă era atacată de Germania, anulând efectiv rolul său în Tripla Alianță.

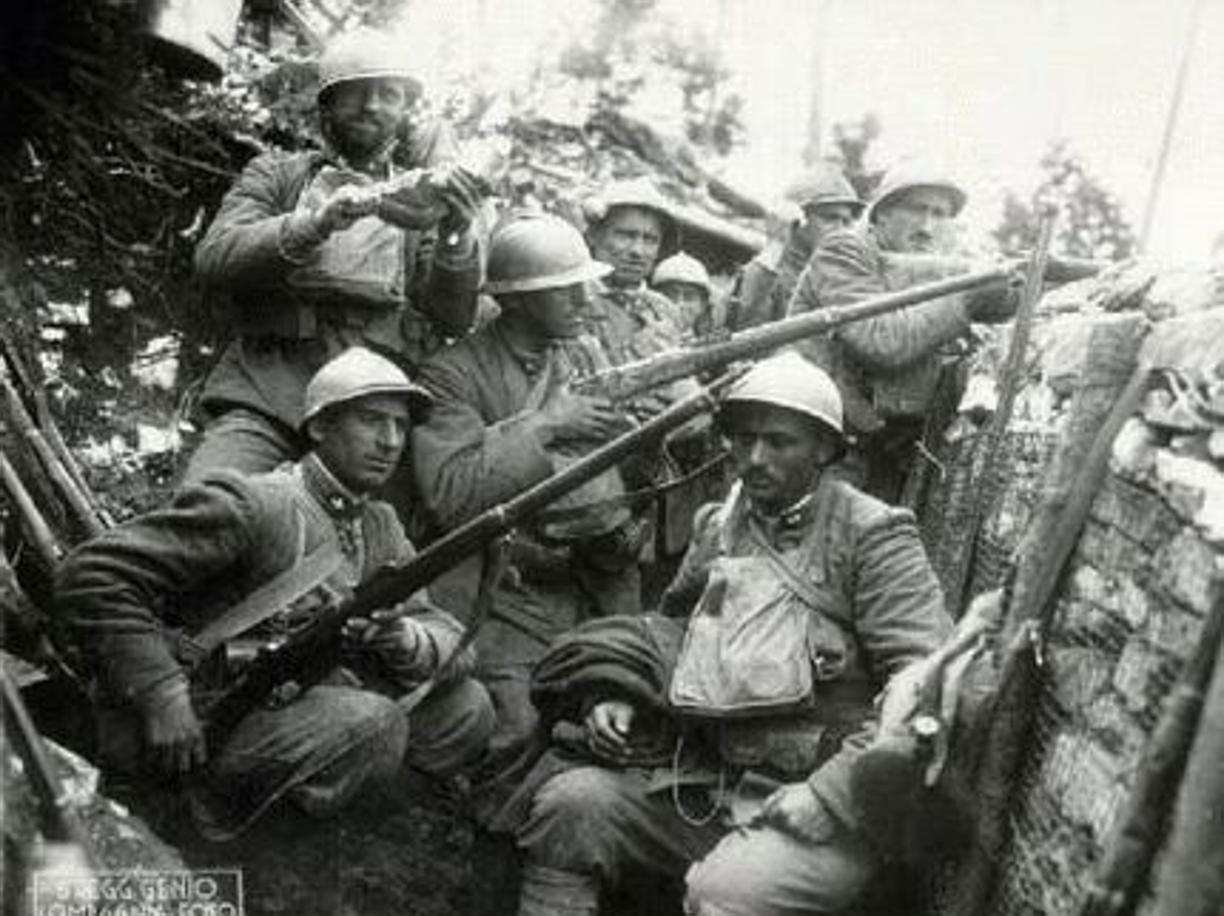
Soldații italieni în tranșee, 1918

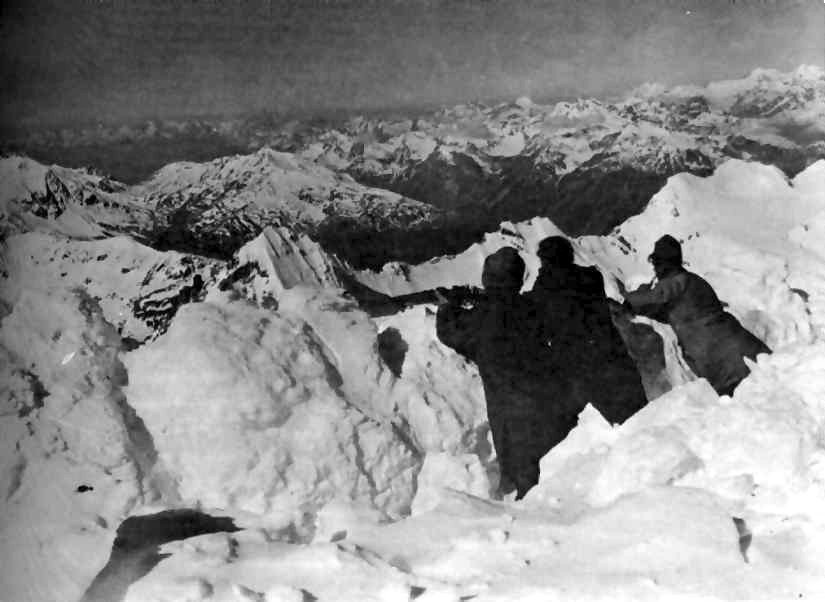
Tranșee austro-ungare la 3.850 m altitudine în, unul dintre cele mai dificile fronturi ale războiului

La izbucnirea războiului în 1914, Italia a susținut că Tripla Alianță era de natură defensivă și c nu se vede obligată să sprijine un atac austriac asupra Serbiei. Opoziția față de aderarea la Puterile Centrale a crescut când Turcia a devenit membră în septembrie, deoarece în 1911 Italia ocupase posesiunile otomane în Libia și insulele Dodecanez. Pentru a asigura neutralitatea Italiei, Puterile Centrale le-au oferit protectoratul francez al Tunisiei, în timp ce, în schimbul unei intrări imediate în război, Aliații acceptat pe loc revendicările teritoriale împotriva Austriei și suveranitatea asupra Dodecanezului. Deși au rămas secrete, aceste prevederi au fost încorporate în tratatul de la Londra din aprilie 1915; Italia s-a alăturat Triplei Înțelegeri și la 23 mai a declarat război Austro-Ungariei, și apoi, cincisprezece luni mai târziu, Germaniei.
Armata italiană de dinainte de 1914 era cea mai slabă din Europa, ducea lipsă de ofițeri, de oameni instruiți, de transport adecvat și de arme moderne; până în aprilie 1915, unele dintre aceste deficiențe fuseseră remediate, dar nu era încă pregătită pentru ofensiva majoră cerută de tratatul de la Londra. Avantajul numeric era anulat de terenul dificil; mare parte din lupte au avut loc la altitudini de peste 3000 metri în Alpi și Dolomiți, unde tranșeele trebuiau săpate în stâncă și gheață, iar aprovizionarea trupelor era o provocare majoră. Aceste probleme au fost exacerbate de strategii și tactici lipsite de imaginație. Între 1915 și 1917, comandantul italian, Luigi Cadorna, a întreprins o serie de atacuri frontale de-a lungul râului Isonzo, care au adus puține progrese și au costat multe vieți; până la sfârșitul războiului, totalul morților din luptă în Italia a însumat aproximativ 548.000.
În primăvara lui 1916, austro-ungarii au contraatacat în Asiago în cadrul Strafexpedition, dar au făcut progrese restrânse și au fost respinși de italieni înapoi în Tirol. Deși un corp italian a ocupat sudul Albaniei⁠(d) în mai 1916, centrul lor principal a fost frontul de pe Isonzo, care după capturarea Goriziei⁠(d) în august 1916 a rămas static până în octombrie 1917. După ce o forță combinată austro-germană a obținut o victorie majoră la Caporetto, Cadorna a fost înlocuit de Armando Diaz care s-a retras mai mult de 100 km înainte de a ocupa poziții de-a lungul râului Piave. O a doua ofensivă austriacă a fost respinsă în iunie 1918 și până în octombrie era clar că Puterile Centrale au pierdut războiul. Pe 24 octombrie, Diaz a declanșat bătălia de la Vittorio Veneto și a întâmpinat inițial o rezistență acerbă, dar odată cu prăbușirea Austro-Ungariei, diviziile maghiare din Italia au cerut acum să fie trimise acasă. Când li s-a permis aceasta, au urmat multe alte astfel de cereri și armata imperială s-a dezintegrat, italienii luând peste 300.000 de prizonieri. Pe 3 noiembrie, armistițiul de la Villa Giusti a pus capăt ostilităților dintre Austro-Ungaria și Italia, care a ocupat Trieste și zonele de-a lungul Mării Adriatice care îi fuseseră promise în 1915.

### Frontul de Est

#### Acțiunile inițiale

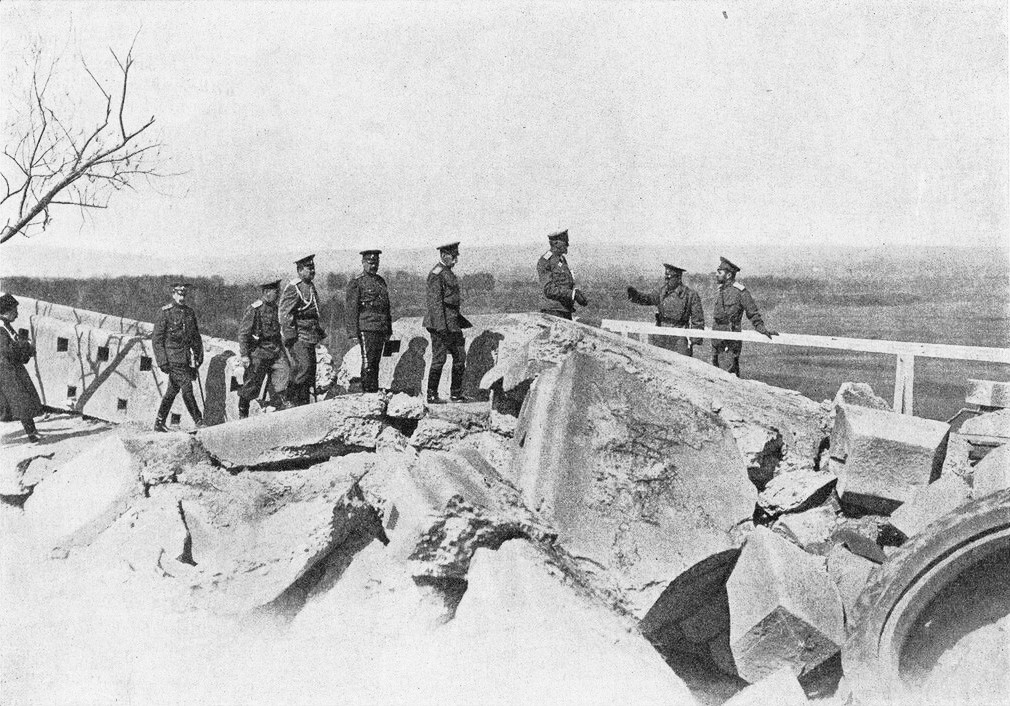
Țarul Nicolae al II-lea și marele duce Nicolaevici după capturarea Przemyślului de către ruși, cel mai lung asediu al războiului.

După cum se convenise anterior cu Franța, planurile rușilor la începutul războiului erau de a înainta simultan în Galiția Austriacă și în Prusia Orientală cât mai curând cu putință. Deși atacul lor asupra Galiției a fost în mare parte reușit, iar invaziile și-au atins obiectivul de a obliga Germania să devieze trupe de pe Frontul de Vest, viteza de mobilizare a făcut să înainteze fără echipament greu și funcțiuni de suport. Aceste slăbiciuni au contribuit la înfrângerile rușilor la Tannenberg și Lacurile Mazure în august și septembrie 1914, care i-au obligat să se retragă din Prusia Orientală cu pierderi grele. Până în primăvara lui 1915, ei se retrăseseră și din Galiția, iar ofensiva Gorlice–Tarnów din mai 1915 a permis Puterilor Centrale să invadeze Polonia anexată de Rusia.
În ciuda succesului ofensivei Brusilov din iunie 1916 împotriva austriecilor în Galiția de Est, penuriile de provizii, pierderile grele și greșelile la comandă i-au împiedicat pe ruși să-și exploateze pe deplin victoria. A fost însă una din cele mai importante ofensive ale războiului, deviind resursele germane de la Verdun, ușurând presiunea austro-ungară asupra Italiei și convingând România să intre în război de partea Antantei la 27 august. Ea a și slăbit fatal armatele austriacă și rusă, ale căror capabilități ofensive au fost grav afectate de pierderi. Deziluzia crescândă față de război a condus în cele din urmă la revoluțiile din Rusia.
Între timp, în Rusia frământările au crescut, țarul rămânând pe front, acțiunile din spatele lui fiind sub grija țarinei Alexandra. Conducerea ei din ce în ce mai incompetentă, împreună cu penuriile de alimente în zonele urbane au dus la proteste pe scară largă, și la uciderea favoritului ei, Grigori Rasputin, la sfârșitul lui 1916.

#### Participarea României
În ciuda faptului că, la fel ca Italia, acceptase în secret să susțină Tripla Alianță în 1883, România s-a aflat din ce în ce mai mult în dezacord cu Puterile Centrale pe marginea sprijinului acordat de acestea Bulgariei în războaiele balcanice din 1912–1913 și pe marginea statutului comunităților etnice românești din Transilvania controlată de maghiari, care reprezentau aproximativ 2,8 milioane din populația de 5 milioane. Când elita conducătoare s-a divizat în facțiunile germanofilă și pro-Antanta, România a rămas neutră în 1914, argumentând, la fel ca Italia că, deoarece Austro-Ungaria a declarat război Serbiei, nu avea nicio obligație să i se alăture. Ei au menținut această poziție pentru următorii doi ani, permițând însă Germaniei și Austriei să transporte provizii și consilieri militari pe teritoriul României.
În septembrie 1914, Rusia recunoscuse drepturile României asupra teritoriilor austro-ungare, inclusiv Transilvania și Banat, a căror anexare avea un sprijin popular pe scară largă, iar succesul Rusiei împotriva Austriei a determinat România să se alăture Antantei în Tratatul de la București din august 1916. Conform planului strategic cunoscut sub numele de Ipoteza Z, armata română planifica o ofensivă în Transilvania, apărând în același timp Dobrogea de Sud și Giurgiu împotriva unui posibil contraatac bulgar.  La 27 august 1916, ea a atacat Transilvania și a ocupat părți substanțiale ale provinciei înainte de a fi respinsă de Armata a 9-a Germană recent formată, condusă de fostul șef de stat major Falkenhayn. O ofensivă combinată germano-bulgaro-turcă a capturat Dobrogea și Giurgiu, deși cea mai mare parte a armatei române a reușit să scape de încercuire și s-a retras la București, care a căzut în mâinile Puterilor Centrale la 6 decembrie 1916.
Aproximativ 16% din populația austro-ungară dinainte de război era formată din etnici români, a căror loialitate s-a stins pe măsură ce războiul a progresat și s-a risipit aproape total când România a intrat în război; până în 1917, românii reprezentau mai mult de 50% din cei 300.000 de dezertori din armata imperială. Prizonierii de război deținuți de Imperiul Rus au format Corpul Voluntarilor Români care au fost repatriați în România în 1917. Mulți au luptat în armata română pregătită peste iarnă cu sprijin francez adus de generalul Henri Berthelot, la bătăliile de la Mărăști, Mărășești și Oituz, unde, cu sprijin rusesc, armata română a reușit să oprească o ofensivă a Puterilor Centrale și chiar să câștige înapoi un teritoriu. Rămasă însă izolată după ce Revoluția din Octombrie a scos Rusia din război, România a semnat un armistițiu la 9 decembrie 1917. La scurt timp după aceea, pe teritoriul adiacent al Basarabiei, au izbucnit lupte între bolșevici și naționaliștii români, iar aceștia din urmă au cerut sprijin militar din partea compatrioților lor. În urma intervenției lor, în februarie 1918 s-a format Republica Democrată Moldovenească independentă, care a votat pentru unirea cu România la 27 martie/9 aprilie.

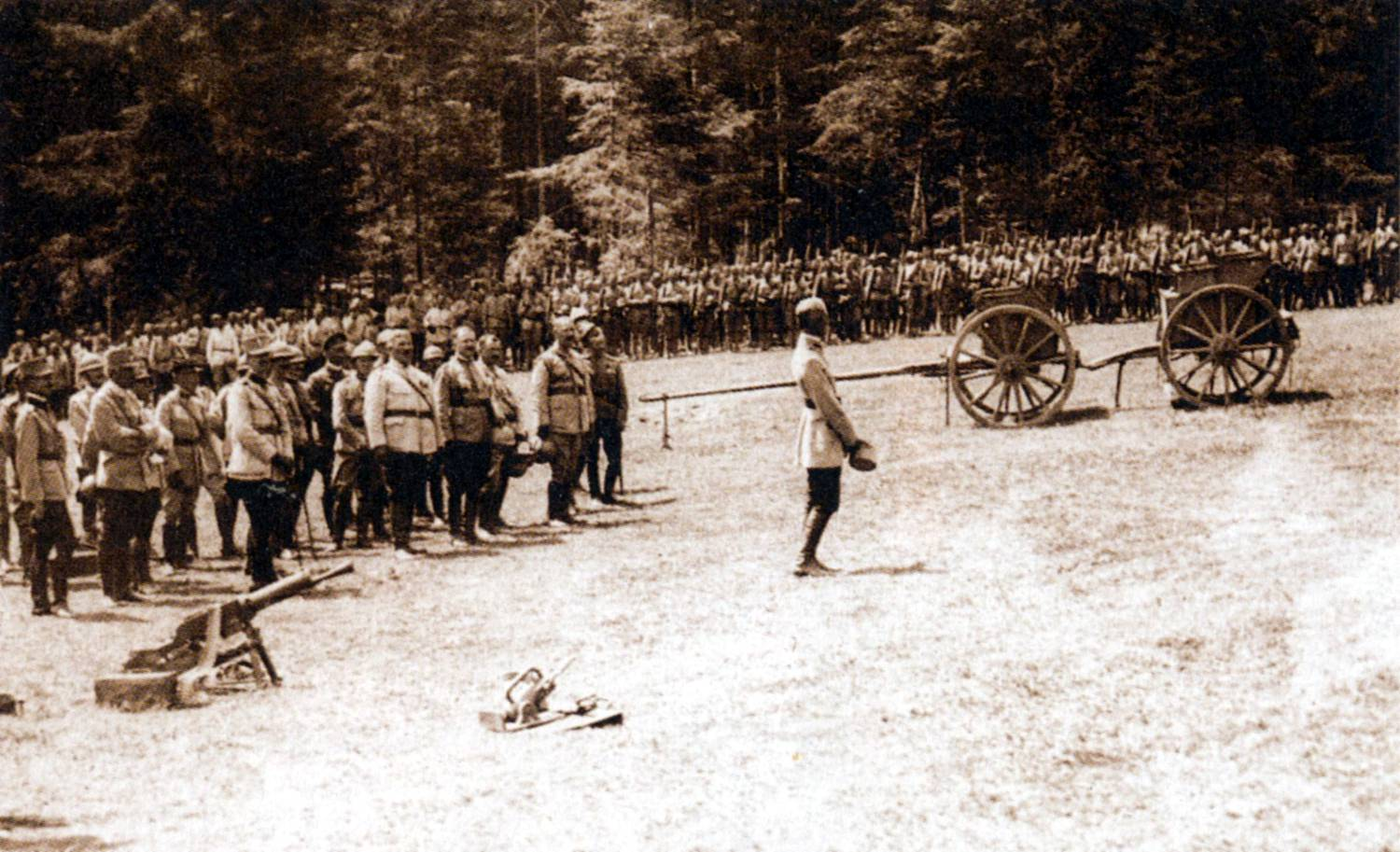
Trupele românești în timpul bătăliei de la Mărășești, 1917

La 7 mai 1918, România a semnat tratatul de la București cu Puterile Centrale, care recunoștea suveranitatea României asupra Basarabiei în schimbul cedării controlului austro-ungar asupra trecătorilor din Munții Carpați și acordării de concesii petroliere Germaniei. Deși aprobat de Parlament, Ferdinand I a refuzat să semneze tratatul, sperând la o victorie a Aliaților; România a reintrat în război la 10 noiembrie 1918 de partea Aliaților, iar tratatul de la București a fost anulat oficial prin armistițiul din 11 noiembrie. Între 1914 și 1918, aproximativ 400.000 de 600.000 de etnici români au servit în armata austro-ungară, dintre care până la 150.000 au fost uciși în luptă; totalul deceselor militare și civile în granițele românești contemporane este estimat la 748.000.

### Uverturile de pace ale Puterilor Centrale
La 12 decembrie 1916, după zece luni brutale în bătălia de la Verdun și o ofensivă reușită împotriva României, Germania a încercat să negocieze o pace cu Antanta. Această tentativă a fost respinsă însă pe loc ca „farsă de război duplicitară”.

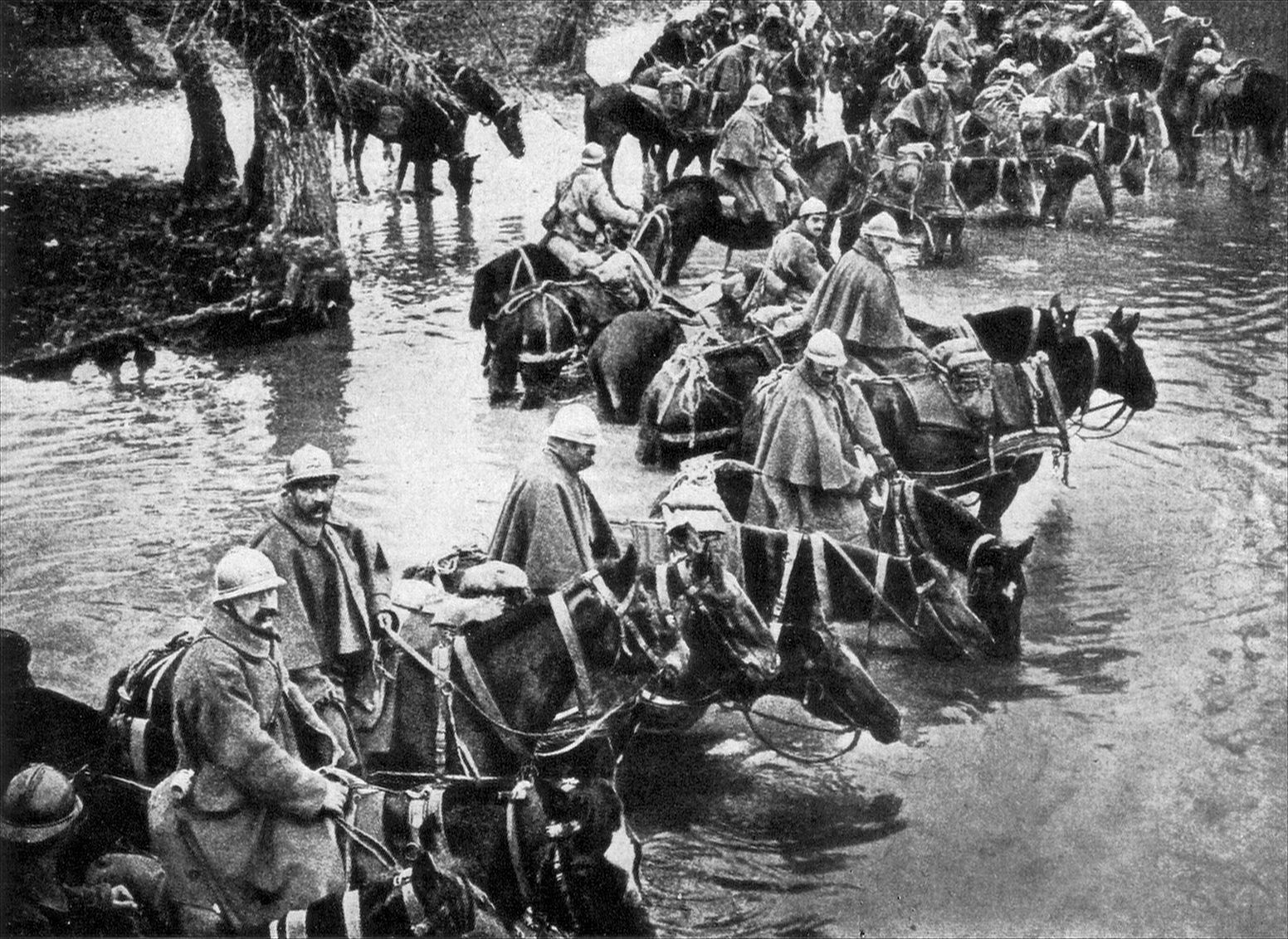
"", frază de regulă asociată cu apărarea Verdunului

Președintele SUA Woodrow Wilson a încercat să intervină ca mediator, cerând ambelor părți să-și formuleze cererile și să înceapă negocieri. Cabinetul de război al lui Lloyd George considera oferta germană a fi un tertip pentru a crea disensiuni între aliați. După indignarea de la început și multe deliberări, ei au luat nota lui Wilson ca efort separat, care semnalează că Statele Unite sunt pe punctul de a intra în război împotriva Germaniei din cauza „problemelor cu submarinele”. În timp ce aliații discutau cum să răspundă ofertei lui Wilson, germanii au ales să o respingă în favoarea unui „schimb direct de idei”. Aflând răspunsul germanilor, guvernele aliate s-au considerat libere să-și clarifice revendicările în răspunsul din 14 ianuarie. Ei cereau repararea distrugerilor, evacuarea teritoriilor ocupate, despăgubiri pentru Franța, Rusia și România, și o recunoaștere a principiului naționalităților. Aceasta includea eliberarea italienilor, slavilor, românilor, ceho-slovacilor, și crearea unei „Polonii libere și unite”. Aliații au cerut garanții care să prevină sau să limiteze viitoarele războaie, cu sancțiuni stipulate, drept condiție pentru orice înțelegere de pace. Negocierile au eșuat și puterile Antantei au respins oferta Germaniei pe motiv de onoare, remarcând că Germania nu a avansat propuneri concrete.

### Ultimii ani ai războiului

#### Revoluția și retragerea Rusiei
Până la sfârșitul lui 1916, pierderile rusiei totalizau aproape cinci milioane de morți, răniți sau prizonieri, mari zone urbane afectate de penurii de alimente și prețuri ridicate. În martie 1917, țarul Nicolaei a ordonat armatei să reprime un val de greve la Petrograd dar soldații au refuzat să tragă în mulțime. Revoluționarii au înființat Sovietul de la Petrograd și, de teama preluării puterii de către stânga, Duma de Stat l-a obligat pe Nicolae să abdice și a înființat Guvernul Provizoriu Rus, care a confirmat dorința Rusiei de a continua războiul. Sovietul de la Petrograd a refuzat însă să se dizolve, creând centre concurente de putere și cauzând confuzie și haos, soldații de pe front devenind din ce în ce mai demoralizați și mai puțin dispuși să lupte.
După abdicarea țarului, și cu ajutorul guvernului german, Vladimir Lenin a fost adus din Elveția în Rusia la 16 aprilie 1917. Nemulțumirile și slăbiciunile Guvernului Provizoriu au condus la o creștere a popularității Partidului Bolșevic, condus de Lenin, care cerea încetarea imediată a războiului. Revoluția din luna noiembrie a fost urmată în decembrie de un armistițiu și negocieri cu Germania. La început, bolșevicii au refuzat termenii germanilor, dar când trupele germane au început să pătrundă în Ucraina fără opoziție, noul guvern a acceptat tratatul de la Brest-Litovsk pe 3 martie 1918. Prin acest tratat, Rusia ceda Puterilor Centrale vaste teritorii, inclusiv Finlanda, Estonia, Letonia, Lituania, și părți din Polonia și Ucraina.
Cum Imperiul Rus a ieșit din război, România s-a găsit singură pe Frontul de Est și a semnat tratatul de la București cu Puterile Centrale în mai 1918, punând capăt stării de război între România și Puterile Centrale. Conform tratatului, România trebuia să cedeze teritorii Austro-Ungariei și Bulgariei și să predea controlul asupra rezervelor ei de petrol Germaniei. În schimb, Puterile Centrale recunoșteau unirea Basarabiei cu România.

#### Intrarea în război a Statelor Unite

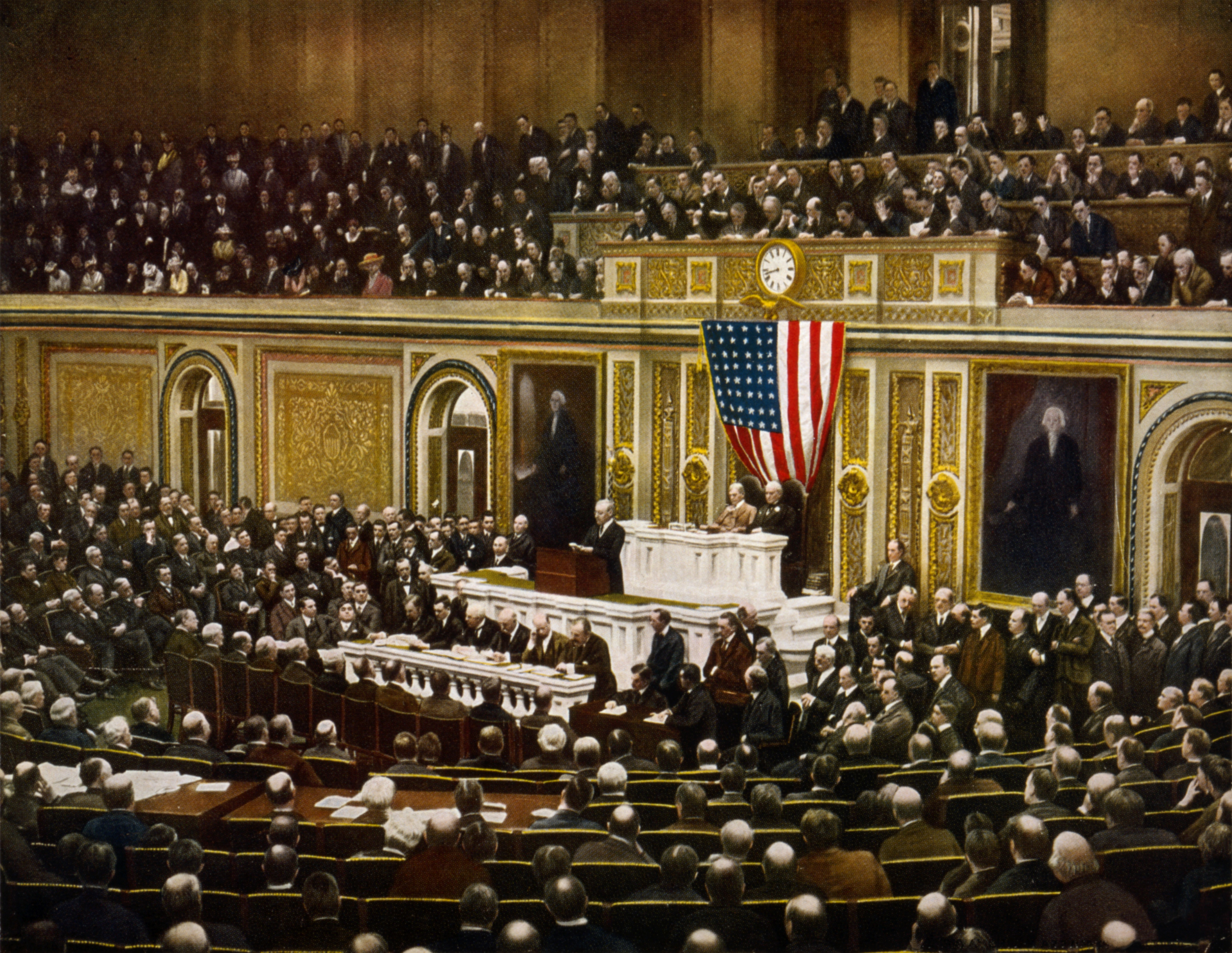
Președintele Wilson cerând Congresului să declare război Germaniei,

Statele Unite au fost un mare furnizor de materiale de război pentru Antanta, dar rămăseseră neutre în 1914, în mare parte din cauza opoziției de pe plan intern. Cel mai important factor care a creat sprijinu lde care avea nevoie Wilson a fost ofensiva submarină a Germaniei, care nu doar a dus la moartea multor americani, ci a și paralizat comerțul, întrucât armatorii se fereau să mai scoată navele pe mare.
La 6 aprilie 1917, Congresul a declarat război Germaniei⁠(d) ca „putere asociată” Antantei. Marina Americană a trimis un grup de nave de luptă⁠(d) la Scapa Flow⁠(d) să se alăture Marii Flote, și a furnizat escortă pentru convoiuri. În aprilie 1917, Marina Statelor Unite avea mai puțin de 300.000 de oameni, inclusiv unități ale Gărzii Naționale⁠(d), față de arnatele britanică și franceză, cu 4,1 și respectiv 8,3 milioane. Legea Serviciului Selectiv din 1917⁠(d) a recrutat în armată 2,8 milioane de oameni, dar instruirea și echiparea atâtor soldați a fost o uriașă provocare logistică. Până în iunie 1918, peste 667.000 de membri ai Forței Expediționare Americane⁠(d) (AEF) au fost transportați în Franța, număr care s-a ridicat la 2 milioane până la sfârșitul lui noiembrie.
În ciuda convingerii lui că Germania trebuie învinsă, Wilson a intrat în război pentru a se asigura că SUA vor juca un rol principal în formarea păcii, ceea ce însemna că AEF trebuia conservată ca forță militară separată, nu absorbită în unitățile britanice sau franceze, cum doreau aliații. El a fost ferm susținut de comandantul AEF, generalul John J. Pershing, înainte de 1914 un promotor al „războiului deschis”, care considera că accentul pus de francezi și britanici pe artilerie este eronat și incompatibil cu „spiritul ofensiv” american. Spre marea frustrare a aliaților lui, care suferiseră pierderi grele în 1917, el a insistat să păstreze controlul asupra tuturor soldaților americani, și a refuzat să-i trimită pe front până când nu au putut opera ca unități independente. Ca urmare, principalele acțiuni americane în război au venit abia spre sfârșitul lui septembrie 1918, în ofensiva Meuse–Argonne⁠(d).

#### Ofensiva lui Nivelle (aprilie–mai 1917)

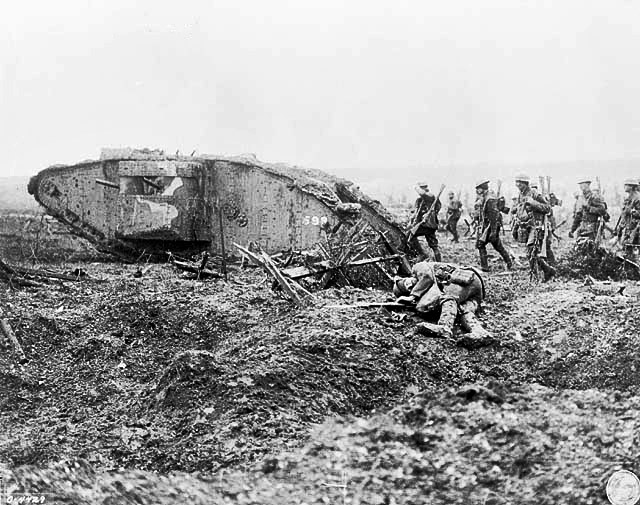
Soldați din la, 1917

În decembrie 1916, Robert Nivelle i-a luat locul lui Pétain în funcția de comandant al armatelor franceze de pe Frontul de Vest și a început să pregătească un atac de primăvară⁠(d) în Champagne, în cadrul unei operațiuni comune franco-britanice. Nivelle a susținut că capturarea principalului său obiectiv, Chemin des Dames, va reprezenta o mare lovitură cu costul a cel mult 15.000 de veiți. Securitatea slabă a făcut ca serviciile germane de informații să afle din timp tactici și orare, dar chiar și așa, când a început atacul la 16 aprilie, francezii să înainteze substanțial, înainte de a fi opriți de sistemele de apărare nou construite și extrem de puternice ale Liniei Hindenburg. Nivelle a persistat cu asalturi frontale și, până pe 25 aprilie, francezii pierduseră aproape 135.000 de oameni, din care 30.000 de morți, cei mai mulți în primele două zile.
Atacurile britanice concurente de la Arras au avut mai mult succes, dar mai puțină valoare strategică. Operând ca unitate separată pentru prima oară, Corpul Canadian⁠(d) a capturat Creasta Vimy⁠(d), reușită pe care mulți canadieni o văd ca moment definitoriu în formarea identității lor naționale. Deși Nivelle a continuat ofensiva, pe 3 mai Divizia 21⁠(d), care fusese implicată în unele din cele mai grele lupte la Verdun, a refuzat ordinele de a intra în luptă, declanșând Răzvrătirile din Armata Franceză⁠(d); în câteva zile, „indisciplina colectivă” se răspândise la 54 de divizii, în timp ce peste 20.000 de soldați au dezertat. Frământările au fost aproape cu totul limitate la infanterie, ale căror revendicări erau în mare parte apolitice: sprijin economic mai bun pentru familiile de acasă, și permisii regulate, care fuseseră oprite de Nivelle.

#### Campania din Sinai și Palestina (1917–1918)

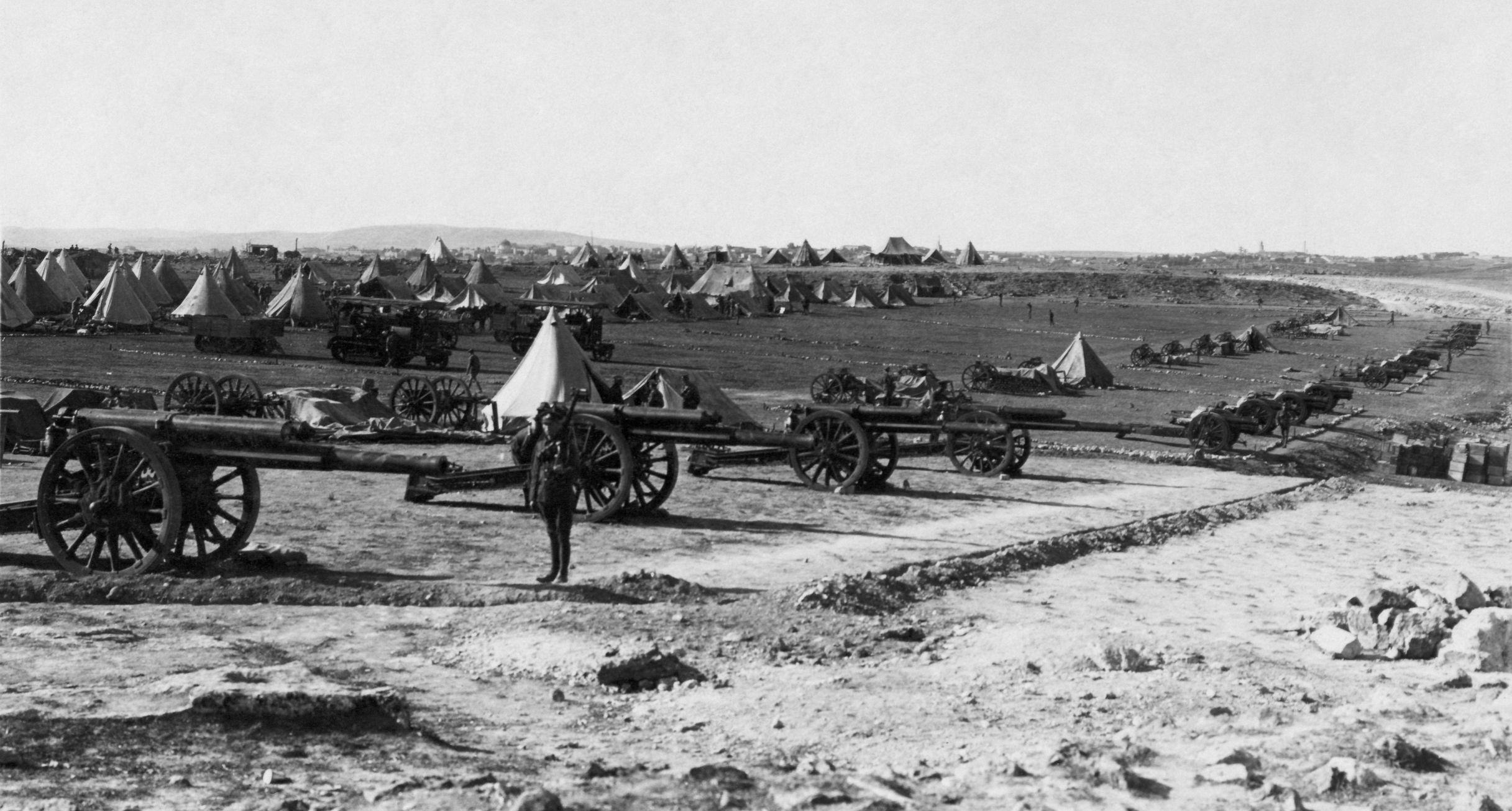
Baterie britanică de artilerie la Muntele Scopus în, 1917.

În martie și aprilie 1917, în prima⁠(d) și a doua bătălie de la Gaza⁠(d), forțele germane și otomane au oprit înaintarea Forței Expediționare Egiptene, care începuse în august 1916 în bătălia de la Romani. La sfârșitul lui octombrie 1917, campania din Sinai și Palestina s-a reluat, când Corpul al XX-lea⁠(d), Corpul al XXI-lea⁠(d) și Corpul de Cavalerie a Deșertului⁠(d) conduse de generalul Edmund Allenby⁠(d) au căștigat bătălia de la Beersheba⁠(d). Două armate otomane au fost învinse după câteva săptămâni în bătălia de la Creasta Mughar⁠(d) și, la începutul lui decembrie, Ierusalimul a fost capturat în urma unei noi înfrângeri otomane în bătălia de la Ierusalim⁠(d). La această dată, Friedrich Freiherr Kress von Kressenstein⁠(d) a fost înlocuit din funcția de comandant al Armatei a Opta și înlocuit cu by Djevad Pașa⁠(d), și câteva luni mai târziu, comandantul Armatei Otomane din Palestina, Erich von Falkenhayn, a fost înlocuit cu Otto Liman von Sanders⁠(d).
La începutul lui 1918, linia frontului a fost extinsă⁠(d) și valea Iordanului⁠(d) a fost ocupată, în urma primului atac transiordanic⁠(d) și celui de al doilea atac transiordanic⁠(d) ale forțelor Imperiului Britanic în martie și aprilie 1918.

#### Ofensiva germană și contraofensiva Aliaților (martie–noiembrie 1918)

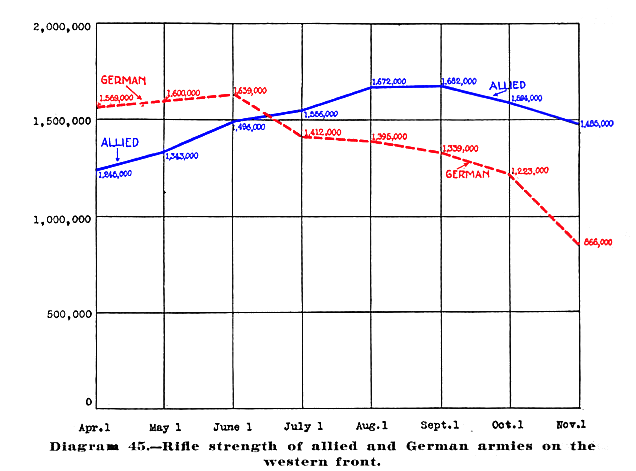
Între aprilie și noiembrie 1918, aliații și-au crescut forța de pușcași de pe front, în vreme ce cea a germanilor a scăzut cu jumătate.

În decembrie 1917, Puterile Centrale au semnat un armistițiu cu Rusia, eliberând astfel mulți soldați germani pentru a putea fi folosiți în vest. Cum veneau și întăriri germane, și noi trupe americane, era evident că rezultatul războiului avea să se decidă pe Frontul de Vest. Puterile Centrale știau că nu pot câștiga un război prelungit, dar trăgeau mari speranțe de la o ofensivă rapidă finală. Ludendorff a întocmit planuri (cu numele de cod Operațiunea Michael⁠(d)) pentru ofensiva din 1918 de pe Frontul de Vest. Operațiunea a început la 21 martie 1918, cu un atac asupra forțelor britanice lângă Saint-Quentin. Forțele germane au reușit o înaintare fără precedent, de 60 km. Ofensiva inițială a fost un success; după lupte grele însă, ea a fost oprită. În lipsa tancurilor și artileriei motorizate⁠(d), germanii nu au putut să-și consolideze câștigurile. Problemele de reaprovizionare au fost exacerbate și de distanțele din ce în ce mai mari care se întindeau acum pe un teren distrus de bombardamente și adesea imposibil de traversat.
După aceasta, Germania a lansat Operațiunea Georgette⁠(d) împotriva porturilor de la Canalul Mânecii. Aliații au oprit înaintarea după câștiguri teritoriale limitate ale Germaniei. Armata Germană de la sud a efectuat apoi Operațiunile Blücher and Yorck, încercând să înainteze către Paris. Germania a lansat Operațiunea Marna (a doua bătălie de pe Marne) la 15 iulie, într-o încercare de a încercui orașul Reims. Contraatacul rezultat, care a declanșat Ofensiva de 100 de Zile la 8 august, a dus la prăbușirea însemnată a moralului germanilor.

#### Înaintarea aliaților până la Linia Hindenburg

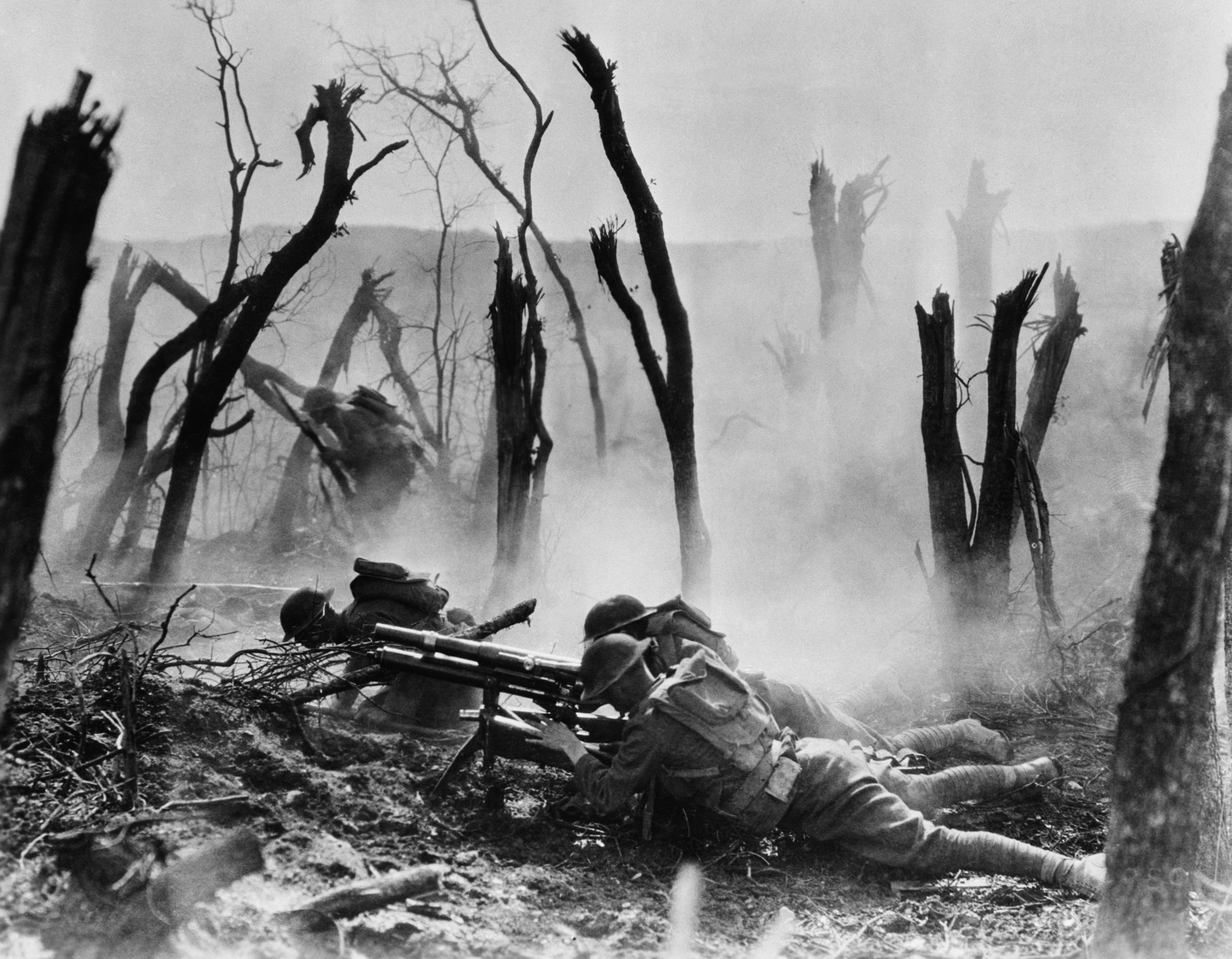
Soldați americani trăgând asupra tranșeelor germane în timpul ofensivei Meuse-Argonne, 1918

Până în septembrie, germanii se retrăseseră înapoi la Linia Hindenburg. Aliații au ajuns la Linia Hindenburg și ei în nord și centru. Forțele germane au lansat numeroase contraatacuri, dar pozițiile și avanposturile Liniei au continuat să cadă, doar BEF luând 30.441 de prizonieri în ultimele săptămâni ale lunii septembrie. Pe 24 septembrie, Comandamentul Suprem al Armatei a informat conducătorii de la Berlin că discuțiile pentru un armistițiu sunt inevitabile.
Ultimul asalt asupra Liniei Hindenburg a început cu ofensiva Meuse-Argonne⁠(d), lansată de trupe americane și franceze la 26 septembrie. Două zile mai târziu, armatele aliate (belgiană, franceză și britanică) au atacat lângă Ypres⁠(d), și a doua zi Armatele a Patra Britanică și Întâi Franceză la St Quentin în centrul liniei. Săptămâna următoare, unități americane și franceze în cooperare au străpuns frontul în Champagne la bătălia de la Creasta Blanc Mont⁠(d) (3–27 octombrie), împingându-i pe germani de pe punctele înalte și apropiindu-se de frontiera belgiană. La 8 octombrie, Linia Hindenburg a fost străpunsă de trupele britanice și din dominioane din Armatele Întâi și a Treia Britanice în a doua batălie de la Cambrai⁠(d).

#### Străpungerea Frontului Macedonean (septembrie 1918)

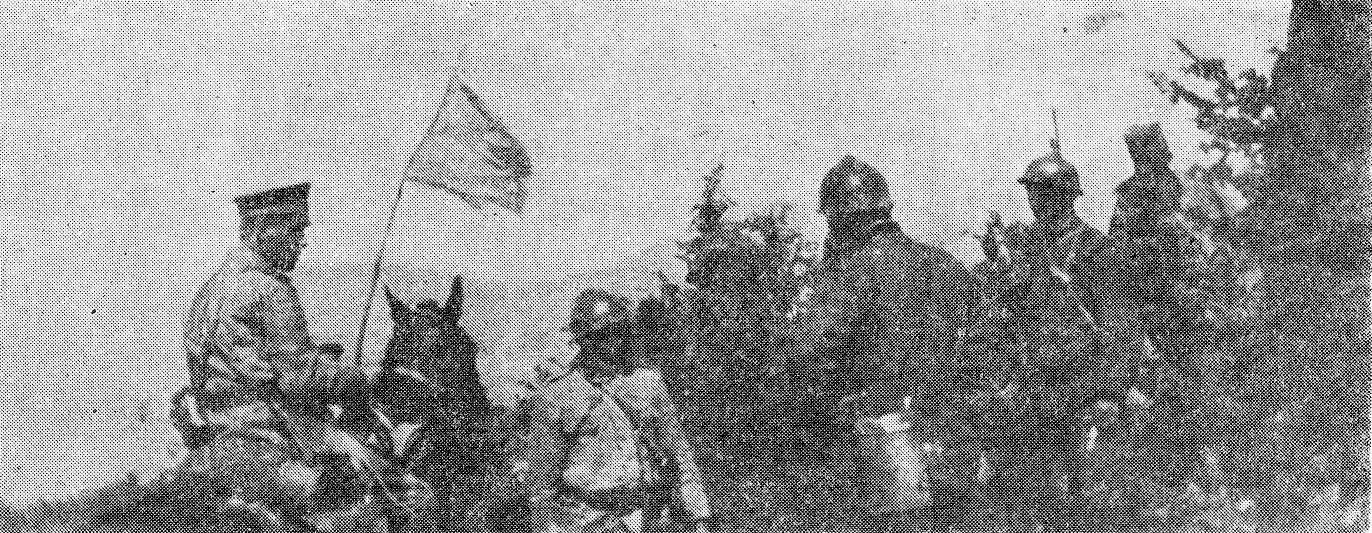
Maiorul bulgar Ivanov cu steagul alb capitulând în fața Regimentului 7 Dunărea sârb lângă Kumanovo

Forțele aliate au declanșat ofensiva Vardarului la 5 septembrie în două puncte-cheie: Dobro Pole și lângă Lacul Dojran. În bătălia de la Dobro Pole, armatele sârbă și franceză au repurtat un succes după o bătălie de trei zile cu relativ puține pierderi, și apoi au străpuns frontul, ceva ce rar se întâmplase în Primul Război Mondial. După străpungerea frontului, forțele aliate au început să elibereze Serbia și au ajuns la Skopje la 29 septembrie, după care Bulgaria a semnat un armistițiu cu aliații la 30 septembrie.

### Armistiții și capitulări

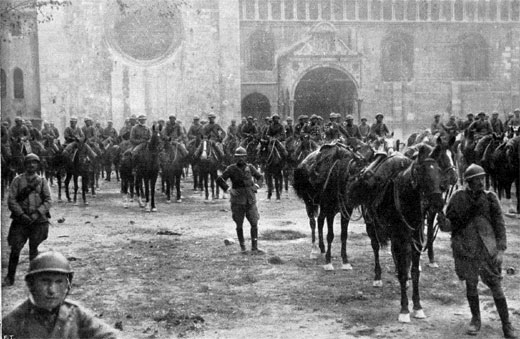
Italian troops reach Trento during the Battle of Vittorio Veneto, 1918

Prăbușirea Puterilor Centrale a venit rapid. Bulgaria a fost prima care a semnat un armistițiu, Armistițiul de la Salonic pe 29 septembrie 1918. Împăratul german Wilhelm al II-lea a descris astfel situația într-o telegramă adresată țarului bulgar Ferdinand I: „Rușinos! 62.000 de sârbi au hotărât războiul!”. În aceeași zi, Comandamentul Suprem al Armatei Germane⁠(d) i-a informat pe kaiserul Wilhelm al II-lea și pe cancelarul imperial contele Georg von Hertling⁠(d), că situația militară cu care se confruntă Germania este fără speranță.
La 24 octombrie, italienii au început o înaintare care a recuperat rapid teritoriul pierdut după bătălia de la Caporetto. Aceasta a culminat cu bătălia de la Vittorio Veneto, care a marcat sfârșitul Armatei Austro-Ungare ca forță de luptă efectivă. Ofensiva a declanșat și dezintegrarea Imperiului Austro-Ungar. În ultimele săptămâni din octombrie, s-au făcut declarații de independență la Budapesta, Praga și Zagreb. La 29 octombrie, autoritățile imperiale au cerut Italiei armistițiu, dar italienii au continuat să înainteze, ajungând la Trento, Udine, și Trieste. La 3 noiembrie, Austro-Ungaria a trimis un steag alb să ceară armistițiul de la Villa Giusti. Termenii acestuia, aranjați cu autoritățile aliate de la Paris, au fost comunicați comandantului austriac și acceptați. Armistițiul cu Austria a fost semnat la Villa Giusti, lângă Padova, la 3 noiembrie. Austria și Ungaria au semnat armistiții separate după răsturnarea Monarhiei Habsburgice. În zilele care au urmat, armata italiană a ocupat Innsbruckul și întrec Tirolul, cu peste 20.000 de soldați.
Pe 30 octombrie, Imperiul Otoman a capitulat, și a semnat armistițiul de la Mudros.

#### Capitularea guvernului german

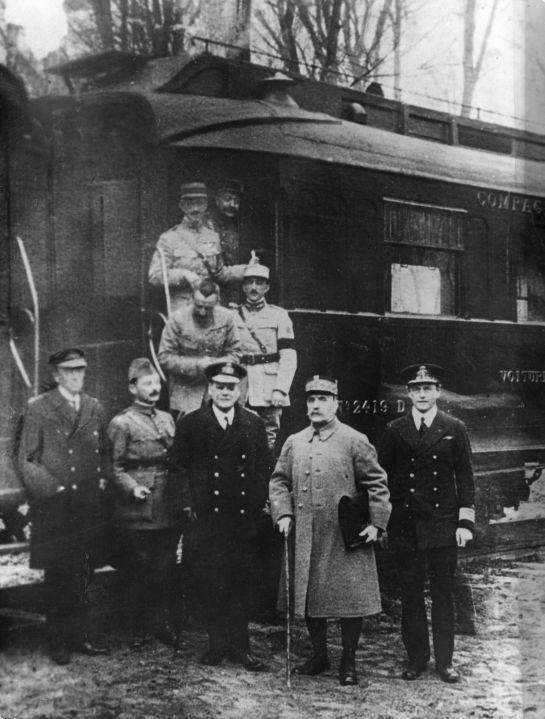
Ferdinand Foch (al doilea din dreapta) alături de de la Compiègne după acceptarea armistițiului care a pus capăt luptelor de pe Frontul de Vest.

Cu armata în dificultate și cu o pierdere generalizată a încrederii în kaiser, care a dus la abdicarea acestuia și plecarea din țară, Germania a luat calea capitulării. Principele Maximilian de Baden a preluat frâiele unui nou guvern la 3 octombrie în calitate de cancelar al Germaniei pentru a negocia cu Antanta. Negocierile cu președintele Wilson au început imediat, în speranța că el va oferi termeni mai buni decât britanicii și francezii. Wilson a cerut monarhie constituțională și control parlamentar asupra armatei germane.
În nordul Germaniei, la sfârșitul lui octombrie 1918 a izbucnit Revoluția Germană din 1918–1919. Unități ale Marinei Germane au refuzat să ridice ancora pentru o ultimă operațiune pe scară largă dintr-un război pe care îl considerau deja pierdut, ceea ce a declanșat revolta. Răscoala marinarilor⁠(d), care a urmat în porturile militare Wilhelmshaven și Kiel, s-a împrăștiat în toată țara și în câteva zile a condus la proclamarea republicii⁠(d) la 9 noiembrie 1918, la scurt timp după abdicarea kaiserului Wilhelm al II-lea⁠(d), și capitularea Germaniei.

## Urmări
În urma războiului, au dispărut patru imperii: cel German, cel Austro-Ungar, cel Otoman și cel Rus. Numeroase state naționale și-au redobândit independența, iar altele au apărut pentru prima dată. Patru dinastii au căzut ca urmare a războiului: Romanovii, Hohenzollernii, Habsburgii, și Otomanii⁠(d). Belgia și Serbia au avut mult de suferit, și la fel și Franța, care a pierdut 1,4 milioane de soldați morți, fără a-i mai număra pe cei rămași infirmi. Germania și Rusia au fost și ele la fel de grav afectate.

### Sfârșitul oficial al războiului

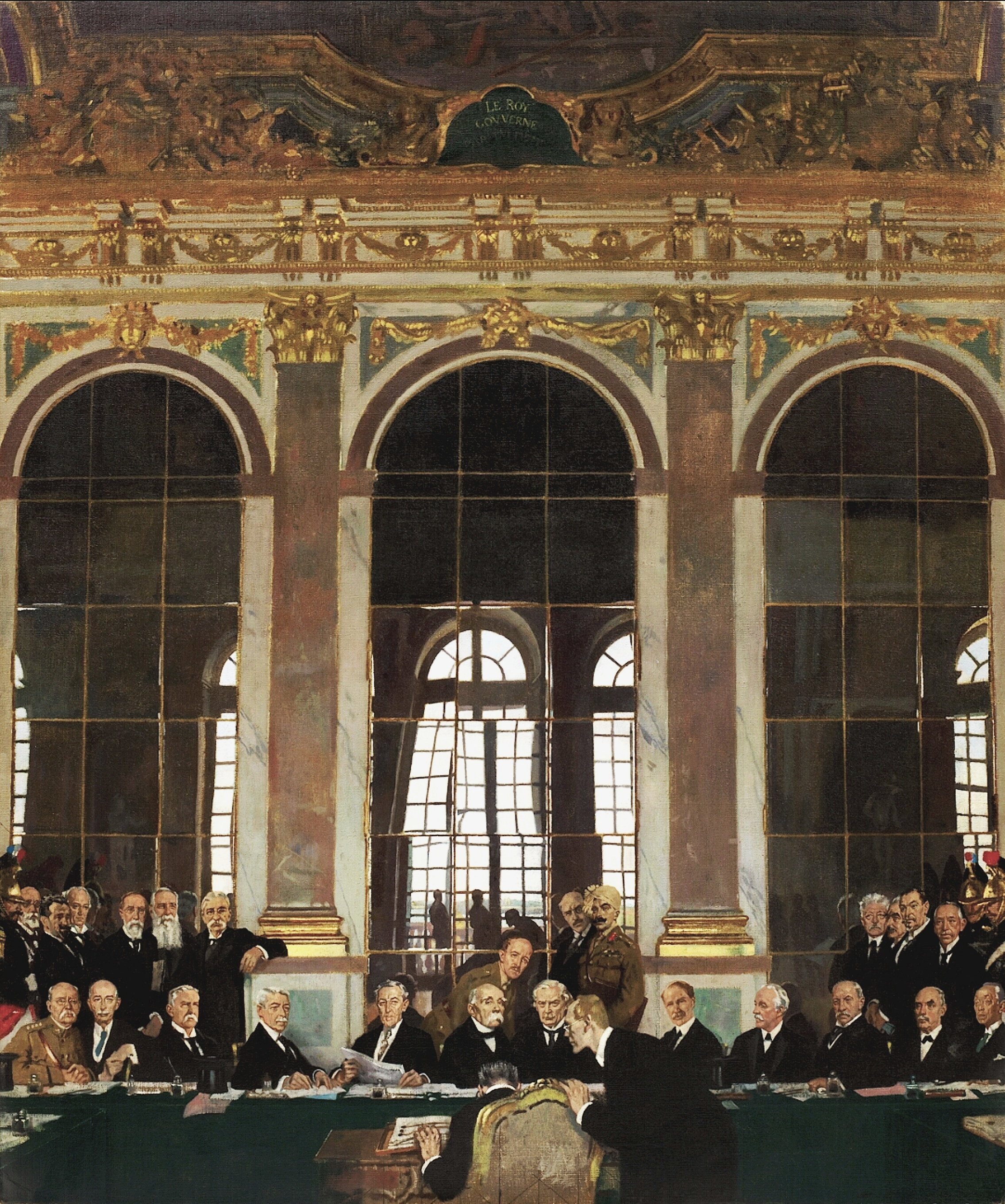
Semnarea tratatului de la Versailles în Sala Oglinzilor, Versailles,, de către Sir

Starea de război între cele două tabere a mai persistat încă șapte luni, până la semnarea tratatului de la Versailles cu Germania la 28 iunie 1919. Senatul Statelor Unite nu a ratificat tratatul, deși publicul îl sprijinea, și nu și-a încheiat oficial implicarea în război până la semnarea Rezoluției Knox–Porter⁠(d) la 2 iulie 1921 de către președintele Warren G. Harding. În ce privește Imperiul Britanic, starea de război a încetat conform stipulărilor Legii de Terminare a Actualului Război din 1918⁠(d) după cum urmează:
- cu Germania la 10 ianuarie 1920.
- cu Austria la 16 iulie 1920.
- cu Bulgaria la 9 august 1920.
- cu Ungaria la 26 iulie 1921.
- cu Turcia la 6 august 1924.

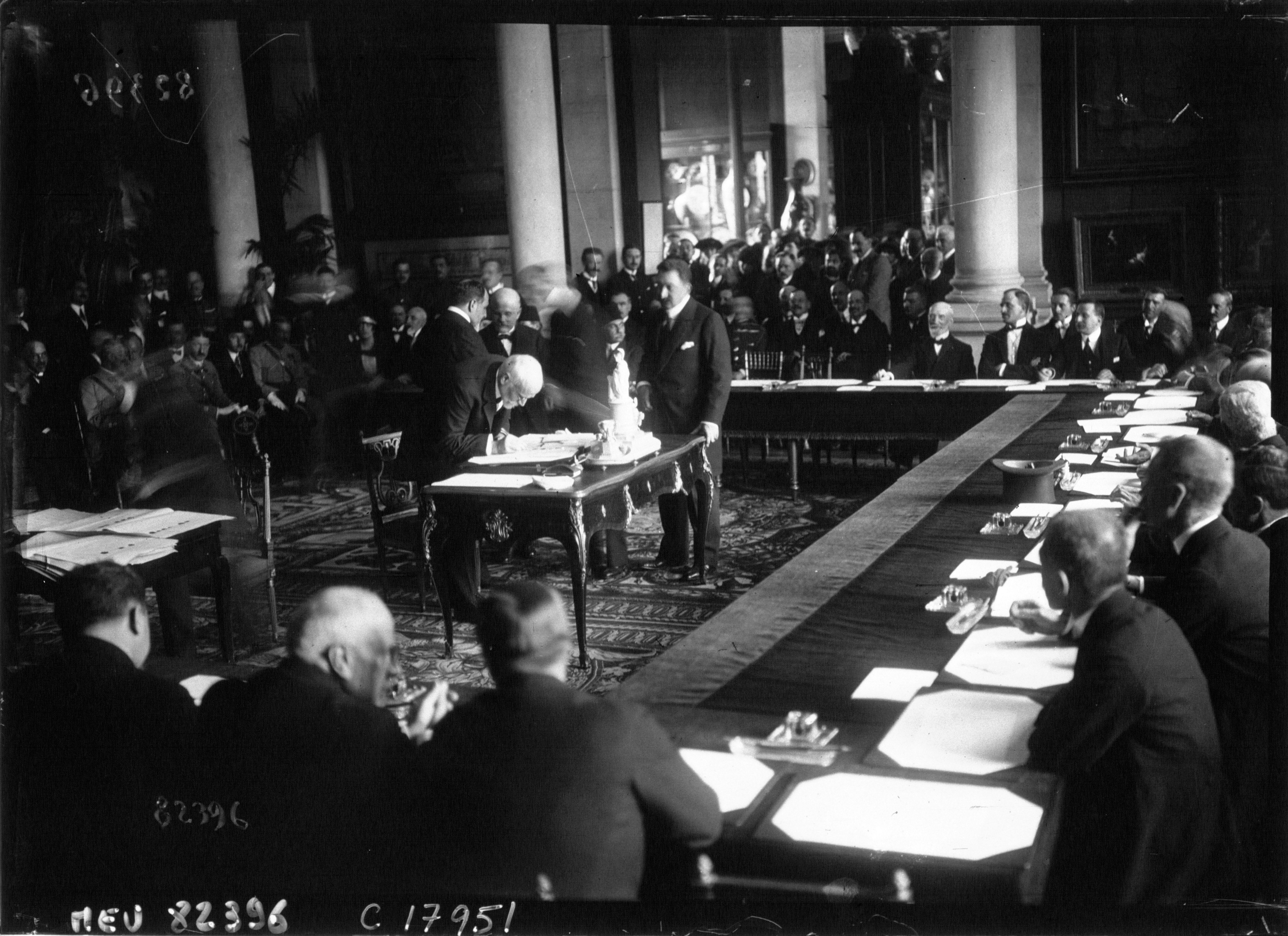
Prim-ministrul grec Eleftherios Venizelos semnează tratatul de la Sèvres

Cele mai multe comemorări consideră finalul războiului a fi odată cu armistițiul din 11 noiembrie 1918. Alte memoriale de război datează finalul lui în 1919, odată cu semnarea tratatelor de pace, și întoarcerea soldaților acasă, iar altele iau în calcul conflictele ulterioare pe scară mai mică, care au continuat Primul Război Mondial, a fi parte din conflict, sau cel puțin din implicarea țărilor respective în el.

### Tratatele de pace și granițele naționale

Hartă a de după Primul Război Mondial (1923)

După război, atenția academică s-a îndreptat asupra cauzelor lui și asupra elementelor care ar putea să facă pacea să înflorească. În parte, acestea au condus la instituționalizarea păcii și studiului conflictelor, securității și relațiilor internaționale în general. Conferința de Pace de la Paris a impus o serie de tratate de pace Puterilor Centrale punând capăt oficial războiului. Tratatul de la Versailles din 1919 încheia conflictul cu Germania și, bazându-se pe al 14-lea punct al lui Wilson, înființa Liga Națiunilor la 28 iunie 1919.

Puterile Centrale a trebuit să-și recunoască responsabilitatea pentru „toate pierderile și daunele la care au fost supuși Aliații și Guvernele Asociate și cetățenii lor ca urmare a războiului ce le-a fost impus prin” agresiunea lor. În tratatul de la Versailles, această afirmație se regăsește în Articolul 231⁠(d). Acest articol a devenit cunoscut drept „clauza vinovăției pentru război”, din pricina căreia majoritatea germanilor s-au simțit umiliți și au păstrat resentimente. În ansamblu, germanii simțeau că au primit un tratament nedrept din partea a ceea cei ei numeau „diktatul⁠(d) de la Versailles”. Istoricul german Hagen Schulze a afirmat că tratatul punea Germania „sub incidența sancțiunilor legale, o priva de forța militară, o ruina economic, și o umilea politic.” Istoricul belgian Laurence Van Ypersele subliniază rolul central jucat de memoria războiului și de tratatul de la Versailles în politica germană în deceniile anilor 1920 și 1930:
Negarea activă a vinovăției pentru război în Germania și resentimentul germanilor față de despăgubiri dar și față de continuarea ocupației aliate a Renaniei au făcut să fie problematică revizuirea înțelesului și memoriei războiului. Legenda „cuțitului în spate” și dorința de a revizui «diktatul de la Versailles», și credința într-un tratat internațional al cărui scop este eliminarea națiunii germane au persistat în inima vieții politice germane. Chiar un pacifist ca [Gustav] Stresemann respingea public vinovăția Germaniei. În ce-i privește pe naziști, ei fluturau drapelul trădării interne și conspirației internaționale într-o încercare de a galvaniza națiunea germană într-un spirit de răzbunare. Ca Italia Fascistă, Germania Nazistă a încercat să deturneze memoria războiului în beneficiul propriilor politici.
Între timp, noile națiuni eliberate de sub dominație germană considerau tratatul a fi o recunoaștere a relelor de care suferiseră națiunile mici din partea vecinilor agresivi și puternici.

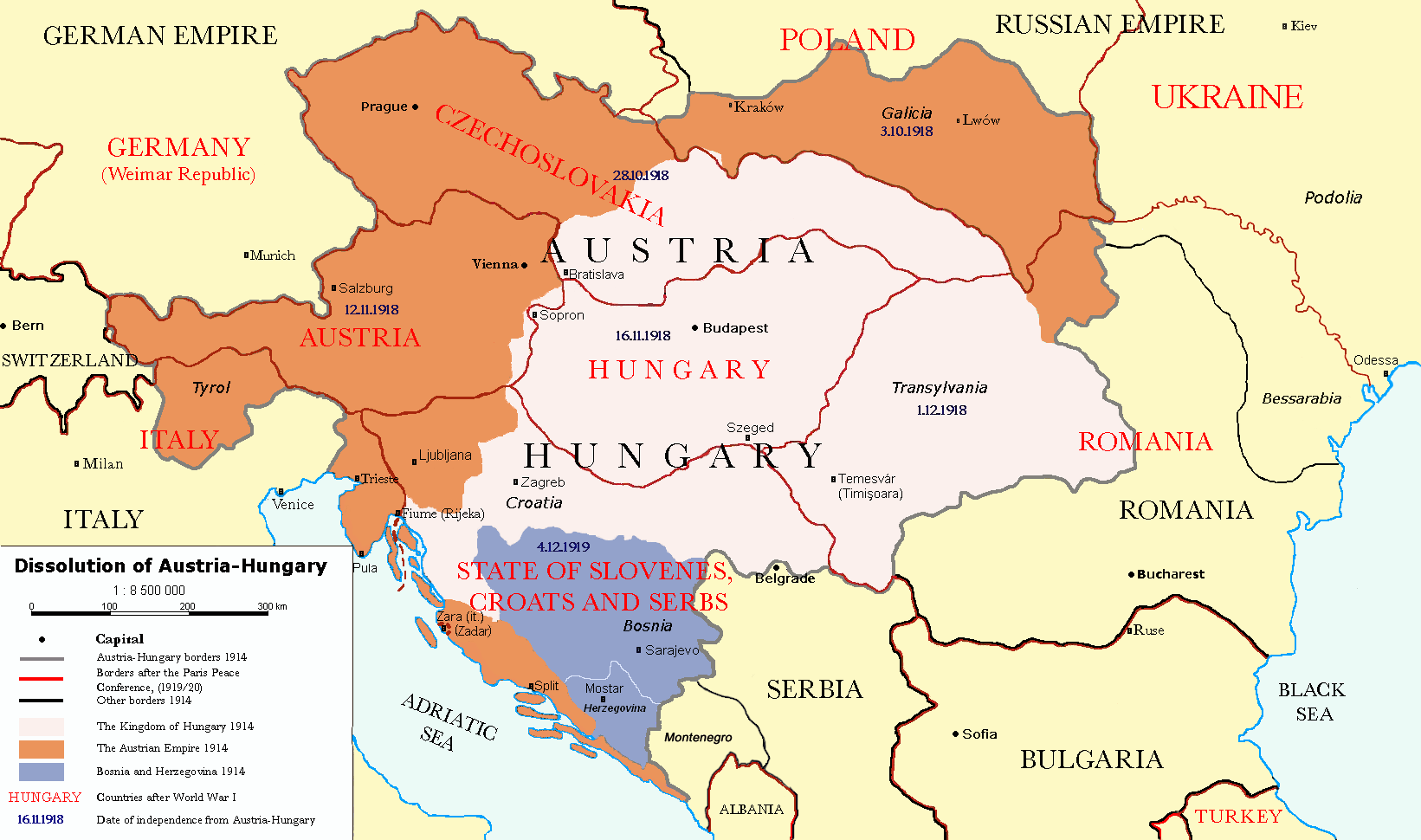
după război

Austro-Ungaria a fost împărțită între mai multe state succesoare, în cea mai mare parte (dar nu perfect) de-a lungul liniilor etnice. În afară de Austria și Ungaria, Cehoslovacia, Italia, Polonia, România și Iugoslavia au primit teritorii de la Dubla Monarhie. Detaliile tehnice exacte au fost stabilite în tratatele de la Saint-Germain-en-Laye și Trianon. Ca rezultat, Ungaria a pierdut 64% din populația ei totală, scăzând de la 20,9 milioane la 7,6 milioane, și pierzând 31% (3,3 din 10,7 milioane) de etnici maghiari. Conform recensământului din 1910, vorbitorii limbii maghiare reprezentau doar aproximativ 54% din populația Regatului Ungariei, în care erau prezente numeroase minorități etnice, care însă erau majoritare fiecare în regiunile lor: 16,1% români, 10,5% slovaci, 10,4% germani, 2,5% ruteni⁠(d), 2.5% sârbi și 8% alții. Între 1920 și 1924, 354.000 de maghiari au plecat din fostele teritorii maghiare care au fost atașate la România, Cehoslovacia, și Iugoslavia.
Imperiul Rus, retras din război în 1917 după Revoluția din Octombrie, și-a pierdut cea mai mare parte a frontierei vestice, unde au apărut statele naționale Estonia, Finlanda, Letonia, Lituania, și Polonia. România a preluat controlul asupra Basarabiei în aprilie 1918.

### Identități naționale
După 123 de ani, Polonia reapărea ca stat independent. Regatul Serbiei și dinastia lui, ca „mică națiune a Antantei” și țara cu cele mai multe pierderi pe cap de locuitor, a devenit coloana vertebrală a unui nou stat multinațional, Regatul Sârbilor, Croaților și Slovenilor, care avea mai târziu să devină Iugoslavia. Cehoslovacia, care combina Regatul Boemiei cu părțile nordice ale Regatului Ungariei, a devenit o nouă țară. România și-a unit toți vorbitorii de română într-un singur stat, România Mare.
În Australia și Noua Zeelandă, bătălia de la Gallipoli a devenit cunoscută ca „botezul de foc” al acestor națiuni. A fost primul război major în care au luptat țările recent înființate, și a fost una din primele ocazii cu care soldații australieni au luptat ca australieni, nu doar ca supuși ai Coroanei Britanice⁠(d), și astfel au prins rădăcini identitățile lor naționale. Ziua Anzac⁠(d), care comemorează Corpul de Armată Australian și Neo-Zeelandez (ANZAC), celebrează acest moment definitoriu.
După Primul Război Mondial, Grecia a luptat împotriva naționaliștilor turci în frunte cu Mustafa Kemal, într-un război care s-a soldat în cele din urmă cu un masiv schimb de populație între cele două țări în virtutea tratatului de la Lausanne. Conform diferitelor surse, câteva sute de mii de greci au murit în această perioadă, care a fost pusă în legătură cu genocidul grecilor.

## Victimele

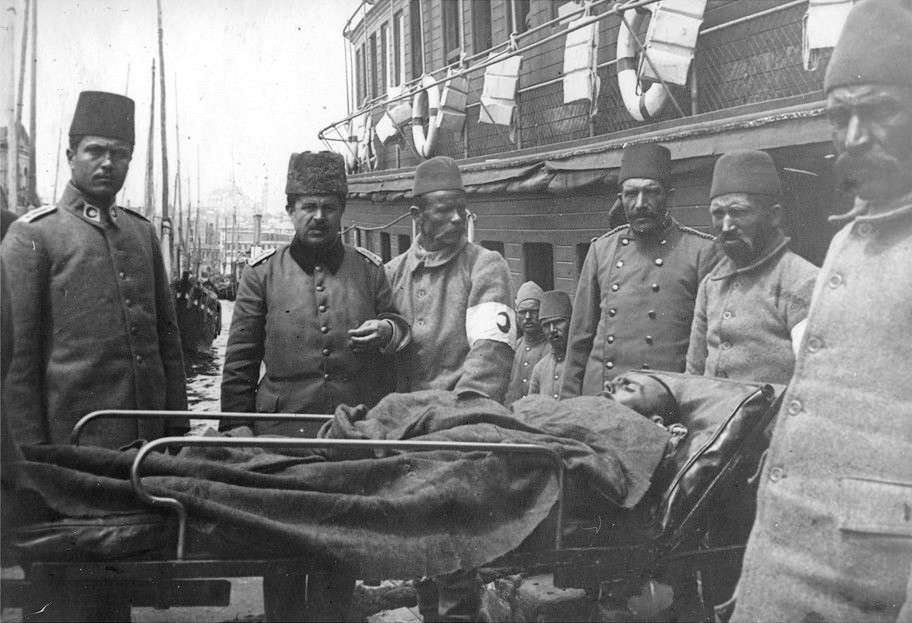
Transportul răniților otomani la

Din cei 60 de milioane de militari europeni mobilizați între 1914 și 1918, au fost uciși circa 8 milioane⁠(d), 7 milioane au rămas cu handicap permanent, și 15 milioane au fost grav răniți. Germania și-a pierdut 15,1% din populația masculină activă, Austro-Ungaria 17,1%, iar Franța 10,5%. Franța a mobilizat 7,8 milioane de oameni, din care 1,4 milioane au murit și 3,2 milioane au fost răniți. Aproximativ 15.000 au suferit răni faciale care i-au desfigurat, cauzându-le stigmatizare socială și marginalizare; ei au fost numiți Gueules cassées⁠(d). În Germania, în rândul civililor s-au înregistrat cu 474.000 mai multe decese ca pe timp de pace, în mare parte din cauza lipsei de hrană și malnutriției care a slăbit rezistența la boli. Aceste decese în exces sunt estimate la 271.000 în 1918, plus alte 71.000 în prima jumătate a lui 1919 când blocada era încă în funcțiune. Foametea a omorât aproximativ 100.000 de oameni în Liban.

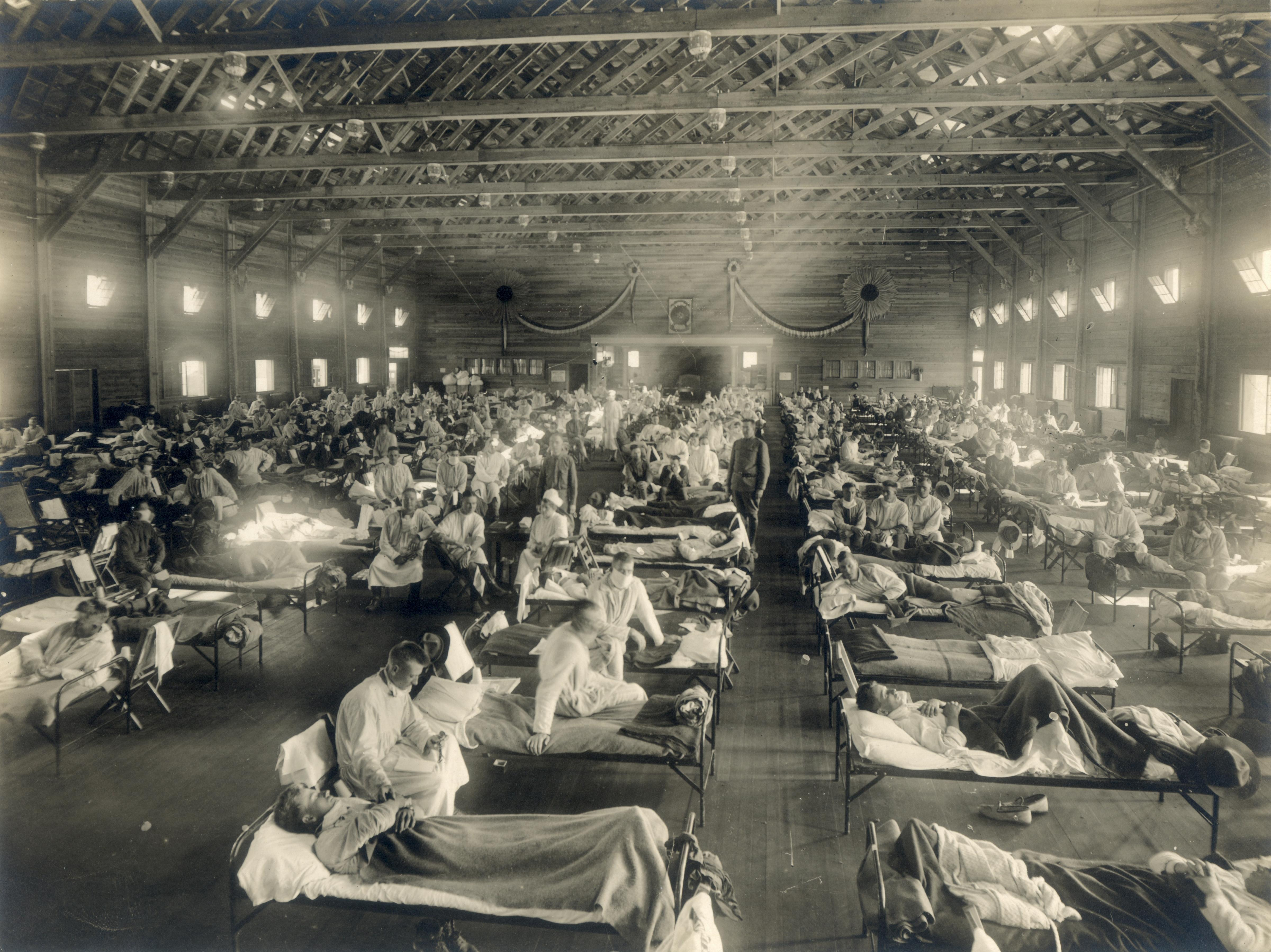
Spital militar de urgență în timpul pandemiei de gripă spaniolă la, Kansas, 1918

În condițiile haotice de război, bolile au înflorit. Doar în 1914,  tifosul epidemic purtat de păduchi a omorât 200.000 de oameni în Serbia. De la începutul lui 1918, o epidemie majoră de gripă, numită gripa spaniolă, s-a răspândit în toată lumea, accelerată de mișcarea unui număr mare de soldați, adesea înghesuiți împreună în tabere militare și pe nave de transport cu facilități sanitare deficitare. Gripa spaniolă a omorât între 17 milioane și 25 de milioane de oameni, inclusiv circa 2,64 milioane de europeni și 675.000 de americani. Între 1915 și 1926, o epidemie de encefalită letargică s-a răspândit în toată lumea, afectând aproape cinci milioane de oameni.
Au murit 8 milioane de animale de povară, între care cai, măgari și catâri, dintre care trei sferturi din cauza condițiilor extreme în care au muncit.

### Crime de război

#### Armele chimice în război

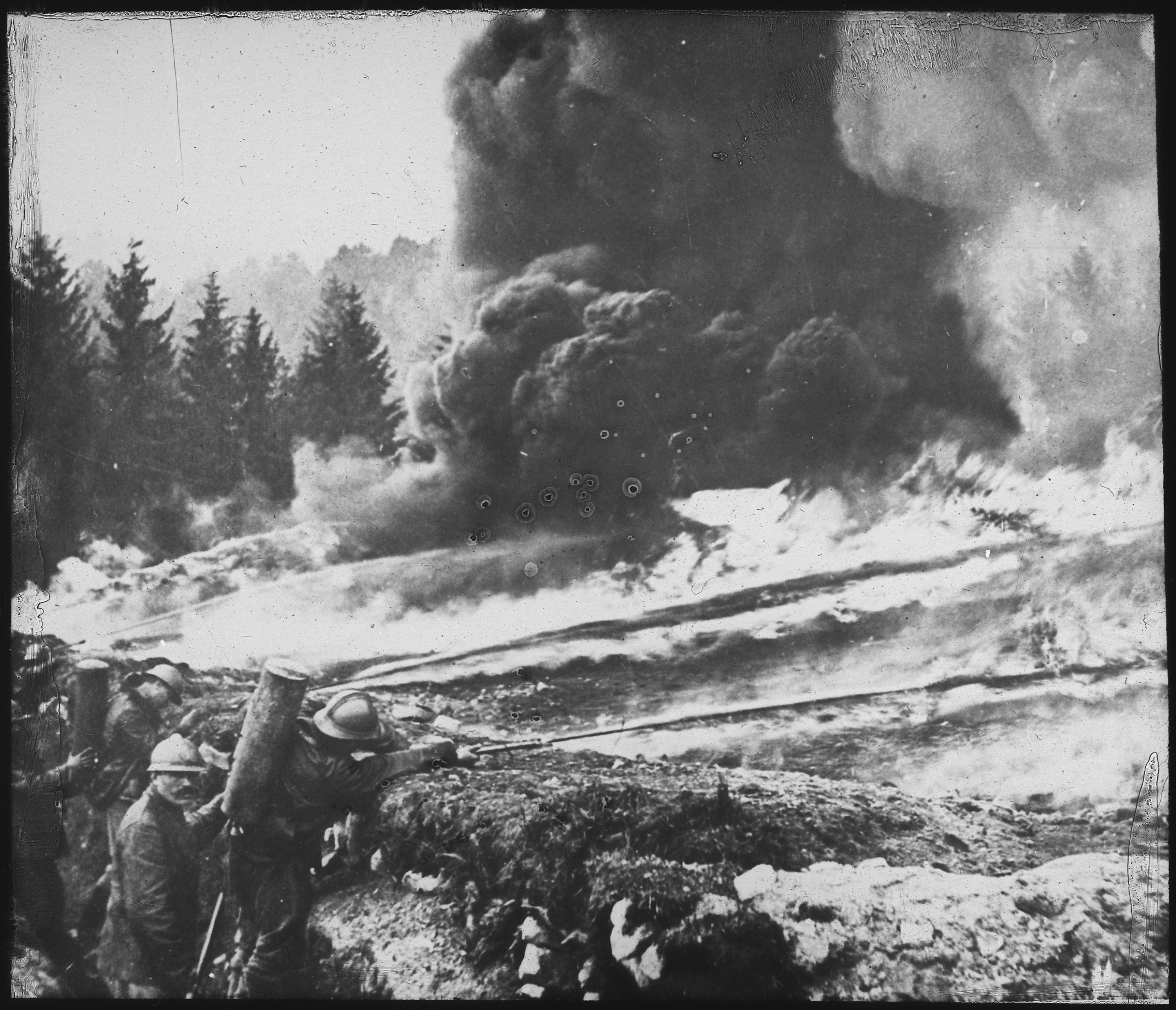
Soldați francezi lansând un atac cu gaze și foc împotriva tranșeelor germane în Flandra

Armata germană a fost prima care a desfășurat cu succes arme chimice în a doua bătălie de la Ypres (22 aprilie – 25 mai 1915), după ce oamenii de știință germani ce lucrau sub îndrumarea lui Fritz Haber la Institutul Kaiser Wilhelm au dezvoltat o metodă de a folosi clorul ca armă. Utilizarea armelor chimice fusese aprobată de Înaltul Comandament German pentru a obliga soldații aliați să iasă din tranșee, completând, nu doar înlocuind, armele convenționale mai letale. Cu timpul, toți marii beligeranți au folosit arme chimice, producând circa 1,3 milioane de victime, dintre care 90.000 au murit. De exemplu, se estimează 186.000 de britanici afectați de armele chimice în timpul războiului (dintre care 80% ca urmare a expunerii la iperitei vezicante⁠(d), introdusă pe câmpurile de luptă de germani în iulie 1917), și până la o treime din victimele americane au fost afectate de ele. Armata Rusă a pierdut circa 500.000 de persoane din cauza armelor chimice în Primul Război Mondial. Utilizarea armelor chimice în război a fost o încălcare directă a  Declarației de la Haga din 1899 privind gazele asfixiante și a Convenției de la Haga din 1907 privind războiul pe uscat, care interzicea utilizarea lor.

#### Genocidele comise de Imperiul Otoman

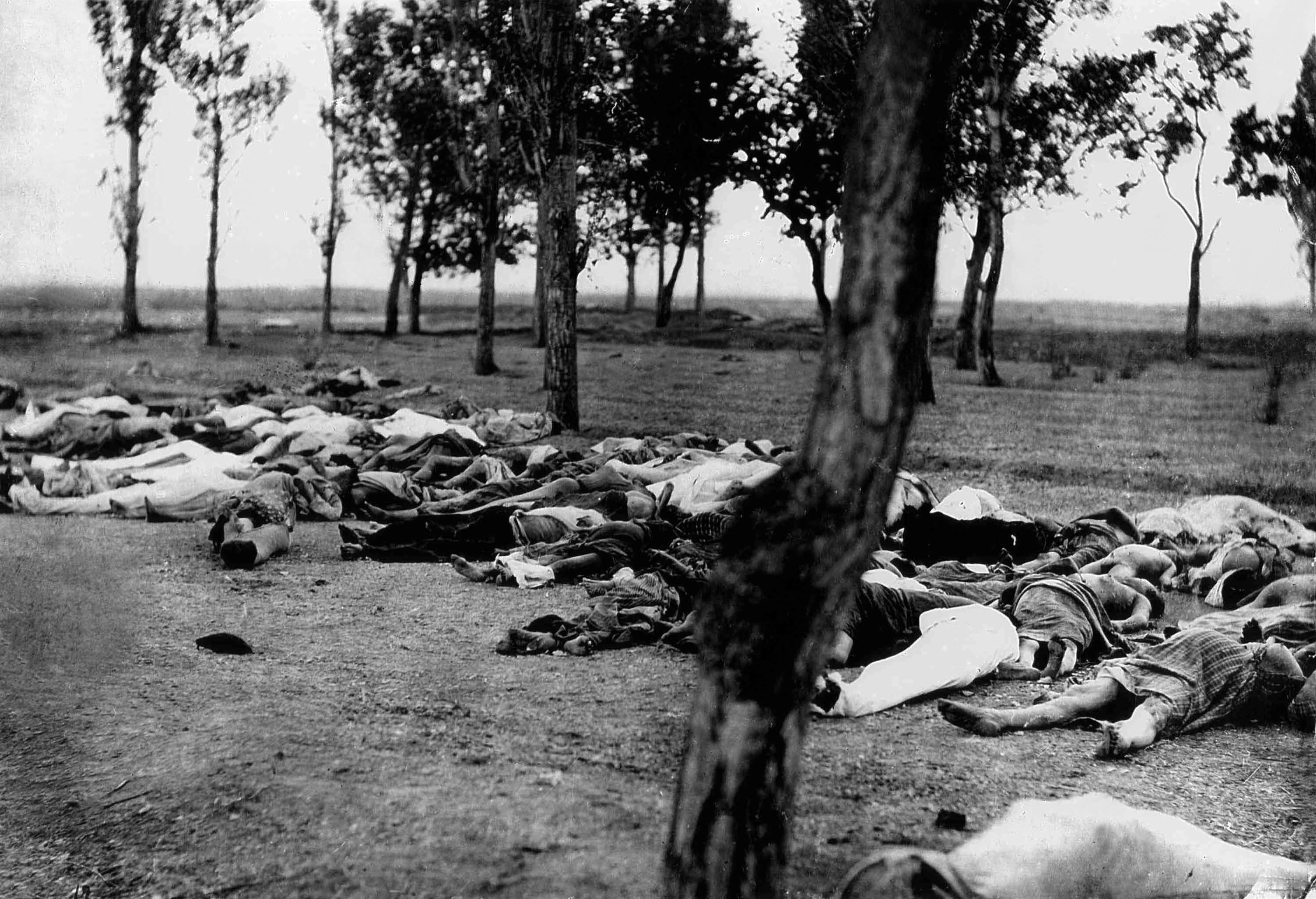
Armeni omorâți în timpul Genocidului Armean. Fotografie din Ambassador Morgenthau's Story, scrisă de Henry Morgenthau Sr. și publicată în 1918.

Purificarea etnică a populației armene din Imperiul Otoman, inclusiv execuții și deportări în masă, în ultimii ani de existență a Imperiului Otoman este considerată genocid. Otomanii au efectuat masacre organizate și sistematice împotriva populației armenești la începutul războiului și au manipulat faptele de rezistență ale armenilor, prezentându-le ca rebeliuni prin care să justifice alte exterminări. La începutul lui 1915, mai mulți armeni s-au oferit voluntari să se alăture forțelor ruse, iar guvernul otoman s-a folosit de acest pretext pentru a emite Legea Tehcir⁠(d) (Legea de Deportare), care autoriza deportarea armenilor din provinciile estice ale Imperiului în Siria între 1915 și 1918. Armenii au fost puși să meargă până mor⁠(d) și mulți au fost atacați de bandiți otomani. Numărul exact de morți nu este cunoscut, dar Asociația Internațională a Cercetătorilor Genocidelor⁠(d) estimează 1,5 milioane. Guvernul Turciei continuă să nege genocidul și astăzi, susținând că cei care au murit au fost victime ale luptelor interetnice, foametei sau bolilor din timpul Primului Război Mondial; aceste afirmații sunt respinse de cei mai mulți istorici.
Imperiul Otoman a atacat în acea perioadă într-o manieră similară și alte grupuri etnice, inclusiv asirienii și grecii, unii specialiști considerând aceste evenimente parte a aceleiași politici de exterminare. Cel puțin 250.000 de asirieni creștini, circa jumătate din populație, și 350.000–750.000 de greci anatolieni⁠(d) și pontici au fost omorâți între 1915 1922.

### Prizonierii de război

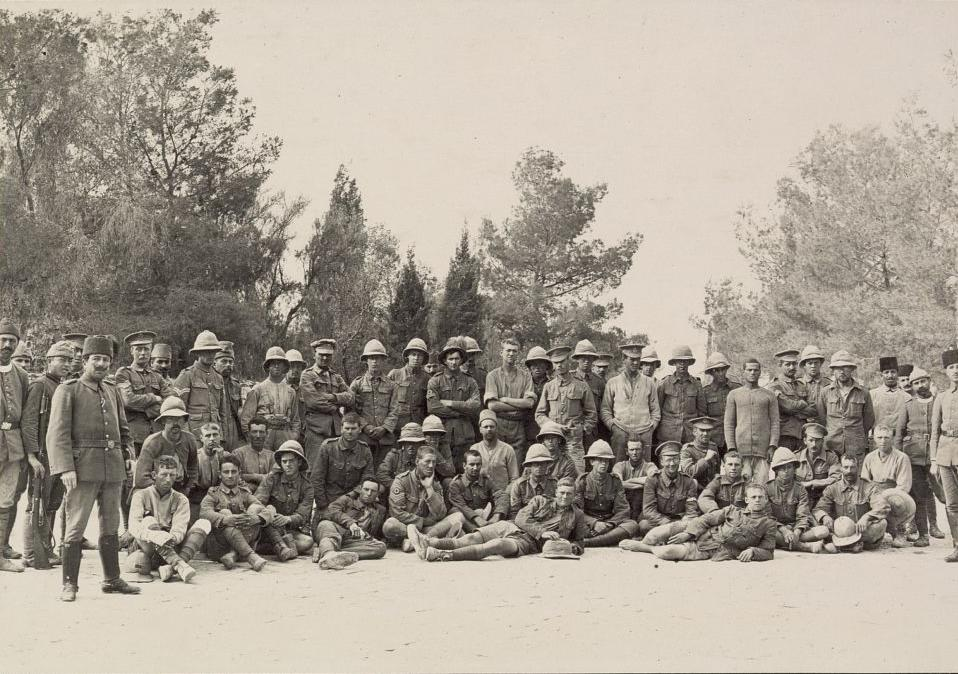
Prizonieri britanici păziți de forțele otomane după din 1917

Circa opt milioane e soldați s-au predat inamicului și au fost ținuți în lagăre de prizonieri pe parcursul războiului. Toate țările participante se angajaseră să respecte Convențiile de la Haga privind tratamentul corect al prizonierilor de război, iar rata de supraviețuire a prizonierilor de război era de obicei mult mai mare decât a combatanților de pe front.
25–31% din pierderile rușilor (ca proporție din totalul celor capturați, răniți sau morți) au constituit-o prizonierii; pentru Austro-Ungaria 32%; pentru Italia 26%; pentru Franța 12%; pentru Germania 9%; pentru Regatul Unit 7%. Prizonierii din armatele aliate au totalizat circa 1,4 milioane de oameni (excluzând Rusia, care singură a pierdut 2,5–3,5 milioane de soldați ca prizonieri). De la Puterile Centrale, circa 3,3 milioane de soldați au devenit prizonieri; cei mai mulți s-au predat rușilor.

## Experiențele soldaților
Personalul militar al Antantei s-a ridicat la circa 42.928.000 de oameni, iar al Puterilor Centrale la 25.248.000. Soldații britanici din război au fost la început voluntari, dar din ce în ce mai mult s-a practicat serviciul militar obligatoriu. Veteranii supraviețuitori, întorși acasă, au constatat adesea că nu puteau discuta experiențele de război decât între ei, și au format „asociații de veterani” sau „Legiuni”. Câteva relatări personale ale veteranilor americani au fost colecționate de Proiectul Istoria Veteranilor⁠(d) al Bibliotecii Congresului SUA.

### Serviciul militar

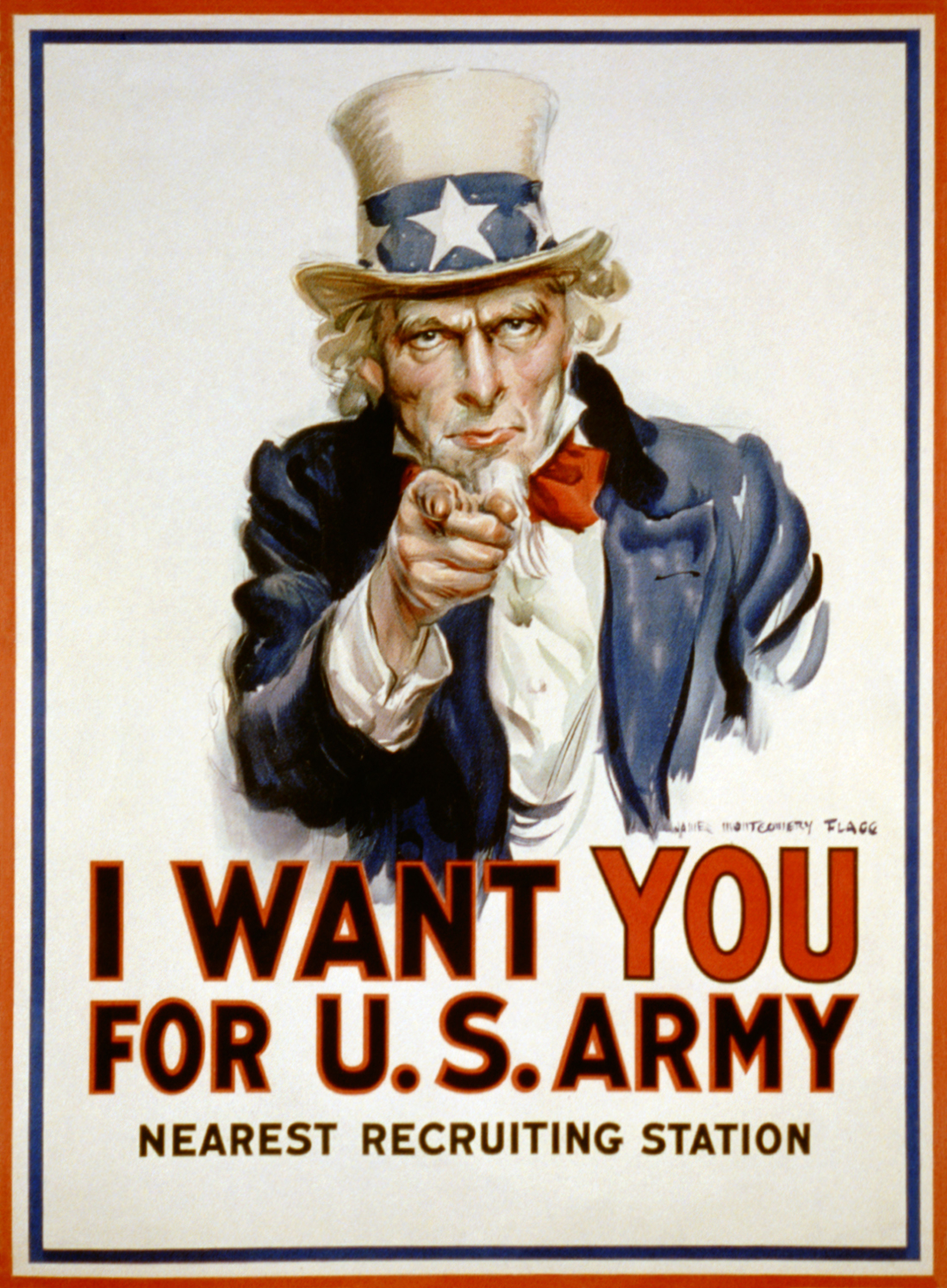
Afiș de recrutare al Armatei SUA cu Unchiul Sam

Serviciul militar obligatoriu era ceva comun în majoritatea țărilor europene. El era însă ceva controversat în țările anglofone și era deosebit de nepopular în rândul minorităților etnice—în special al irlandezilor catolici, în Australia, și în rândul francezilor catolici din Canada.
În Statele Unite, serviciul obligatoriu a început în 1917 și a fost în general bine primit, cu doar câteva evenimente de opoziție în zonele rurale izolate. Administrația a hotărât să se bazeze în principal pe serviciul obligatoriu în locul celui voluntar pentru a crește forța, după ce doar 73.000 de persoane se oferiseră din ținta inițială de 1 milion fixată pentru primele șase săptămâni de război.

### Atașații militari și corespondenții de război
Au urmărit îndeaproape cursul războiului observatori militari și civili din fiecare mare putere. Relatările în presă despre război au fost afectate de restricțiile asupra mișcării observatorilor necombatanți⁠(d) și de cenzura strictă. Evenimentele care susțineau poziția uneia dintre taberele din conflict sunt înțelese care factori instrumentali în conflictul modern, iar publicarea informațiilor despre aceste evenimente a fost unul din marile obiective ale părților în conflict și o importantă activitate a jurnaliștilor.

## Efecte economice
Războiul a avut ample consecințe macro- și microeconomice. Familiile au fost bulversate de plecarea multor bărbați. Prin moartea sau absența principalului aducător de venituri, femeile a trebuit să intre în forța de muncă într-un număr fără precedent. În același timp, industria a avut nevoie să înlocuiască angajații pierduți prin trimiterea lor la război. Aceasta a ajutat lupta pentru obținerea dreptului la vot pentru femei.

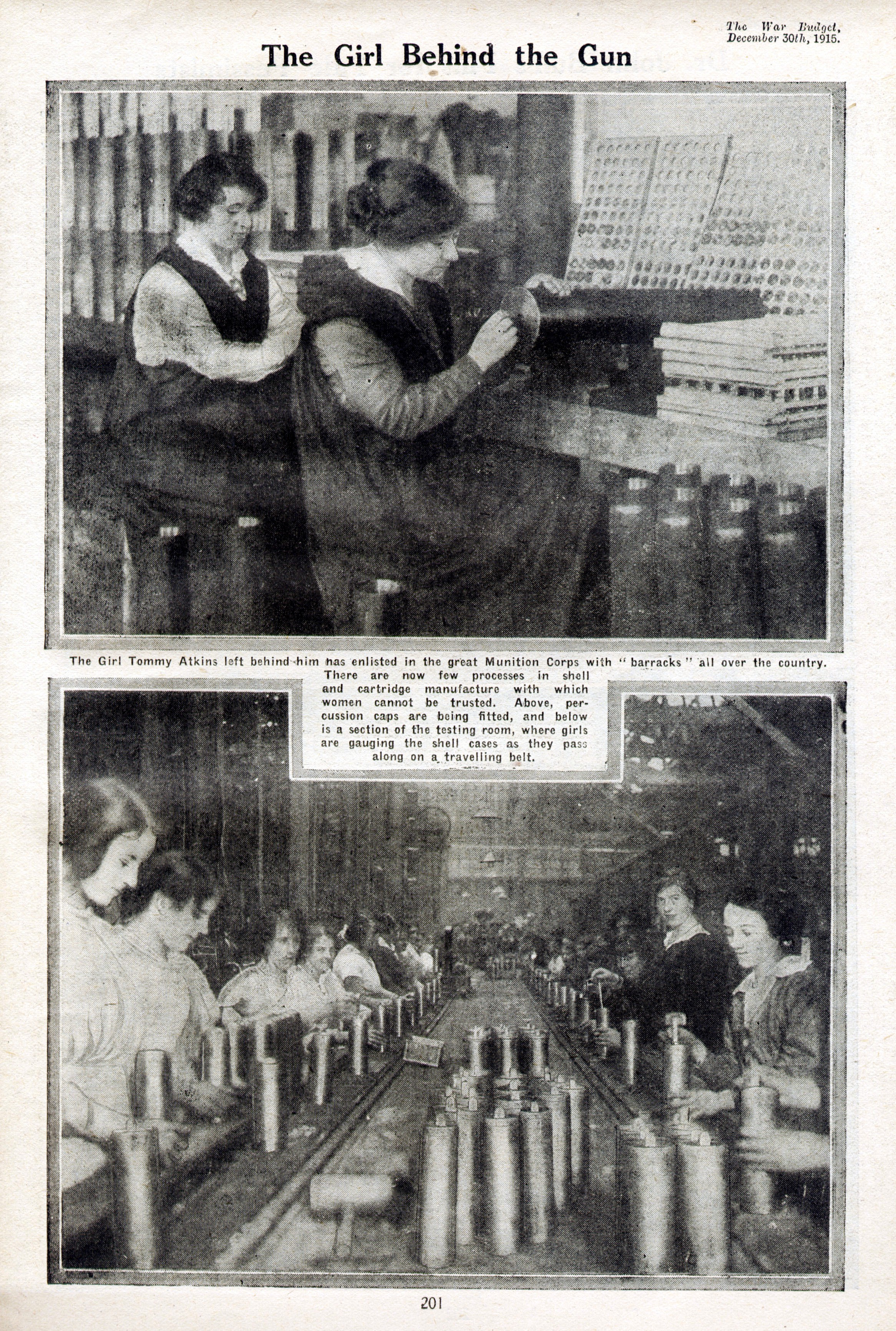
Afiș cu femei muncitoare, 1915

În toate țările, ponderea în PIB a guvernului a crescut, depășind 50% atât în Germania cât și în Franța și apropiindu-se de acel nivel în Regatul Unit. Pentru a plăti achizițiile făcute din Statele Unite, Regatul Unit și-a încasat amplele investiții în căile ferate americane și apoi a început să se împrumute masiv de pe Wall Street. Președintele Wilson era pe punctul de a opri creditarea spre sfârșitul lui 1916, dar a permis în cele din urmă o mare creștere a creditelor acordate de guvernul american țărilor Antantei. După 1919, SUA au cerut rambursarea acestor credite. Rambursările au fost finanțate parțial de despăgubirile de război plătite de Germania care, la rândul lor, au fost susținute prin credite americane acordate Germaniei. Acest sistem circular s-a prăbușit în 1931 și unele credite nu au mai fost niciodată rambursate. În 1934, Regatul Unit încă datora Statelor Unite 4,4 miliarde de dolari din timpul Primului Război Mondial; ultimele rate au fost rambursate în cele din urmă abia în 2015.
Regatul Unit s-a îndreptat spre coloniile sale pentru a obține ajutor constând în materiale esențiale pentru război, pentru care aprovizionarea din sursele tradiționale devenise dificilă. S-a făcut apel la geologi ca Albert Kitson⁠(d) să găsească noi resurse de minerale prețioase în coloniile africane. Kitson a descoperit importante noi zăcăminte de mangan, utilizat în producția de muniții, pe Coasta de Aur⁠(d).
Articolul 231 din tratatul de la Versailles (așa-numita clauză a „vinovăției pentru război”) afirma că Germania acceptă responsibilitatea pentru „toate pierderile și daunele la care au fost supuse Guvernele Aliate și Asociate și cetățenii lor drept consecință a războiului care le-a fost impus prin agresiunea Germaniei și aliaților ei.” Formularea a fost de așa natură încât a pus o bază legală pentru despăgubiri, și clauze similare au fost inserate în tratatele semnate cu Austria și cu Ungaria. Niciuna dintre ele nu a interpretat-o însă ca o recunoaștere a vinei pentru război. În 1921, suma totală a despăgubirilor a fost estimată la 132 miliarde mărci aur. Totuși experții Aliaților știau că Germania nu poate plăti această sumă. Suma totală a fost împărțită în trei categorii, a treia fiind gândită deliberat să fie himerică și având ca funcționalitate principală să inducă opiniei publice impresia că suma totală este menținută. Astfel, 50 de miliarde de mărci aur (12,5 miliarde de dolari) reprezentau evaluarea efectivă a Aliaților a capacității Germaniei de a plăti și prim urmare reprezentau suma totală a despăgubirilor pe care Germania trebuia să le plătească.
Despăgubirile puteau fi plătite în numerar sau în natură (cărbune, lemn, vopseluri chimice, etc.). În plus, o parte din teritoriul pierdut prin tratatul de la Versailles a fost evaluat ca parte a despăgubirilor ca și alte acțiuni, cum ar fi contribuția la repararea Bibliotecii de la Louvain. În 1929, a venit Marea Criză Economică, care a produs haos politic în toată lumea. În 1932 plata despăgubirilor a fost suspendată de comunitatea internațională, moment în care Germania plătise doar echivalentul a 20,598 miliarde de mărci aur. După venirea la putere a lui Adolf Hitler, toate creditele și obligațiunile care au fost luate și, respectiv, emise în anii 1920 și la începutul anilor 1930 au fost anulate. David Andelman⁠(d) consemnează că „refuzul de a plăti nu face ca acordul să devină nul și neavenit. Obligațiunile, acordul, încă există.” Astfel, după al Doilea Război Mondial, la Conferința de la Londra⁠(d) din 1953, Germania a acceptat să reia plățile creditelor asumate. La 3 octombrie 2010, Germania a efectuat ultima plată a acestor obligațiuni.
Prim-ministrul australian, Billy Hughes⁠(d), i-a scris prim-ministrului britanic, David Lloyd George: „ne-ați asigurat că nu puteți obține termeni mai buni. Regret foarte mult, și sper chiar și acum că s-ar putea găsi o modalitate nouă de a asigura acordul pentru a cere despăgubiri proporționale cu uriașele sacrificii făcute de Imperiul Britanic și Aliații lui.” Australia a primit 5.571.720 de lire în despăgubiri de război, dar costul direct al războiului pentru Australia fusese de 376.993.052 de lire și, până la jumătatea anilor 1930, cu adăugarea de pensii de repatriere, gratuități pentru veterani, dobânzi la credite etc. ajunseseră la 831.280.947 de lire. Din cei circa 416.000 de australieni care au participat la război, circa 60.000 au murit și alți 152.000 au fost răniți.
Războiul a contribuit la transformarea ceasului de mână⁠(d) dintr-un accesoriu de bijuterie pentru femei într-un obiect de zi cu zi, care a înlocuit ceasul de buzunar, care necesita o mână liberă pentru a fi citit. Ceasurile de tranșee⁠(d) erau proiectate pentru a fi folosite de militari ca ceasuri de buzunar, dar nu erau la fel de eficiente în condiții de luptă. Finanțarea militară a progreselor în domeniul radiocomunicațiilor au contribuit la popularitatea acestui mijloc de informare după război.

## Pro și contra războiului

### Susținerea

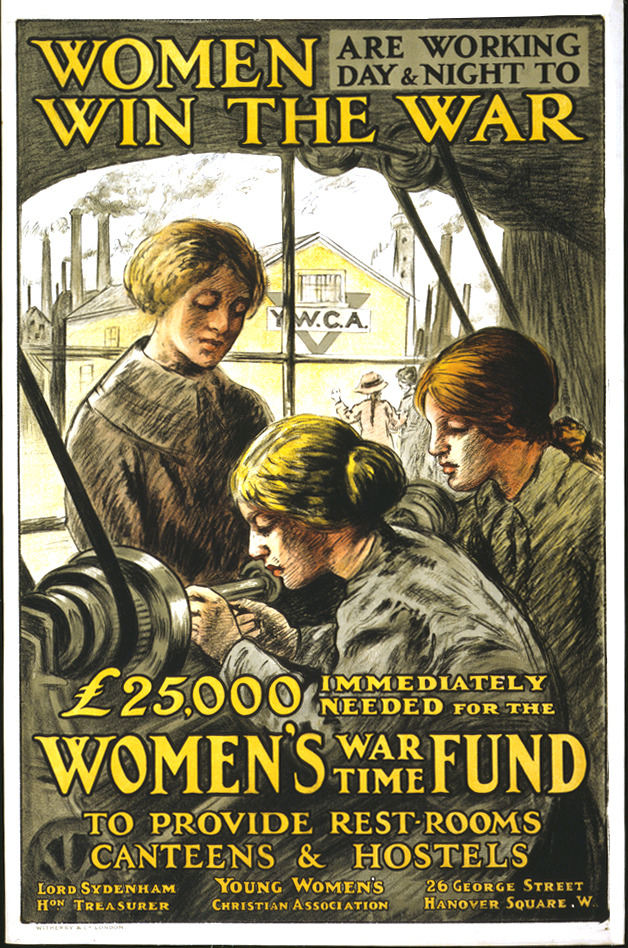
Afiș care cerea femeilor să se alăture efortului de război britanic, publicat de

În Balcani, naționaliștii iugoslavi⁠(d) în frunte cu Ante Trumbić⁠(d), au susținut cu tărie războiul, din dorința de a elibera  iugoslavii de Austro-Ungaria și de alte puteri străine, și de a crea o Iugoslavie independentă și unită. Comitetul Iugoslav⁠(d), condus de Trumbić, a fost înființat la Paris la 30 aprilie 1915 dar și-a mutat rapid sediul la Londra. În aprilie 1918, s-a întrunit la Roma Congresul Naționalităților Oprimate, care a inclus reprezentanți cehoslovaci⁠(d), italieni, polonezi, ardeleni și iugoslavi care au cerut Aliaților să susțină autodeterminarea națională pentru popoarele din Austro-Ungaria.
În Orientul Mijlociu, naționalismul arab s-a răspândit în teritoriile otomane ca răspuns față de naționalismul turc din timpul războiului, liderii naționaliști arabi cerând crearea uni stat panarab. În 1916, a izbucnit Revolta Arabă în teritoriile controlate de otomani din Orientul Mijlociu, cerând independența.
În Africa de Est, Iyasu V⁠(d) al Etiopiei susținea statul Derviș⁠(d) care era în război cu britanicii în Campania din Somaliland⁠(d). Von Syburg, trimisul german la Addis Ababa, a spus: „a venit clipa ca Etiopia să redobândească coasta de la Marea Roșie trimițându-i pe italieni acasă, să readucă Imperiul la străvechea sa întindere.” Imperiul Etiopian a fost pe punctul de a intra în Primul Război Mondial de partea Puterilor Centrale înainte ca Iyasu să fie răsturnat după bătălia de la Segale⁠(d) din cauza presiunii Antantei asupra aristocrației etiopiene. Iyasu a fost acuzat de convertire la Islam. Conform istoricului etiopian Bahru Zewde⁠(d), dovada folosită pentru a demonstra convertirea lui Iyasu a fost o fotografie falsificată furnizată de Aliați, înfățișându-l pe Iyasu purtând un turban. Unii istorici susțin că fotografia a fost falsificată de spionul britanic T. E. Lawrence.

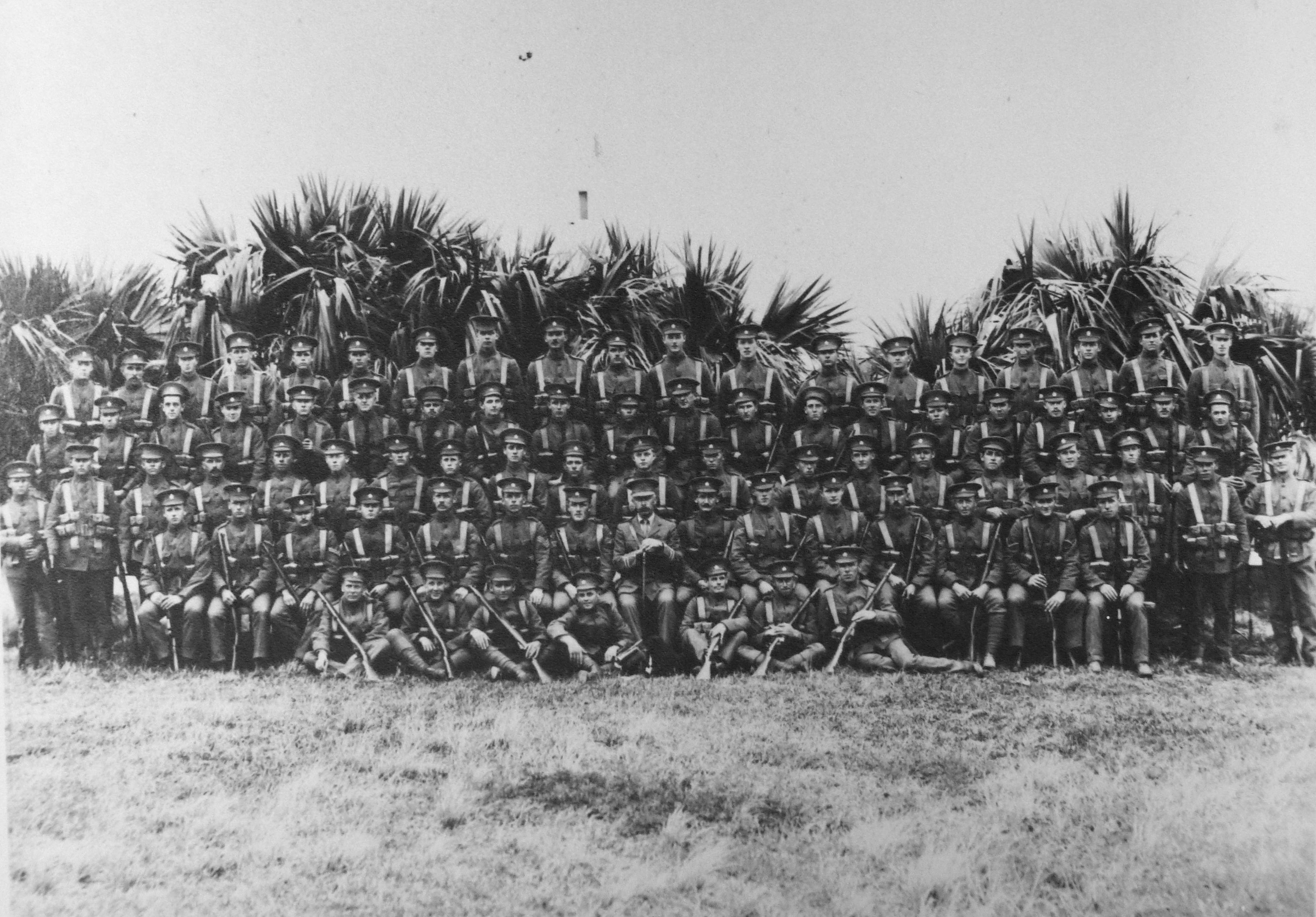
Primul contingent al, în iarna 1914–1915, înainte de a se alătura în Franța în iunie 1915. Cei doisprezece rămași după la, au fost comasați cu un al Doilea Contingent. Cele două contingente au pierdut 75% din efective.

Mai multe partide socialiste au susținut războiul la începutul lui în august 1914. Dar socialiștii europeni s-au divizat pe linii naționale, conceptul de luptă de clasă care era drag socialiștilor radicali, cum ar fi marxiștii și sindicaliștii fiind pentru ei subsumat sprijinului patriotic pentru război. Odată izbucnit războiul, socialiștii austrieci, britanici, francezi, germani și ruși urmând curentul naționalist în creștere, susținând intervenția țării lor în război.
Naționalismul italian⁠(d) a fost ațâțat de izbucnirea războiului și a fost la început puternic susținut de o varietate de facțiuni politice. Unul domtre cei mai de seamă susținători ai războiului dintre naționaliștii italieni a fost Gabriele D'Annunzio, care promova iredentismul italian⁠(d) și a contribuit mult la obținerea sprijinului publicului italian pentru intervenția în război. Partidul Liberal Italian⁠(d), condus de Paolo Boselli, a promovat intervenția în război de partea Aliaților și a folosit Societatea Dante Alighieri pentru a promova naționalismul italian. Socialiștii italieni au fost împărțiți între sprijinul și opoziția față de război; unii erau susținători militanți ai războiului, inclusiv Benito Mussolini și Leonida Bissolati⁠(d). Partidul Socialist Italian⁠(d) a hotărât în schimb să se opună războiului după uciderea unor protestatari antimilitariști, eveniment soldat cu o grevă generală⁠(d) denumită Săptămâna Roșie. Partidul Socialist Italian s-a epurat de naționaliștii pro-război, inclusiv Mussolini. Mussolini, sindicalist care susținea războiul în baza revendicărilor iredentiste față de regiunile italofone din Austro-Ungaria, a format gruparea pro-intervenționistă Il Popolo d'Italia și Fasci Rivoluzionario d'Azione Internazionalista („Fasciile⁠(d) Revoluționare de Acțiune Internațională”) în octombrie 1914, care s-au dezvoltat ulterior în Fasci Italiani di Combattimento în 1919, și au stat la originea fascismului. Naționalismul lui Mussolini i-a permis să strângă fonduri de la firma de armament Ansaldo⁠(d) și de la alte companii pentru a înființa Il Popolo d'Italia cu scopul de a convinge socialiști și revoluționari să susțină războiul.

#### Fondurile patriotice
De ambele părți, au existat campanii pe scară largă de strângere de fonduri în beneficiul soldaților, dependenților lor și celor răniți. În Germania, un astfel de exemplu a fost organizația Nagelmänner⁠(d) („Oamenii Cuielor”). În Imperiul Britanic, s-au strâns mai multe fonduri patriotice, inclusiv Royal Patriotic Fund Corporation⁠(d), Canadian Patriotic Fund⁠(d), Queensland Patriotic Fund⁠(d). În Noua Zeelandă, în 1919 existau 983 de astfel de mici fonduri New Zealand. La începutul următorului război mondial, fondurile neozeelandeze au fost reformate, după ce au fost criticate pentru că se suprapuneau, iroseau banii și erau expuse abuzurilor, dar în 2002 încă mai funcționau 11 dintre ele.

### Opoziția
În multe țări, cei care vorbeau împotriva războiului erau încarcerați. Printre aceștia, s-au numărat Eugene Debs⁠(d) în Statele Unite și Bertrand Russell în Regatul Unit. În SUA, Legea Spionajului din 1917⁠(d) și Sedition Act din 1918⁠(d) au incriminat la nivel federal opoziția față de recrutarea militară sau declarațiile „necredincioase”. Publicațiile care criticau guvernul erau oprite din circulație de cenzorii poștali, și mulți oameni au fost condamnați la pedepse lungi pentru a afirma fapte clare, care erau considerate „nepatriotice”.

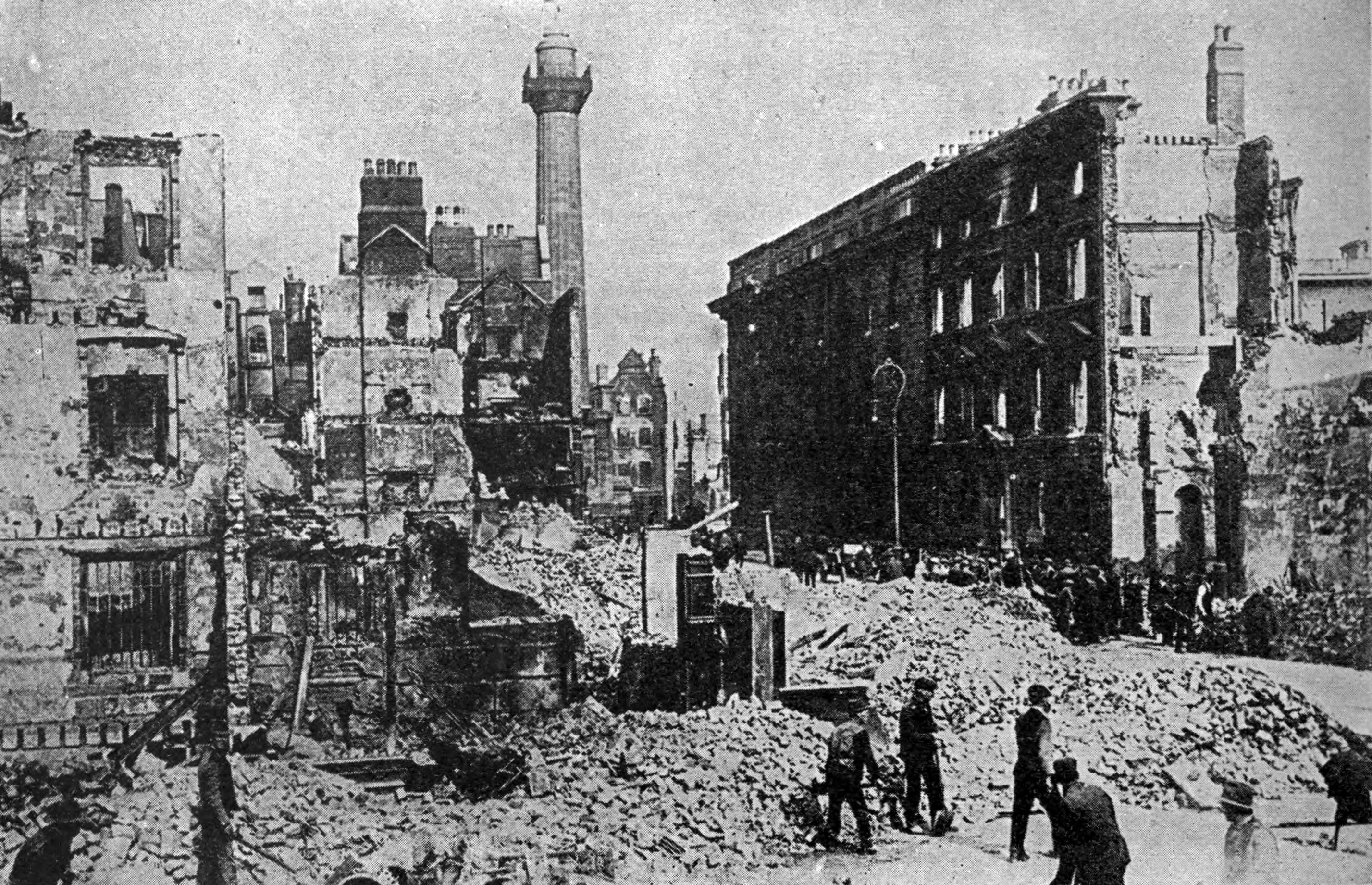
Strada Sackville (astăzi) după Răscoala de Paști din Dublin din 1916

Mai mulți naționaliști s-au opus intervenției, în special în statele față de care naționaliștii erau ostili. Deși vasta majoritate a irlandezilor au acceptat să participe la război în 1914 și 1915, o minoritate de naționaliști irlandezi⁠(d) s-au opus cu încăpățânare participării. Războiul a izbucnit în toiul Crizei Autonomiei care se acutizase din 1912, iar în iulie 1914 exista o posibilitate serioasă de izbucnire a unui război civil în Irlanda. Naționaliștii și marxiștii irlandezi au încercat să lupte pentru independența Irlandei, culminând cu Răscoala de Paști din 1916, context în care Germania a trimis 20.000 de puști în Irlanda pentru a stârni agitația din Regatul Unit. Guvernul britanic a pus Irlanda sub lege marțială ca răspuns la Răscoala de Paști, deși odată trecută amenințarea imediată a revoluției, autoritățile au încercat să facă concesii naționaliștilor. Opoziția față de implicarea în război a crescut însă în Irlanda, având ca rezultat Criza Recrutării din 1918⁠(d).
Opoziție a venit și din partea obiectorilor de conștiință—unii socialiști, unii religioși—care refuzaseră să lupte. În Regatul Unit, 16.000 de oameni au cerut să primească acest statut. Unii dintre ei, cel mai notabil fiind cunoscutul activist pacifist Stephen Hobhouse⁠(d), a refuzat și armata, dar și serviciul alternativ⁠(d). Mulți au suferit ani de închisoare, inclusiv încarcerați în izolare⁠(d) și cu regimuri pe bază de apă și pâine. Chiar și după război, în Regatul Unit, multe anunțuri de angajare erau marcate cu „obiectorii de conștiință să nu aplice”.
La 1–4 mai 1917, circa 100.000 de muncitori și soldați din Petrograd, și după ei, muncitorii și soldații din alte orașe rusești, în frunte cu bolșevicii, au demonstrat sub lozincile „Jos războiul!” și „toată puterea la Soviete!”. Demonstrațiile de masă au produs o criză a Guvernului Provizoriu Rus. La Milano, în mai 1917, revoluționari bolșevici au organizat și au participat la răzmerițe, cerând sfârșitul războiului, și au reușit să închidă fabrici și să oprească transportul public. Armata italiană a fost obligată să intre în Milano cu tancuri și mitraliere pentru a se opune bolșevicilor și anarhiștilor, care au luptat violent până la 23 mai când armata a câștigat controlul asupra orașului. Aproape 50 de persoane (inclusiv trei soldați italieni) au murit și alți 800 au fost arestați.

## Tehnologie

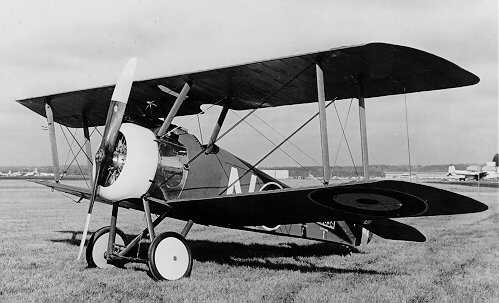
Sopwith Camel al Royal Air Force. În aprilie 1917, speranța de viață medie a unui pilot britanic pe Frontul de Vest era de 93 de ore de zbor.

Primul Război Mondial a început ca un amestec de tehnologie a secolului al XX-lea cu tactică militară de secolul al XIX-lea, combinație care a dus la un număr foarte mare de victime. La sfârșitul lui 1917, marile armate, acum în număr de ordinul milioanelor de oameni, se modernizaseră însă și începuseră să folosească telefonul, comunicațiile fără fir, mașinile blindate, tancurile (mai ales după apariția prototipului Little Willie⁠(d)), și aparatele de zbor.

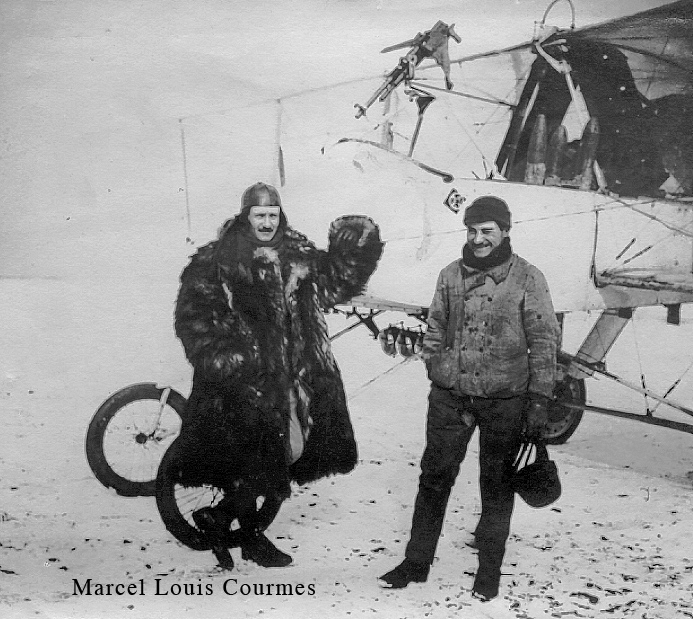
, pilot francez din Escadrila 2 Bombardment, Grupul GB 2, august 1915

Artileria a trecut și ea printr-o revoluție. În 1914, tunurile se puneau în linia din față și trăgeau direct în țintele lor. În 1917, tirul indirect⁠(d) cu tunurile (precum și cu mortierele și chiar mitralierele) era la ordinea zilei, folosind noile tehnici de identificare a țintelor și calcul al traiectoriei, anume observațiile aeriene și telefonul de câmp⁠(d).
Avioanele cu aripi fixe erau la început folosite pentru recunoaștere și atacuri la sol⁠(d). Pentru a doborî avioane inamice, s-au dezvoltat tunurile antiaeriene⁠(d) și avioanele de luptă. S-au construit bombardiere strategice, în principal de către germani și britanici, deși primii foloseau și zeppeline. Spre sfârșitul conflictului, s-au folosit pentru prima oară portavioane, HMS Furious lansând avioane Sopwith Camels într-un raid de distrugere a hangarelor de zeppeline de la Tønder în 1918.

## Diplomația

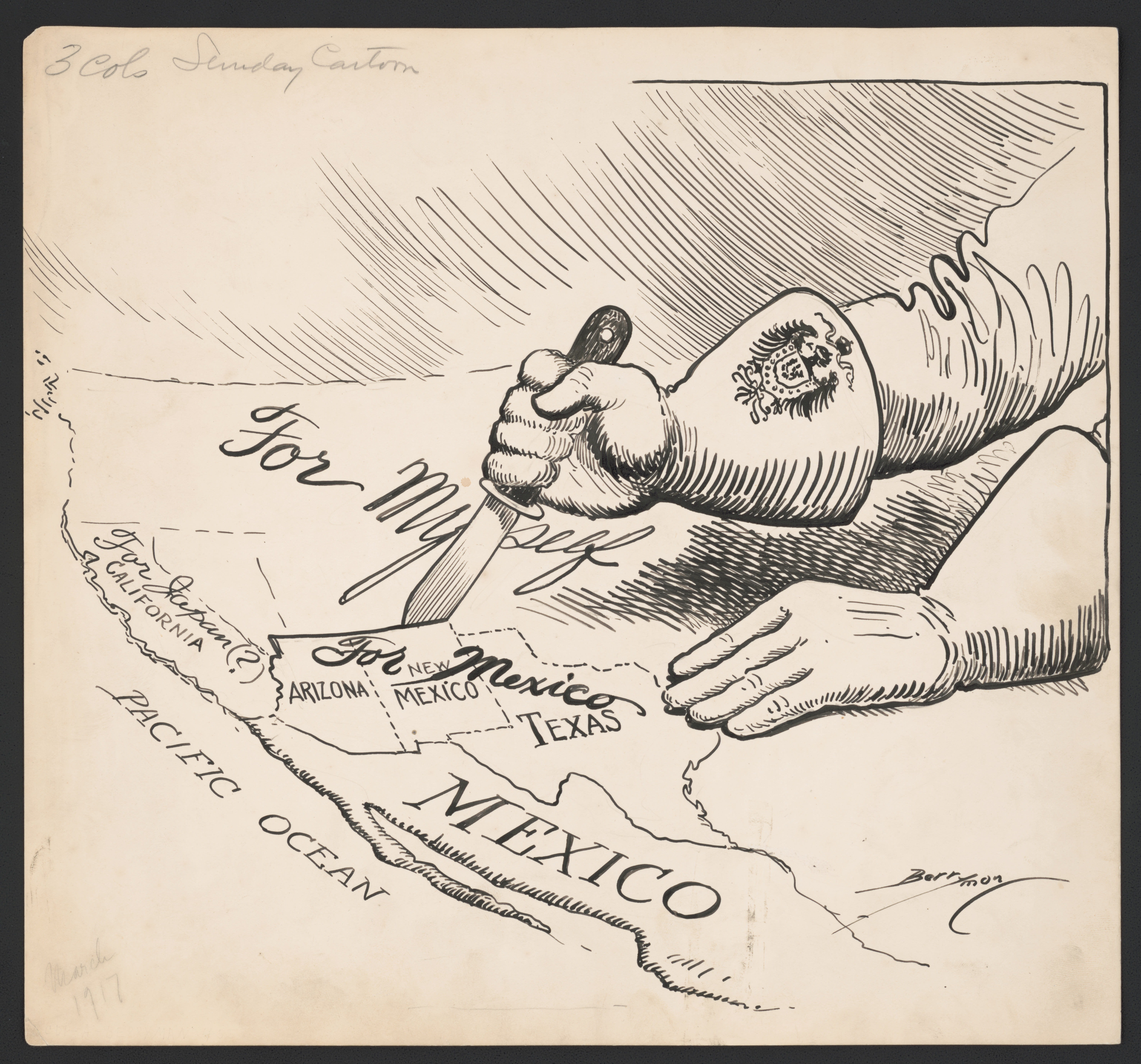
Caricatură politică din 1917 despre telegrama Zimmermann

Interacțiunile nemilitare, diplomatice și de propagandă, între țări au fost gândite pentru a construi sprijin în favoarea cauzei sau pentru a submina sprijinul inamicului. În cea mai mare parte, diplomația pe timp de război s-a concentrat pe cinci aspecte: campaniile de propagandă⁠(d); definirea și redefinirea obiectivelor de război, care deveniseră din ce în ce mai dure pe măsură ce războiul avansa; atragerea țărilor neutre (Italia, Imperiul Otoman, Bulgaria, România) în coaliție prin oferirea de porțiuni din teritoriul inamicului; și încurajarea de către Aliați a mișcărilor minorităților naționaliste din cadrul Puterilor Centrale, în special ale cehilor, polonezilor și arabilor. Mai mult, multiple propuneri de pace veneau de la țări neutre, sau din partea uneia sau alteia din tabere; niciuna nu a avansat prea mult.

## Moștenirea și memoria

### Memoriale

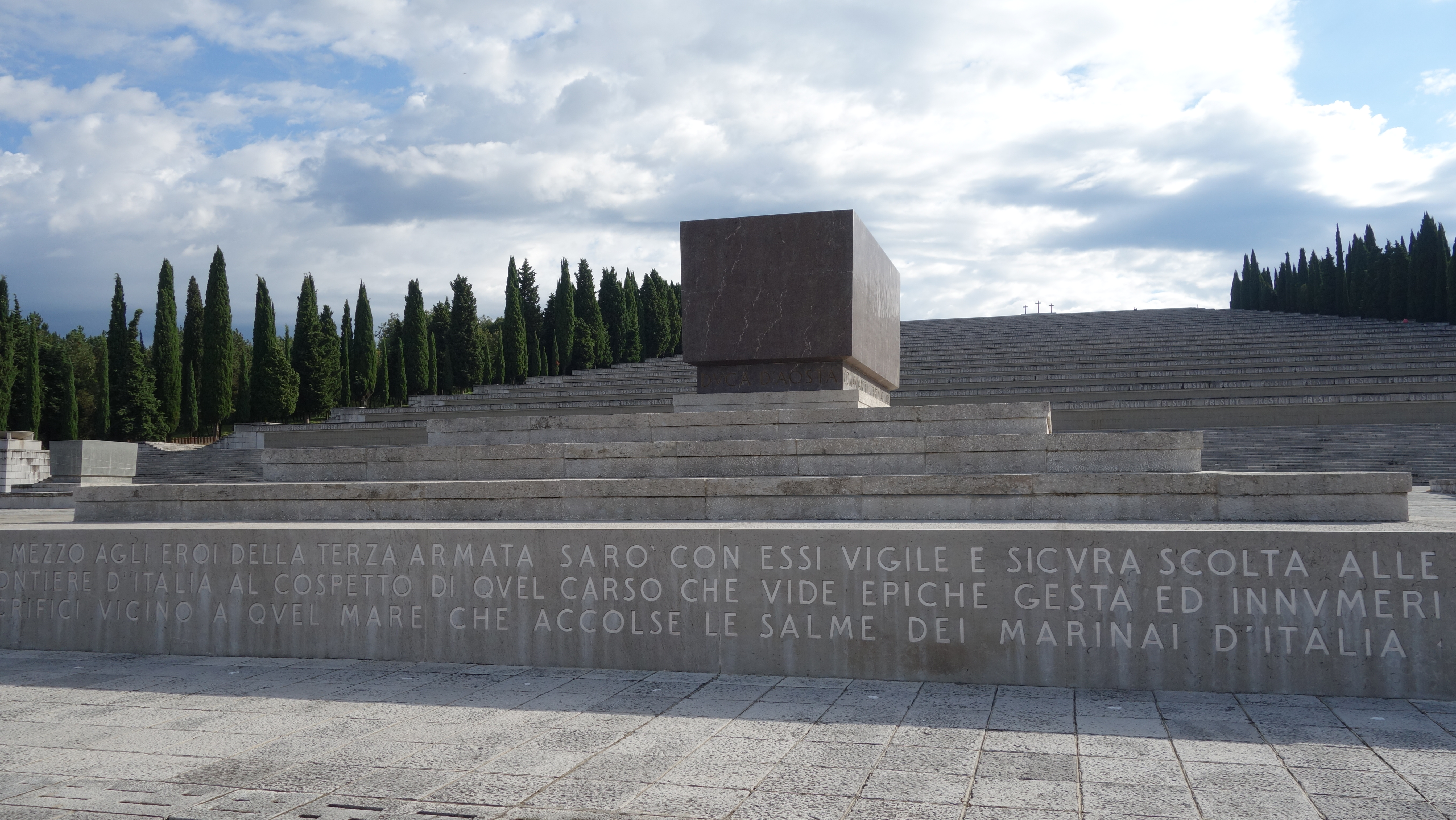
din Italia, unde sunt înmormântați de soldați

În mii de sate și orașe s-au construit monumente în memoria războiului. În apropierea câmpurilor de luptă, cei înmormântați în gropi improvizate au fost treptat mutați în cimitire oficiale, prin grija unor organizații cum ar fi Commonwealth War Graves Commission⁠(d), American Battle Monuments Commission⁠(d), Comisia Mormintelor de Război din Germania⁠(d), și Le Souvenir français⁠(d). Multe dintre aceste cimitire au și monumente în memoria celor dispăruți, cum ar fi Memorialul Dispăruților Poarta Menin⁠(d) și Memorialul Thiepval în cinstea dispăruților de pe Somme⁠(d). Există și monumente în cinstea eroilor necunoscuți, cum există mari memoriale în capitalele țărilor participante la conflict.
În 1915, medicul militar canadian John McCrae⁠(d) a scris poezia-rondel În câmpurile Flandrei⁠(d) ca salut dedicat celor care au murit în război. Publicată în Punch⁠(d) la 8 decembrie 1915, ea se recită și astăzi, mai ales cu ocazia Zilei Armistițiului⁠(d) și a Zilei Eroilor. Floarea de mac, descrisă în poezie, a devenit în țările Commonwealth-ului un simbol al eroilor războiului, și insignele de forma ei se poartă la evenimentele de comemorare. În Franța, același rol îl joacă albăstreaua.
Muzeul și Memorialul Național al Primului Război Mondial⁠(d) din Kansas City, Missouri, este un memorial dedicat americanilor care au luptat în Primul Război Mondial. Memorialul Libertății⁠(d) a fost dedicat la 1 noiembrie 1921, când înalți comandanți aliati au ținut discursuri în fața a 100.000 de oameni.

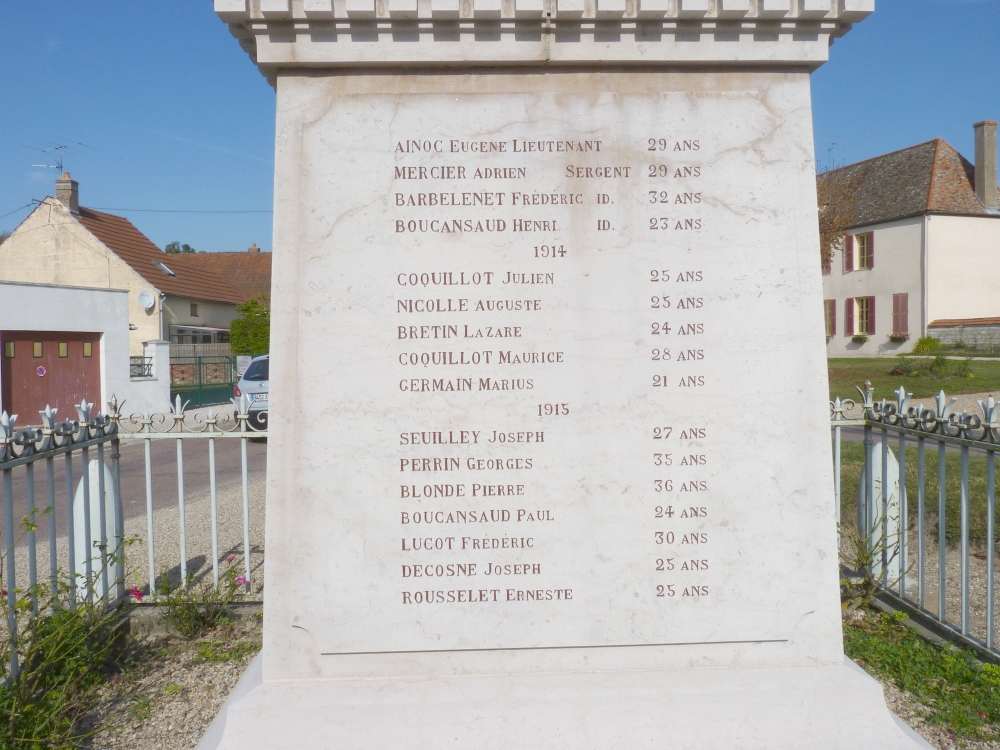
Memorial de război tipic în memoria soldaților dintr-un sat, morți în Primul Război Mondial

Guvernul britanic a bugetat resurse substanțiale pentru comemorarea centenarului războiului în perioada 2014–2018⁠(d), sub egida Muzeului Imperial de Război⁠(d). La 3 august 2014, președintele Franței, François Hollande, și cel al Germaniei, Joachim Gauck, au marcat împreună centenarul declarației de război a Germaniei împotriva Franței⁠(d) punând piatra de temelie a unui memorial la Vieil Armand, în germană Hartmannswillerkopf⁠(d), în memoria soldaților germani și francezi căzuți în război. În timpul comemorărilor centenarului Armistițiului⁠(d), președintele francez Emmanuel Macron și cancelarul german Angela Merkel au vizitat locul semnării Armistițiului de la Compiègne și au dezvelit o placă de reconciliere.

### Istoriografie
Primele eforturi de a înțelege însemnătatea și consecințele războiului modern⁠(d) au început în fazele inițiale ale războiului; acest proces a continuat pe durata conflictului și după sfârșitul ostilităților și încă nu a încetat după un secol. Predarea istoriei Primului Război Mondial a prezentat provocări speciale. În comparație cu al Doilea Război Mondial, Primul Război Mondial este adesea considerat „un război greșit dus pentru motive greșite”; îi lipsește metanarațiunea⁠(d) de bine contra rău⁠(d) care caracterizează relatările despre al Doilea Război Mondial. În lipsa unor eroi sau antagoniști ușor de recunoscut, se vorbește sistematic în termeni ce descriu distrugerile războiului, nebunia și incompetența generalilor și nevinovăția soldaților. Complexitatea conflictului este adesea pierdută în aceste suprasimplificări. George Kennan a denumit războiul „sămânța de catastrofă a secolului al XX-lea”.
Istoricul Heather Jones afirmă că istoriografie a fost revigorată de o schimbare culturală în secolul al XXI-lea. Specialiștii au ridicat noi întrebări despre ocupația militară, radicalizarea⁠(d) politicii, rasă, știința medicală, gen⁠(d) și sănătate mintală⁠(d). Printre marile subiecte pe care le-au dezbătut îndelung istoricii pe marginea războiului se numără: de ce a început războiul⁠(d); de ce a câștigat Antanta; dacă generalii au fost responsabili pentru numărul mare de victime⁠(d); cum au îndurat soldații condițiile grele ale războiului de tranșee; și în ce măsură au acceptat și susținut civilii de pe frontul de acasă⁠(d) efortul de război.

### Proiectile neexplodate
Chiar și în 2007, în zona câmpurilor de luptă ca Verdun și Somme mai existau semne care avertizau trecătorii să evite unele poteci, întrucât proiectilele neexplodate⁠(d) continuă să fie un pericol. În Franța și Belgia, localnicii care descoperă muniții neexplodate primesc ajutor din partea unităților de distrugere a armamentului. În unele locuri, viața plantelor încă nu a revenit la normal.